# Palacio Nacional (México)
El Palacio Nacional es la sede del Poder Ejecutivo Federal de México. Ubicado al oriente de la plaza de la Constitución en el centro histórico de la Ciudad de México, en la demarcación Cuauhtémoc, está construido sobre un área de 40 000 m². Al formar parte del mencionado conjunto arquitectónico en esa área de la ciudad, es en consecuencia Patrimonio de la humanidad desde 1987.
La obra data de 1522, cuando Hernán Cortés comenzó la construcción de su palacio, sobre las ruinas del palacio mexica conocido como «Casas Nuevas», residencia del tlatoani Moctezuma Xocoyotzin, edificado en 1502. Luego fue adquirido por la corona y destinado como sede de los Virreyes de la Nueva España, y de la mayoría de las instituciones coloniales. Durante aquel periodo sufrió un gran incendio y fue semidemolido en 1692; posteriormente fue reconstruido por las autoridades virreinales.
Consumada la independencia de México, fue sede de los poderes ejecutivo, legislativo y judicial de los diferentes regímenes republicanos y monárquicos del país durante la mayor parte del siglo XIX; incluso fue residencia personal de todos los gobernantes entre 1822 y 1884; a partir de ahí, permaneció como oficina presidencial hasta 1968, recuperando parcialmente dicha función en 2012, y de manera completa en 2018. Además a partir de julio de 2019 volvió a ser residencia del presidente de la república.
Sin embargo ha sido permanentemente escenario de actos oficiales, protocolarios y cívicos de la Presidencia de la República, tales como la recepción de jefes de Estado y de gobiernos extranjeros, entrega de cartas credenciales del cuerpo diplomático, informes de gobierno, y las ceremonias festivas del Grito de Dolores (15 de septiembre), el desfile cívico-militar conmemorativo del inicio de la Independencia (16 de septiembre) y el aniversario de la Revolución mexicana (20 de noviembre).
Por casi quinientos años, esta construcción ha tenido un gran número de ampliaciones y modificaciones en las que han quedado plasmadas las huellas de los distintos gobiernos que ha tenido el país durante el periodo colonial, así como durante su vida como nación independiente. En su construcción se pueden encontrar elementos eclécticos, art deco, art nouveau, neoclásicos, barrocos y neocoloniales, siendo el aspecto exterior que hoy tiene el edificio, resultado de su última ampliación, acontecida durante la segunda década del siglo XX cuando fue añadido el tercer nivel. 
Alberga un valioso patrimonio histórico-artístico, destacando el conjunto de murales de Diego Rivera, la obra plástica contenida en las áreas presidenciales, así como el cúmulo de elementos documentales, arquitectónicos, históricos y ornamentales dentro de sus dos museos interiores («Museo Histórico» y el «Recinto homenaje a Benito Juárez»).

## Historia

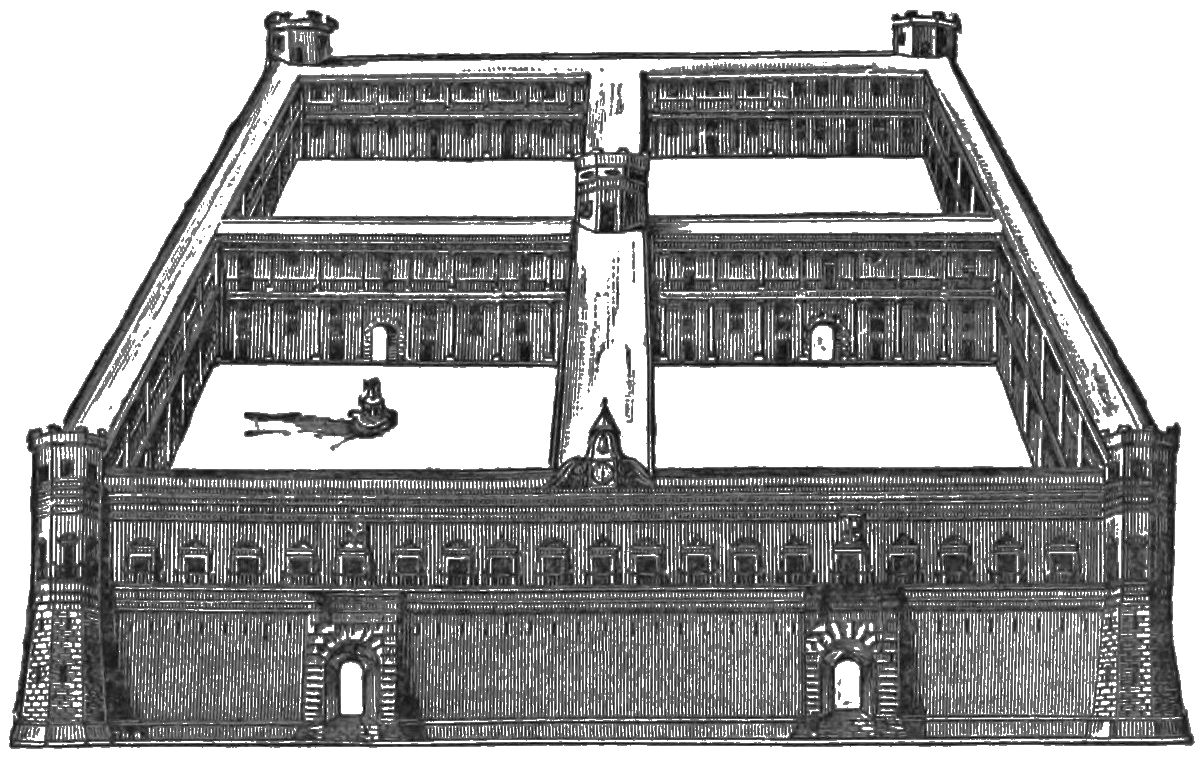
Primer aspecto del Palacio Virreinal a mediados del

### SigloXVI

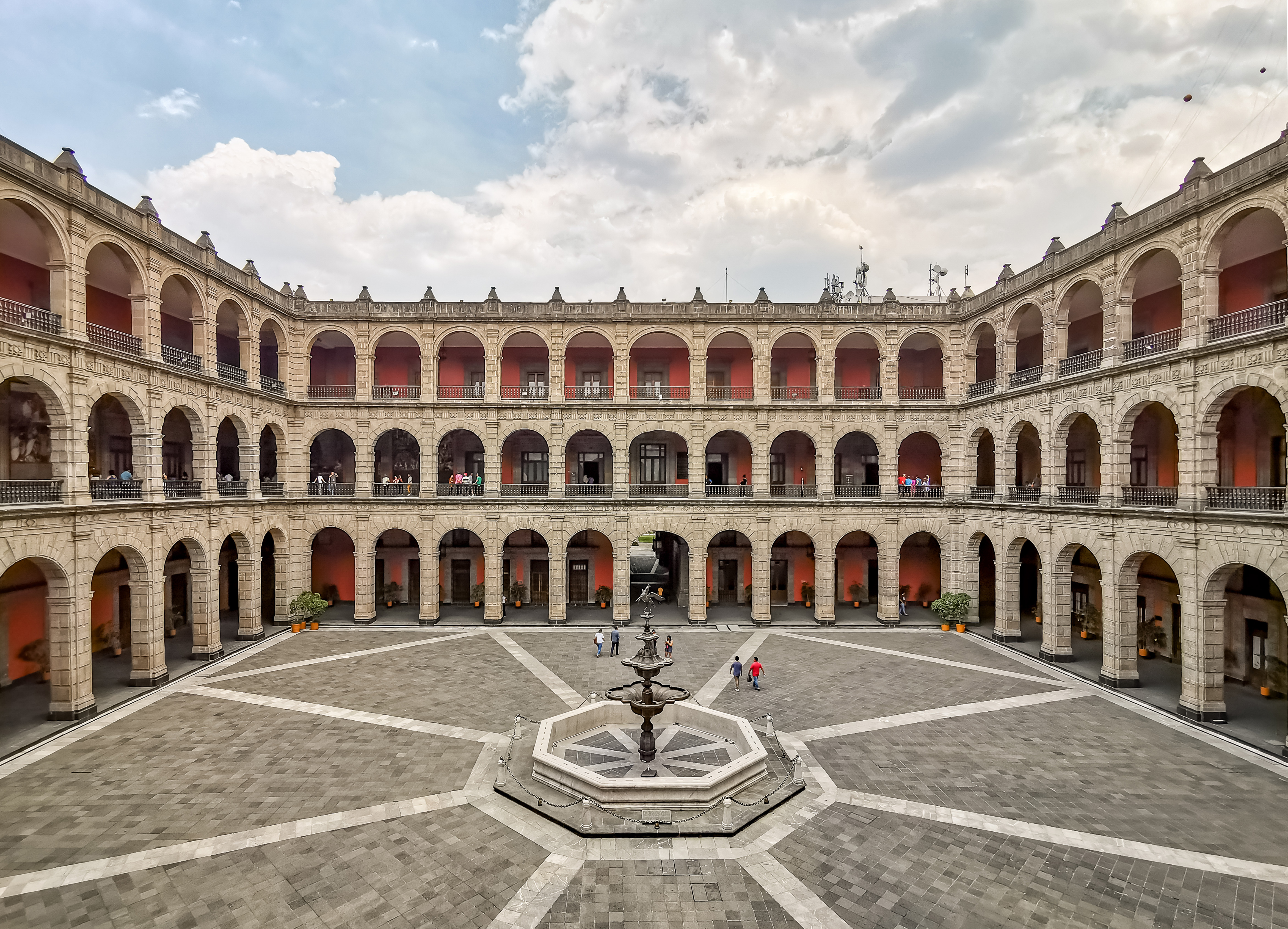
Patio central

Durante la Conquista de México de 1519 a 1520, las fuerzas de Hernán Cortés pusieron sitio a Tenochtitlan y en su avance destruyeron la mayor parte de la ciudad. Derrotados los mexicas, Hernán Cortés se apropió de ella, junto con el Palacio de Axayacatl o Casas Viejas de Moctezuma, donde se hospedó durante la primera etapa de la Conquista, y en enero de 1522 comenzó la reconstrucción de la ciudad de México-Tenochtitlan, lo que ahora se conoce como el centro histórico de la Ciudad de México.
La nueva ciudad reconstruida se hizo habitable a partir de 1524, bajo una nueva traza de corte europeo, la cual incluía una plaza central y casas para los conquistadores indígenas y españoles. Las de estos últimos, con una marcada forma de fortaleza. Hernán Cortés como principal conquistador toma el predio del Palacio de Axayacatl ubicado en el lugar que hoy ocupa la casa matriz del Nacional Monte de Piedad, y que para la época se encontraba dando frente a la "plaza del Empedradillo" y a la antigua construcción de la Catedral; en este estableció su primera residencia en la ciudad, por lo que se le conoció como "Casas Viejas de Cortés". Más tarde, la Real Audiencia y el primer virrey Antonio de Mendoza la tomaron como casa de gobierno.
Cortés, al verse impedido de utilizar su residencia utilizada por el gobierno novohispano, inició la construcción de un nuevo palacio para su uso personal en los terrenos que antes habían ocupado las "Casas Nuevas de Moctezuma"; residencia que conformó parte de su Marquesado del Valle de Oaxaca, ratificado por cédula real del emperador Carlos V en 1529. El propio Cortés, ayudado por Luis de la Torre y Juan Rodríguez de Salas, se encargó de hacer la traza del edificio, en el predio que ocupaban las Casas nuevas de Moctezuma y una parte donde estuvo el templo de Tezcatlipoca. En 1528 ya podían verse los muros de la planta baja y empezaban a levantarse las habitaciones, columnas y arcos de los patios, todo en cantera labrada. Debido a la lentitud de las obras, Cortés solo habitó por un breve lapso su palacio. Para la construcción usó la mano de obra y materiales que tenía en su marquesado, sobre todo de los pueblos dependientes de Coyoacán, como Tacubaya (para piedras y arena), Cuajimalpa (para madera), etc.
En los años inmediatos a la conquista, la plaza Mayor de la Ciudad de México mostraba en su lado oriental la nueva gran propiedad de Hernán Cortés; hacia el sur, las construcciones que albergaban las casas del Cabildo, la cárcel del ayuntamiento y la carnicería; hacia el poniente se levantaban las Casas Viejas de Cortés, rentadas para albergar a la Real Audiencia y al virrey. En el lado norte se encontraba un modesto nuevo templo religioso y las ruinas del Templo Mayor mexica que con el tiempo dejarían su lugar a la catedral. La construcción del palacio culminó en 1550, entre encendidas disputas legales del conquistador y sus herederos con las autoridades enviadas por el rey de España. A la muerte de Cortés en 1547, la obra constaba de tres patios arcados y dos pisos, así como de una extensa huerta en el área que luego sería la plaza del Volador y que hoy ocupa el edificio de la Suprema Corte de Justicia de la Nación.
Al crecer la burocracia del gobierno virreinal, se hizo necesario contar con una sede propia para albergar las instituciones de la Nueva España y con el fin de dejar de pagarle renta a Cortés y a sus herederos. Tras 41 años de litigios sobre rentas y prerrogativas de los Cortés es como el 19 de enero de 1562, el segundo virrey Luis de Velasco y Ruiz de Alarcón y Martín Cortés, hijo del conquistador, acuerdan la venta del palacio ubicado al costado oriente de la plaza Mayor de la ciudad, en 264 000 reales (equivalente a 33 000 pesos de aquella época), por lo que devuelven a la familia de Cortes el palacio frente a la catedral. De inmediato fueron trasladadas ahí algunas dependencias virreinales, para lo cual el virrey Luis de Velasco encargó al arquitecto Claudio Arciniega reparar y adaptar las habitaciones de la Casa Real de los Virreyes. Ocho meses después, las Casas Nuevas de Cortés se convierten en la sede del poder virreinal, que por lo mismo reciben desde entonces el nombre de Palacio Virreinal.
La construcción de ese entonces se trataba de una maciza fortaleza con troneras en las esquinas, para los cañones y aspilleras en el suelo, para la fusilería; tenía 19 ventanas a lo largo del segundo cuerpo y al centro, sobre el petril, un reloj y una campana. Colindaba al norte con una especie de plaza, la cual terminaba en la actual calle de Moneda que tenía un canal y daba frente al palacio del Arzobispado, al oriente con otro terreno baldío que debió de servir como patio, huerta y ruta de escape para las Ataranzas (puerto de las embarcaciones que navegaban rumbo a Texcoco), al sur con la acequia Real (actualmente la calle de Corregidora), que cruzándola contaba con un terreno en el cual se ponía un mercado que después se conocería como la plaza del Volador, y al poniente con la plaza Mayor y el mercado del Parián.
El edificio fue adaptado en 1563 para albergar al gobierno, siendo el segundo virrey Luis de Velasco y Ruiz de Alarcón el primero en residir en él, dentro del piso superior del palacio, junto con la Real Audiencia, mientras tenía abajo la cárcel de la Corte Real (la cual fue quemada en 1659) y una serie de bodegas donde los comerciantes podían ser vigilados.

### SigloXVII

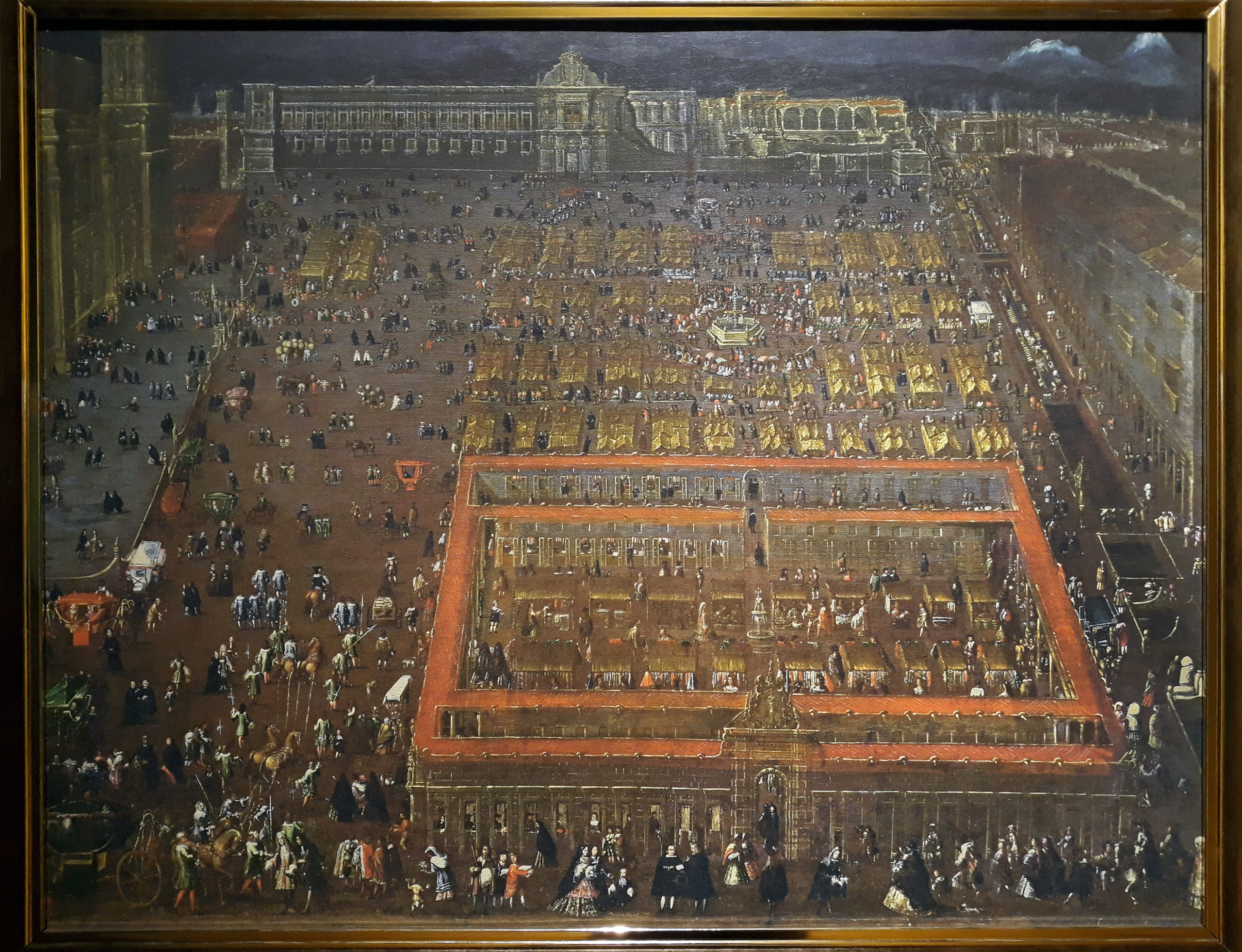
Plaza Mayor de la Ciudad de México por Cristóbal de Villalpando (hacia 1695). En la obra se aprecia el Palacio Virreinal aún arruinado por el Motín de 1692 en la Ciudad de México

Con el paso de los años se construyeron nuevos edificios en el costado sur oriental, construcciones que no alteraron el extenso jardín ni las huertas que tenía. Hacia finales del siglo, el entonces llamado Palacio de los Virreyes, concebido para la defensa, tenía el aspecto de una fortaleza, con dos torres en las esquinas protegidas por artillería, con pocas ventanas y con troneras para la fusilería". Este palacio era mucho más pequeño que el actual, con solo dos patios y dos alturas; tenía solo tres puertas, dos daban a la plaza Mayor y una a la calle de las huertas.
Durante el gobierno del virrey fray García Guerra, entre los años 1611 y 1612, se construyó una plaza de toros, en la parte oriental del palacio, que resultó destruida por un terremoto.
En este siglo el Palacio Virreinal consolidó su imagen como símbolo del poder político. Puertas adentro el virrey y su corte vivían al modo aristocrático de las casas reales europeas, con sus distintas reuniones y festividades, la élite novohispana exhibía su abundancia y preeminencia social.
El 15 de enero de 1624 una revuelta de indígenas, mulatos y mestizos incitados por religiosos y encabezados por el arzobispo Juan Pérez de la Serna, irrumpieron en el palacio al grito de consignas contra el gobierno y el virrey Diego Carrillo de Mendoza y Pimentel (quien logró escapar disfrazado como uno de los rebeldes) al tiempo que el edificio era dañado y saqueado.
El siguiente virrey, Rodrigo Pacheco y Osorio, ordenó la reparación de los daños y embellecimiento del edificio. Las obras estuvieron a cargo del arquitecto Juan Gómez de Trasmonte, quien a partir de 1628 construyó un conjunto de habitaciones para el virrey y doce balcones con barandales de hierro que daban a la plaza Mayor. De esos años data la ampliación definitiva de la fachada principal; el aspecto de esta, en aquellos días, consistía en unos portales con arcos de cantera que enmarcaban tres puertas. Al centro de ella había un remate coronado con almenas que mostraba un reloj. Contaba dos niveles y cuatro patios, además de dos puertas laterales en las fachadas sur y norte
El 8 de junio de 1692, una terrible hambruna propició el motín de unos ocho mil indígenas en la Ciudad de México, que se reunieron en la plaza Mayor para exigir comida. El virrey Gaspar de la Cerda y Mendoza ordenó a los soldados disparar a la multitud desarmada, entre los muertos se contabilizó una mujer embarazada, esto provocó que la gente se hiciera justicia irrumpiendo en el Palacio Virreinal y Ayuntamiento donde quemaron los edificios y saquearon oficinas, casas particulares y comercios en toda la Ciudad de México. El erudito Carlos de Sigüenza y Góngora intentó salvar muchos de los archivos coloniales que se guardaban en ambos edificios. Al amanecer el día posterior al motín el estado del Palacio era desolador. Muchas áreas de la sólida construcción quedaron hechas cenizas, siendo la zona más devastada la que rodea el Patio de Honor. El virrey Cerda y Mendoza dedicó los meses siguientes a apresar miles de personas acusadas de participar en el incendio y saqueo, ejecutando públicamente a cientos sin comprobar participación ni juicios.

### SigloXVIII

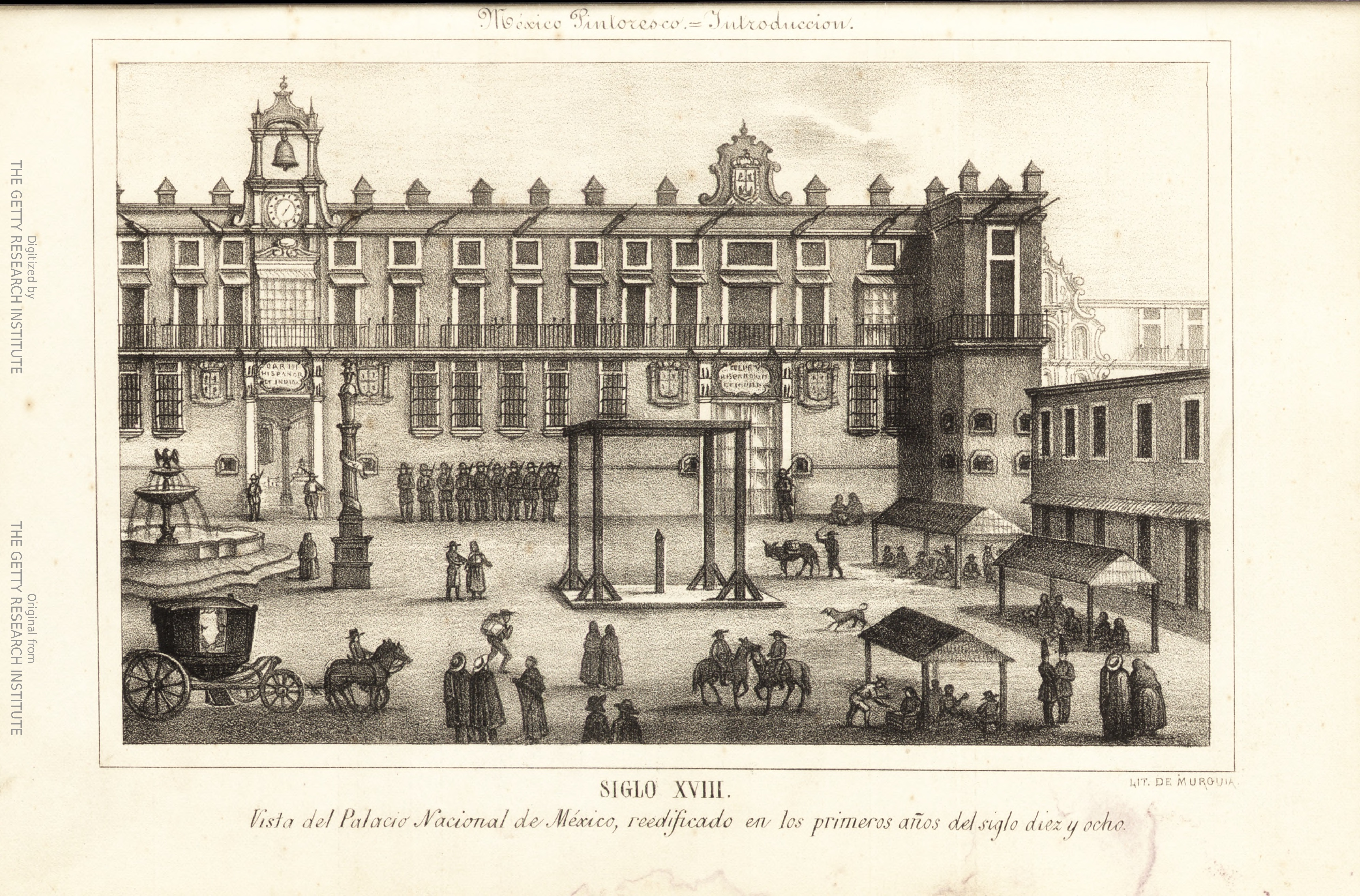
Aspecto de Palacio Nacional al concluir su reconstrucción a principios del.

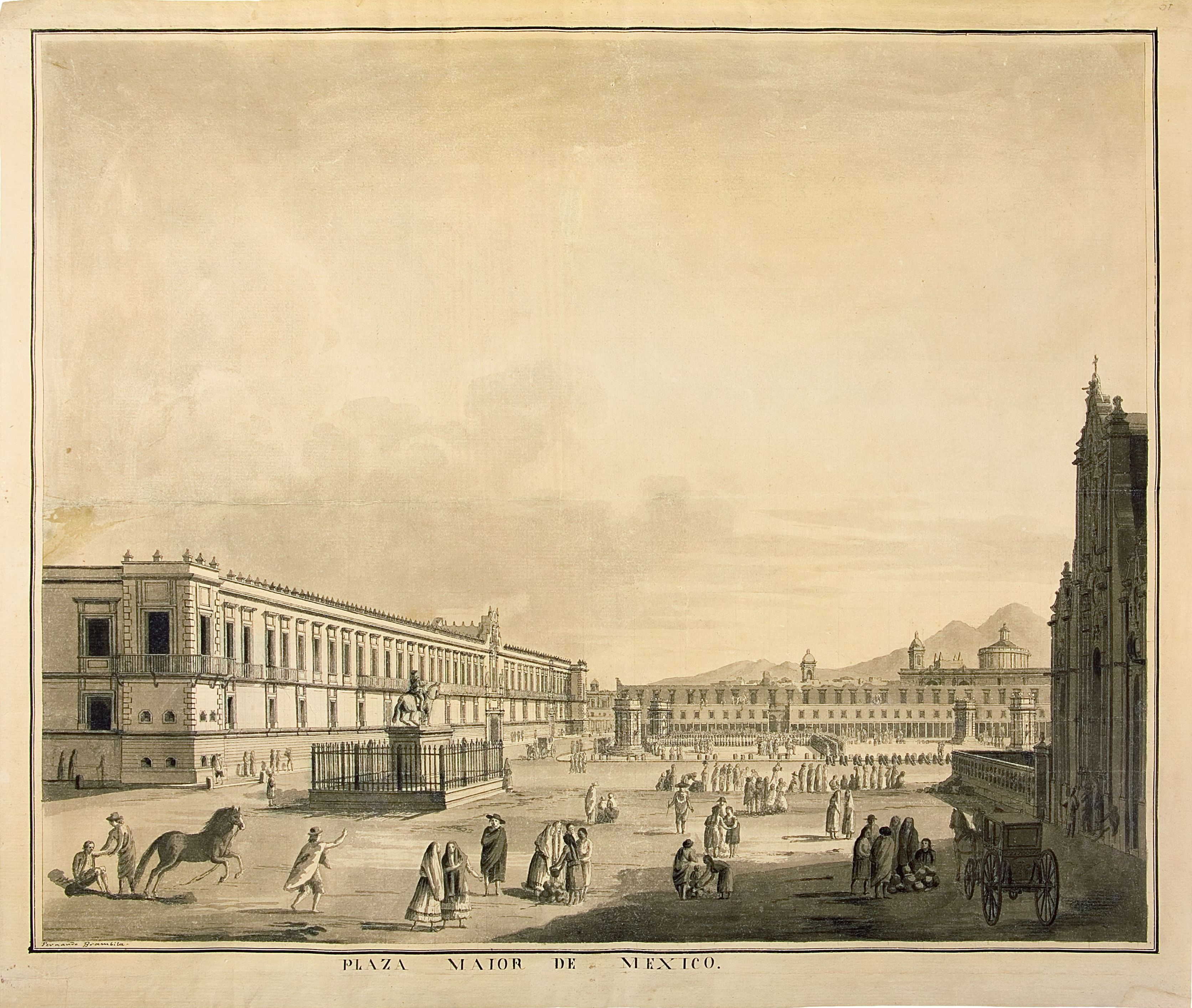
Esquina noreste de la Plaza Mayor en la década de 1790, a la izquierda el entonces Palacio Virreinal.

Antes del incendio, y posteriormente, se cuenta que el Palacio Virreinal tenía un estado tal que recordaba un muladar. En su interior había cuartos de habitación de puesteros de la plaza, bodegas para guardar frutas y otros comestibles, fonda y vinatería que se llamaba la botillería, panadería con amasijos, pulquerías, zonas de juego público de naipes y juego de boliche, donde incluso se podía terminar la parranda por la mañana. Todo esto causaban montones de basura que se acumulaban en el interior del Palacio.
El Palacio quedó en ruinas varios años, pero en 1711, bajo las órdenes del virrey Pedro Cebrián, se reinició la reconstrucción, manteniendo la composición básica original de dos patios y dos pisos, pero con acabados más modernos tipo Barroco y almenado, dejando de lado mucho de su aspecto de fortaleza; las aspilleras fueron convertidas en ventanas con rejas de hierro. Las obras se enfrentaron a la continua falta de presupuesto, que llegaron a costar 195 500 pesos, razón por la cual el Palacio se mantuvo en obras continuas casi todo el siglo XVIII. En esta época también se construía el nuevo edificio de la Catedral, con el frente a la plaza Mayor. El Palacio se amplió hacia el Norte, hasta llegar a la calle de Moneda, con patios más pequeños y habitaciones para el virrey, con una pequeña puerta que daba directo a la cárcel de Palacio. La puerta del suroeste daba al patio de honor, cuya parte superior estaba destinada a las habitaciones del virrey; el entresuelo a la secretaría y archivo del virreinato; y la parte baja a la servidumbre, la guardia de alabarderos y los almacenes del estanco del azogue. Este patio se comunicaba con el jardín botánico. El patio central conformado con arquería soportada por altos pilares almohadillos, daba acceso a las salas de la Real Audiencia, los tribunales de cuentas, del Consulado, de Minería, la Tesorería general, la Capilla real y la Sala del trono. En el extremo norte estaban la cárcel y las habitaciones de los guardianes.
Con la llegada del virrey Juan Vicente de Güemes II, conde de Revillagigedo, que se inicia la limpieza y dignificación del Palacio y la plaza Mayor; realizando con ello los más importantes trabajos de mantenimiento, funcionalidad y belleza hasta entonces hechos al inmueble. En 1789 se emitió el primer reordenamiento del comercio ambulante e higiene, que desalojó a los comerciantes del Palacio, la plaza Mayor y las calles de la Ciudad de México, aunque con su sucesor en el cargo la situación volvió a lo que solía, pero fuera de Palacio.
Durante esa época solo la capilla Real, construida en la parte oriental, se mantuvo a salvo; ésta tenía pintado el martirio de Santa Margarita por la mano del sevillano Alonso Vázquez. Al sur de la capilla; y tras los edificios de la Casa de Moneda (hoy Museo Nacional de las Culturas) se realizó el jardín botánico, que servía de paseo a los habitantes del Palacio.

### SigloXIX

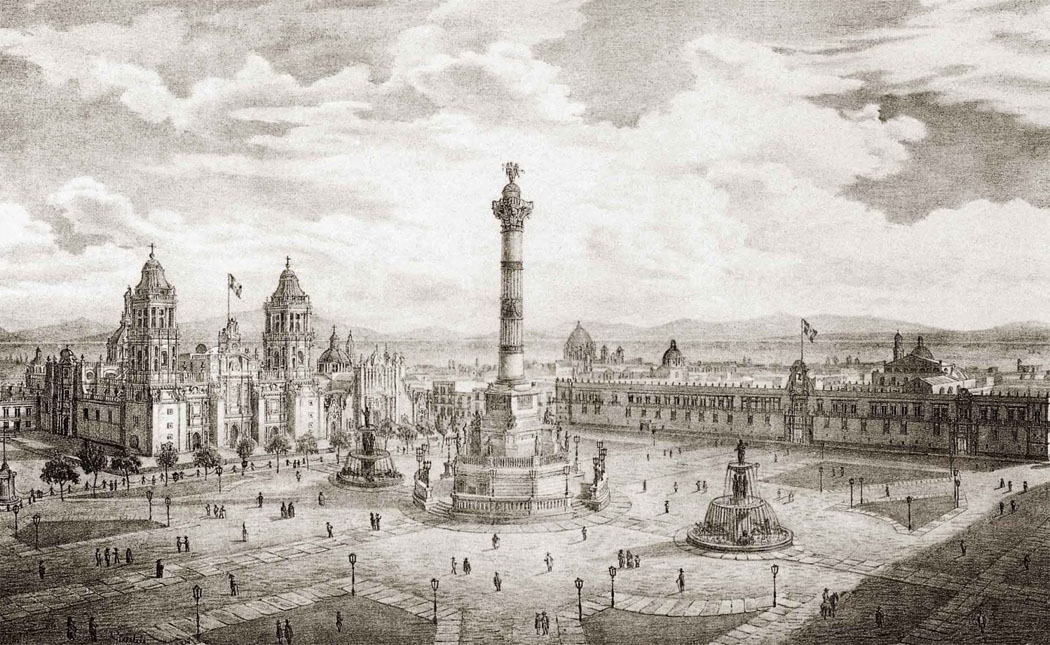
Ilustración del proyecto de Lorenzo de la Hidalga para la Plaza de la Constitución en 1843; a la derecha el Palacio Nacional con el aspecto que mantuvo desde finales del y hasta 1850.

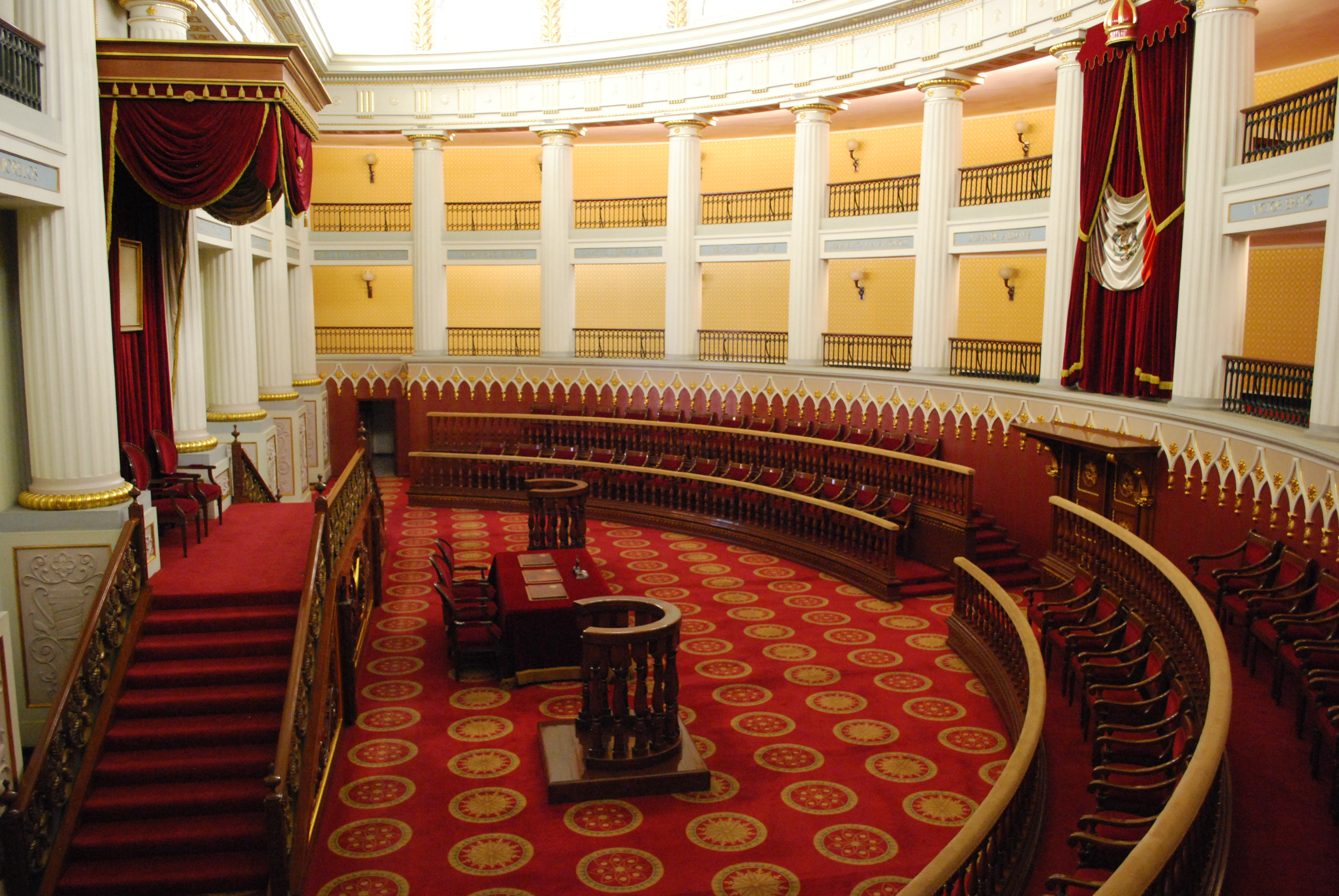
Recinto parlamentario al interior de Palacio; sede del congreso entre 1829 y 1872

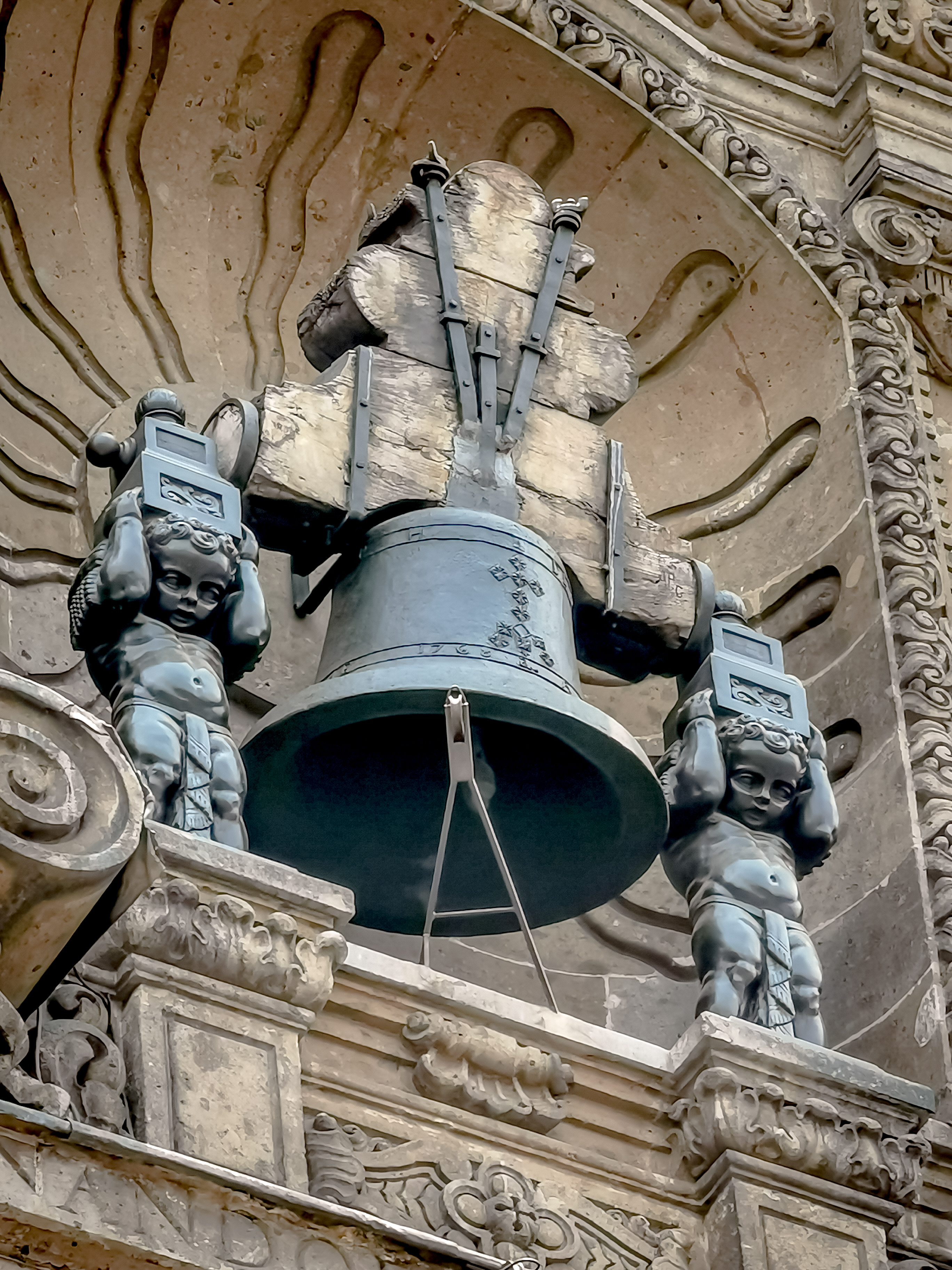
Campana original usada por Miguel Hidalgo la madrugada del 16 de septiembre, en el llamado Grito de Dolores, fue trasladada desde Dolores Hidalgo por orden del Presidente Porfirio Díaz

El 15 de septiembre de 1808 fue escenario del primer golpe de Estado que se recuerde en territorio novohispano, cuando elementos armados tomaron el palacio y aprendieron al virrey José de Iturrigaray, quien apoyaba abiertamente los intentos autonomistas del Ayuntamiento de la capital, encabezado por Francisco Primo de Verdad y Ramos y Melchor de Talamantes, entre otros.
El 27 de septiembre de 1821, después de un desfile por parte del ejército Trigarante, desde el Palacio del Ex Arzobispado, en Tacubaya, Juan O'Donojú entrega el gobierno virreinal a Agustín de Iturbide. Al día siguiente, el 28, se instaló en el Salón de recepciones del antes Palacio Virreinal, la Junta Provisional Gubernativa, que emitió el Acta de Independencia del Imperio Mexicano quedando en espera de que el rey español Fernando VII reclamara para sí el trono de México, según el Plan de Iguala y los Tratados de Córdoba. Fernando VII rechazó la independencia de la Nueva España y por ende el trono mexicano. 
El 19 de mayo de 1822 el Congreso proclamó a Iturbide como emperador, aunque Agustín I continuó viviendo en el palacio de los condes de San Mateo de Valparaíso (actualmente el Museo Palacio Cultural Banamex, también conocido como Palacio de Iturbide), el Palacio virreinal pasa a ser llamado Palacio Imperial. A pesar de las intenciones de transformar el inmueble en un recinto mucho más fastuoso, el gobierno imperial, limitado por la inestabilidad económica y política del naciente país, apenas alcanzó a modificar ligeramente la fachada del edificio; algunos de los cambios fue pintar la fachada principal con un diseño de almohadillados estilo renacentista y la colocación de adoquines en las garitas laterales de cada puerta.
Tras la caída de Iturbide en 1823, en el templo de San Pedro y San Pablo (actualmente el Museo de las Constituciones de la UNAM) se llevan a cabo las sesiones del Congreso Constituyente, que firma el Acta Constitutiva de la Federación Mexicana y, posteriormente, la Constitución Federal de los Estados Unidos Mexicanos de 1824. Fundada la República, el Congreso decretó que todos los lugares que en su nombre llevaran los términos de "Imperial" serían sustituidos por el de "Nacional". y por ello, el Palacio adoptó desde entonces el nombre de Palacio Nacional. Se remodeló para dar cabida a los tres poderes federales que se formaron en la nueva república: el Ejecutivo, el Legislativo y el Judicial. Para entonces, la construcción del Palacio cubría ya toda la fachada poniente que daba a la plaza Mayor.
Los posteriores golpes de estado y revueltas afectaron en menor o mayor medida al Palacio Nacional. Las obras de reconstrucción y adecuación fueron continuas durante el siglo XIX y por causa de los movimientos políticos y simples accidentes, se fueron perdiendo obras artísticas de la época colonial. En 1830 la cárcel fue cambiada al edificio de la Acordada. También se dio la ocupación indebida de espacios, y la anulación de la pequeña puerta que conectaba con la cárcel en 1831 para mejorar la seguridad de las habitaciones presidenciales. El 15 de marzo de 1825, la Suprema Corte de Justicia de la Nación se estableció en la esquina noroeste del Palacio Nacional, lugar donde permaneció hasta 1853. Pero sobre todo, lo que más lo transformó, fue la edificación del Recinto Parlamentario en 1829, creado para albergar la Cámara de Diputados y que habría de incendiarse en 1872. En tanto que la Cámara de senadores se instaló en la planta alta del ala sur en 1845.
En julio de 1840, la revuelta federalista de Valentín Gómez Farías y José Urrea ocasionó graves daños al palacio, entre ellos un cañonazo que derribó parte de la fachada en una las torres del inmueble.

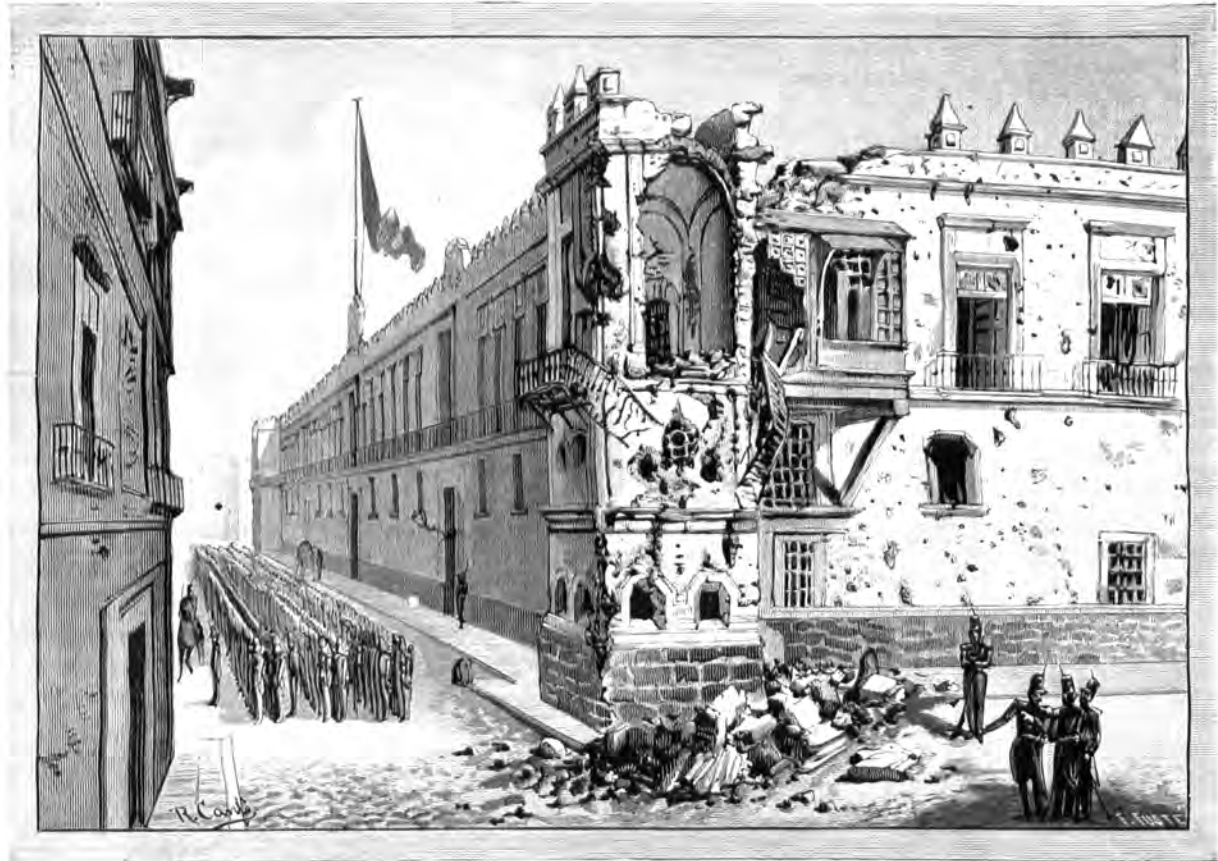
Aspecto del torreón norte, luego del cañonazo en el contexto de la rebelión federalista de 1840.

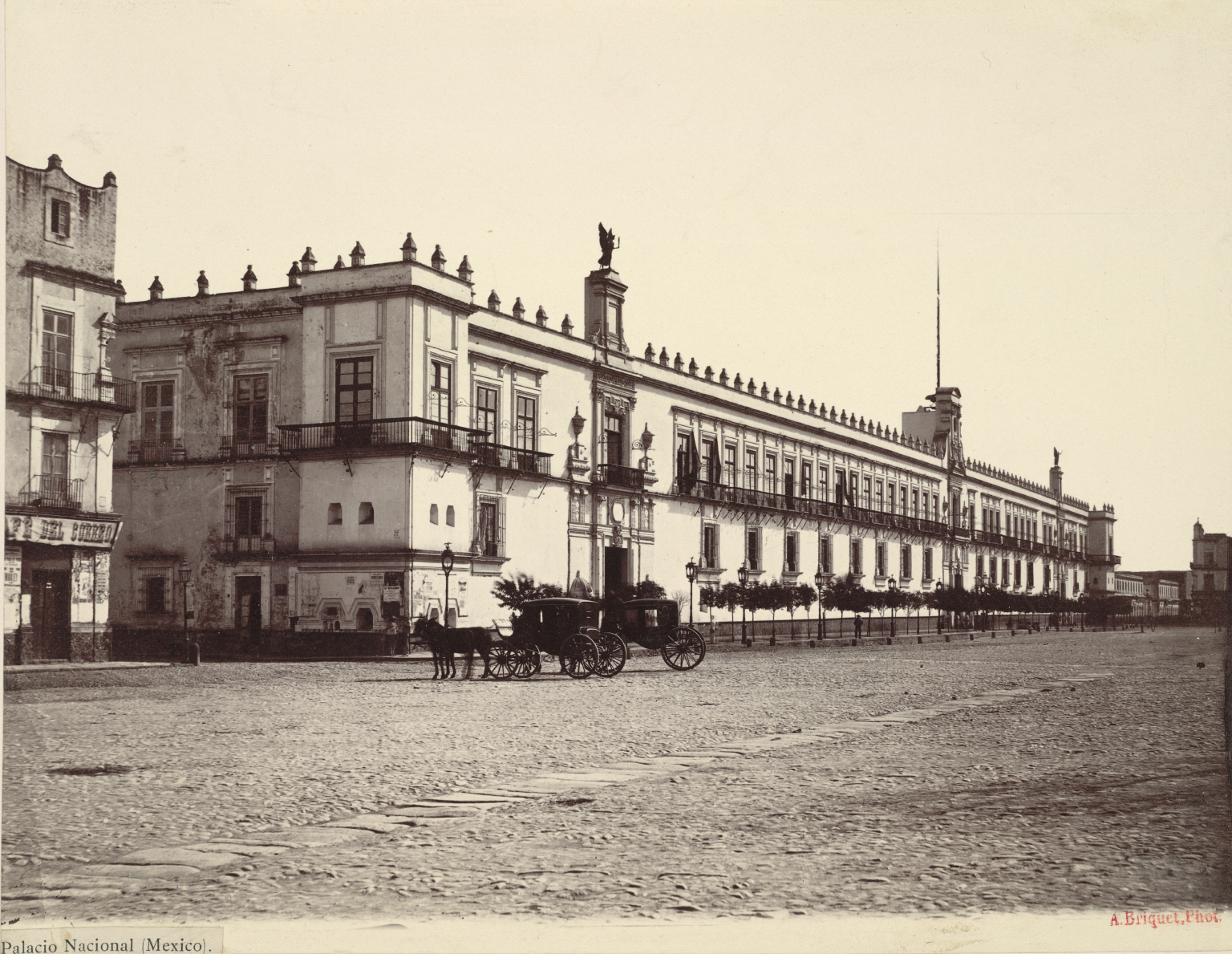
Palacio Nacional entre 1880 y 1900

A raíz de la intervención estadounidense en México, luego de la toma del último reducto que protegía la ciudad en el Castillo de Chapultepec, el 14 de septiembre de 1847, el ejército estadounidense entró en la plaza principal de la Ciudad de México e izó su bandera en el Palacio Nacional, en señal de victoria, aunque por instrucciones del General Winfield Scott se respetaron las instalaciones. De esta manera, el 16 de septiembre de 1847 en que se celebraría la independencia de México, los estadounidenses concretaban la ocupación del país. La ocupación del ejército de Estados Unidos terminó tras la firma (2 de febrero) y ratificación del Tratado de Guadalupe Hidalgo el 30 de mayo de 1848 por el que se perdió más de la mitad del territorio mexicano. La desocupación del Palacio Nacional se realizó hasta el 28 de junio del mismo año. Al día siguiente se izó de nuevo la bandera nacional mexicana en una ceremonia.
En 1852 durante el gobierno del presidente Mariano Arista se llevaron a cabo las primeras reformas significativas en Palacio Nacional: Se restauraron los patios del ala norte, que habían quedado abandonados desde que saliera de ahí la cárcel en 1832; se abrió el pasillo que comunica esta área con el patio central por la parte superior; se cambiaron pisos, puertas y ventanas; se dictaron reglamentos para recuperar zonas ociosas y se abrió la tercera puerta de la fachada principal, de uso exclusivo del presidente de la república y conocida más tarde como Puerta Mariana en honor al citado mandatario. El día 5 de febrero de 1857 en el recinto legislativo de Palacio se jura frente a un crucifijo la Constitución de 1857, de corte liberal.
Durante la guerra de los Tres Años o guerra de Reforma de 1858 a 1861, el país tuvo dos gobiernos simultáneos: por un lado, desde el Palacio Nacional, se mantenían los presidentes del gobierno conservador. Por otro, el presidente Benito Juárez instaló al gobierno federal en el puerto de Veracruz de donde ingresará a la Ciudad de México hasta enero de 1861.
El 31 de mayo de 1863, durante la intervención francesa, Benito Juárez se vio obligado a dejar la capital y por tanto al Palacio Nacional, que simbólicamente, cierra la puerta central. En junio de 1863 el ejército francés ocupó el Palacio Nacional y por breve tiempo de 1863 a 1867, nuevamente se le llamará Palacio Imperial, durante el Segundo Imperio Mexicano de Maximiliano de Habsburgo; aunque no lo usó como residencia, ya que al llegar en 1864, el emperador cambió esta al Castillo de Chapultepec, dejando al Palacio como un edificio puramente administrativo y de protocolo. No obstante lo anterior, ordenó diversas obras en su interior para que adquiriera un toque majestuoso y dejar atrás algo del estilo sobrio que le caracterizaba, convirtiéndolo en un lugar ideal para bailes y recepciones oficiales, y sede de lujosas oficinas públicas.
Se destruyeron las viviendas que por años habían invadido la azotea y se levantó el nivel de los patios para evitar inundaciones, al mismo tiempo que se destruían paredes que por el inevitable deterioro ya resultaban inútiles o peligrosas; uno de los más distintivos de esos cambios, que por órdenes expresas de Maximiliano se hicieron, se dio en el Salón de Recepciones: en el amplio y alargado aposento, se retiraron los rasos del techo para dar aire a la magnífica viguería virreinal de cedro, también conocido como Salón del Dosel o del Trono; además fue motivo de redecoración con la instalación de la galería de retratos que recibió óleos de los pinceles de Petronilo Monroy (retrato de Iturbide), José Obregón (retrato de Matamoros), Ramón Pérez (retrato de Allende), Joaquín Ramírez (retrato de Hidalgo) y el propio Santiago Rebull, encargados expresamente por el Emperador para “…buscar una vinculación con el heroico pueblo que presido”.
Además, en el Palacio se amplió el jardín botánico, se liberó el edificio de la Casa de Moneda y se fundó el Teatro de la Corte; una alteración relevante fue la adición de una nueva escalera en los “Departamentos Imperiales” a la que comúnmente se llama “Escalera de la Emperatriz Carlota”, que hoy comunica los patios marianos. La construcción fue ordenada por Maximiliano a los hermanos Juan y Ramón Agea para uso exclusivo de la corte, y estaría cubierta por un tragaluz de cristal; la peculiar escalinata de muy ligeros peldaños causó revuelo e inquietud en 1867 cuando fue entregada. Por instrucciones del emperador, se convirtió a todos los salones del frente de la fachada principal en un solo e inmenso salón, destinado para banquetes, recepciones oficiales y fiestas de la corte imperial; las paredes se tapizaron con tapiz carmesí que tenía grabado el escudo imperial; se instalaron candelabros de bronce, jarrones de mármol blanco. En los salones se instalaron finos muebles europeos y se colocaron a manera de galería, en los pasillos principales de las áreas del emperador, retratos de los principales héroes de la independencia de México. En tanto en los exteriores, además del remozamiento de las fachadas, fueron colocados dos remates con ángeles en las puertas laterales de la fachada principal. Las adecuaciones imperiales se hicieron de acuerdo al proyecto de los arquitectos Ramón Rodríguez Arangoiti y Ramón Agea.
Derrotado el imperio de Maximiliano, el 15 de julio de 1867 el presidente Benito Juárez regresó a la Ciudad de México, abrió simbólicamente las puertas centrales de Palacio Nacional y presidió, desde el palco central, el desfile triunfal. No habitó los ostentosos aposentos dejados por Maximiliano y acondicionó como vivienda un área remodelada y preparada para la Intendencia de Palacio en el ala norte del complejo, de estilo más austero y que hoy corresponde precisamente al «Recinto Homenaje a Benito Juárez». En este lugar habitaría hasta el día de su muerte el 18 de julio de 1872. El funeral de estado se llevó a cabo en el Salón embajadores.
Pocos años después, con el bronce de varios cañones capturados al conservador Miguel Miramón en Calpulalpan, y con el de los obuses que sirvieron para la defensa de Puebla durante el sitio de 1863 se llevó a cabo la estatua sedente del presidente Juárez que se encuentra entre el primer y segundo Patios Marianos.
Ya durante el segundo gobierno del presidente Porfirio Díaz (1877-1880) fueron realizadas varias obras de infraestructura, adecuación y modernización del Palacio. Una de ellas fue la creación de una puerta especial para el acceso directo a las oficinas del Ejecutivo en el costado surponiente. Asimismo, se instalaron la primera línea de energía eléctrica y de teléfono, así como el primer elevador de la Ciudad de México, en las áreas de oficinas del presidente, y que aún hoy sigue siendo de uso exclusivo del jefe del ejecutivo federal. En 1877 se construyó un observatorio astronómico y otro meteorológico.
El 14 de septiembre de 1886 se llevó a cabo con una ceremonia oficial la instalación de la campana original del templo de Dolores Hidalgo en Guanajuato, la cual fue transportada con honores militares. La llamada Campana de Dolores se ubica sobre el balcón central de Palacio que da al Zócalo, en un nicho que fue especialmente construido, por lo que se demolió el original copetón del centro. Es a partir de entonces que se usa para celebrar el aniversario del Grito de Dolores.
En 1892 el entonces secretario de hacienda José Yves Limantour reinstaló las oficinas de esa dependencia en el ala norte, en torno a tres patios sucesivos, más uno grande interior destinado a la Oficina Impresora del Timbre. Toda la fachada principal se aplanó con mezcla, formando rectángulos que simulaban bloques de piedra. Por dentro se remodelaron las estancias presidenciales, el comedor, el Salón Embajadores, la cocina, la sala de estar, las cocheras y las caballerizas.

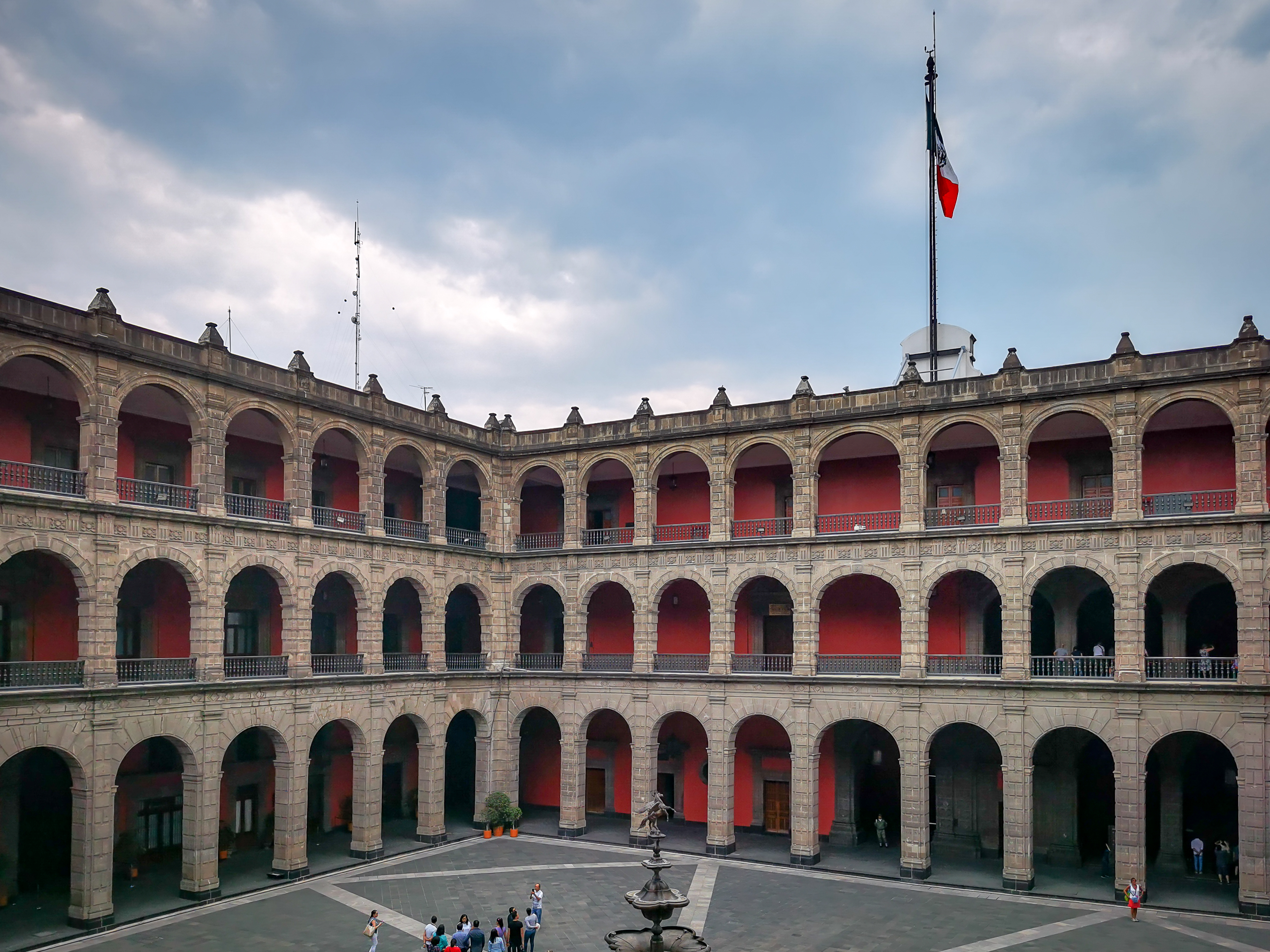
Interior del Palacio Nacional (claustro).

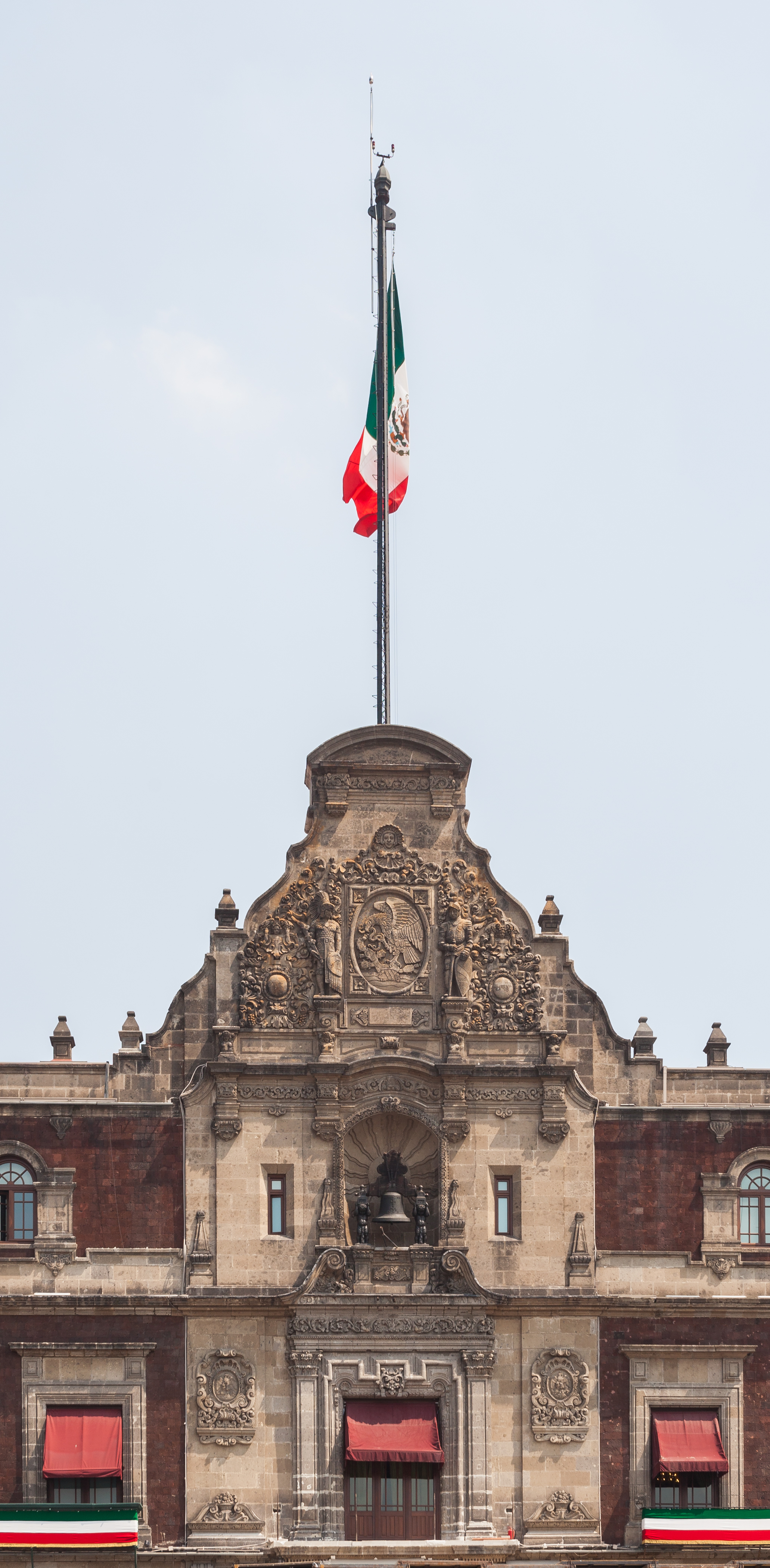
Balcón central de Palacio Nacional, desde el cual, el Presidente de México encabeza las Ceremonias del Grito de independencia el 15 de septiembre y el Desfile militar del 16 de septiembre

El último presidente que usó el Palacio Nacional como residencia fue Manuel González (1880-1884), quien terminó de rehabilitar el Castillo de Chapultepec, mismo que sería usado como residencia por su sucesor Porfirio Díaz (1884-1911), siguiendo los pasos de Maximiliano y Lerdo de Tejada. Aunque continuó siendo la sede del Poder Ejecutivo, albergando las oficinas principales de las secretarías de Guerra y Marina, de Gobernación y Hacienda siendo esta última la única que queda a la fecha dentro de Palacio; Además de la comandancia de la Primera Zona Militar.

### SigloXX

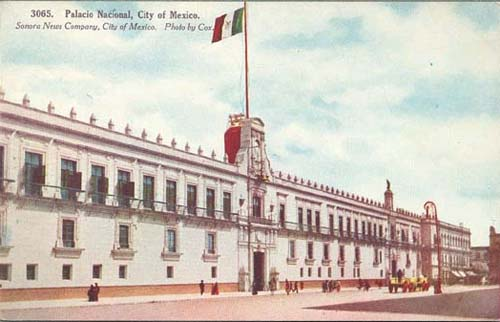
Postal a color de Palacio Nacional en 1910.

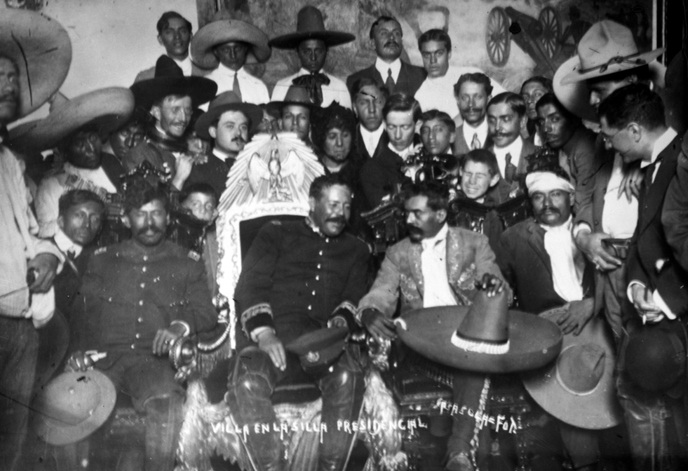
Célebre foto de Francisco Villa y Emiliano Zapata el 4 de diciembre de 1914, el primero sentado en la silla presidencial. Imagen tomada en el salón embajadores.

Para las fiestas del Centenario de la Independencia, Díaz ordenó en 1901 la rehabilitación casi total del palacio; salvo por el Salón de Recepciones, el estado actual del resto de las áreas protocolarias del Palacio Nacional son de esta época. El proyecto fue coordinado por Gonzalo Garita, quien dispuso la distribución de los saludos protocolarios a través un corredor continuo en el perímetro del segundo piso; en tanto la mayor parte de las adecuaciones ornamentales estuvieron a cargo de Antonio Rivas Mercado.
Destacan de estos trabajos los plafones de algunos salones, el Salón Panamericano y la colocación de otro elevador en el área de Hacienda. Es así como durante 1910 se llevan a cabo diferentes ceremonias en Palacio, siendo de estas la más vistosa y última la "Apoteosis de los Héroes" el 6 de octubre en el «Patio Central», para lo cual se construyó con madera, y otros materiales, varios monumentos alegóricos, siendo el principal un catafalco ubicado en el centro del «Patio Central» el cual se techó totalmente. Durante el denominado Porfiriato, el palacio alcanzó una etapa de esplendor en la que (alternando con la residencia oficial del Castillo de Chapultepec) fue el escenario de innumerables ceremonias y festividades que enaltecen la figura presidencial y revestían al inmueble de la categoría de recinto de gobierno que no tenía desde la época virreinal.
En 1902 el recién construido Salón Panamericano fue sede de la II Conferencia Panamericana, reunión cumbre de la Unión Panamericana a la que asistieron representantes de todos los países del continente.
El 8 de abril de 1908 se ideó un proyecto para transformar de manera radical Palacio Nacional por parte del arquitecto Ángel Bacchini, quien fungió como ayudante de la Dirección de Obras del Palacio Nacional hacia el año de 1909. El proyecto de Bacchini, conservaría los mismos niveles del Palacio Nacional, para que de esta forma la armonía con los patios no se perdiera así como con la arquitectura del lugar; el estilo del proyecto fue sugerido por el secretario de Hacienda, José Ives Limantour, quien propuso que para la transformación del Palacio se adoptara el estilo morisco o neo-mudéjar que presentaba el Palacio Postal; aunque se sugirió también que se adoptara el estilo empleado en gran parte de las obras del arquitecto Adamo Boari, que era en su mayoría, una mezcla del estilo renacimiento italiano y el gótico isabelino, plasmado en sus puertas de acceso y en las ventanas.
Por otro lado, para evitar que el presupuesto inicial se elevara, se decidió no modificar la armonía y distancia entre cada una de las ventanas, imitando de tal forma del Palacio Postal, aunque las únicas modificaciones que se proyectaron fue la supresión de la galería de la planta alta y la erección de un gran torreón que se destinaría a un reloj y para uno de los símbolos más importantes de la historia de México, "la campana de la
Independencia". La transformación del Palacio Nacional fue aprobada para que en junio de 1911 dieran inicio las obras de remodelación; pero a raíz de la precaria situación hacendaria resultante de la crisis financiera de 1905, el gobierno federal y el local, no contaba con los recursos financieros que pudieran sufragar dichas obras, debido a las cuantiosas inversiones que años anteriores el gobierno había invertido en lo que respecta a obras públicas (drenaje, introducción de agua, proyección de edificios públicos, etc.); además, de que el presupuesto concebido para la remodelación del edificio superaba las expectativas y por consiguiente, su costo era elevado; se decidió dejar de lado el proyecto de Bacchini y seguir financiando las obras públicas que se habían iniciado con anterioridad.
Es así como durante la Revolución mexicana y principalmente durante la Decena Trágica (1913), que el Palacio Nacional recibe los daños de la guerra, teniendo el daño más fuerte en la zona de oficinas de la presidencia al sur del palacio. En 1914 fue tomado por las fuerzas zapatistas y villistas.
En 1926 se inauguró el Salón de la Tesorería (en el espacio que ocupaba la Tesorería desde 1891) y se realizó una reforma profunda al edificio, cuando el presidente Plutarco Elías Calles (a iniciativa del secretario de hacienda Alberto J. Pani) mandó construir la galería o tercer nivel de toda la construcción, así como sustituir la piedra blanca de la fachada por el actual tezontle rojizo que lo caracteriza y cambiar muchas de las características que hasta entonces lo distinguían, cómo eran las estatuas de ángeles sobre las puertas laterales del frente, retiradas cuando el pretil y las torres se almenaron; se pusieron remates sobre las tres puertas para el asta bandera, se recubrieron con cantera de chiluca las puertas y ventanas, cornisas, pretiles y remates; se colocó la campana dentro de un nicho flanqueado por atlantes; en el interior se construyó la gran escalera central, la escalera de la Secretaría de Hacienda y la sala de oficinas de la tesorería central. Dirigió la obra el arquitecto Augusto Petriccioli, y el arreglo de la tesorería Manuel Ortiz Monasterio. Entre 1929 y 1935 Diego Rivera pintó en el cubo de la escalinata una visión panorámica de la historia de México denominada Epopeya del pueblo mexicano, incluyendo una fantasía del mundo del porvenir. En el ala norte del patio central realizó otros murales, entre 1944 y 1952, con temas relativos a la vida de los antiguos pueblos mesoamericanos.
En 1945, el presidente Manuel Ávila Camacho ordenó la creación de las Galerías de los Presidentes y de los Insurgentes, que se ubican en el segundo nivel de los patios que dan al Patio de Honor en la zona de presidencia.
Con la transformación de la figura presidencial en el eje de la vida política del país a partir de la década de 1920, los símbolos del poder de esta (la silla y banda presidencial; los Pinos, etc.) se convirtieron en actores de los rituales que daban significado e imagen al ejercicio del poder. Desde luego el Palacio Nacional fue parte de estos elementos simbólicos, especialmente porque, al funcionar como despacho presidencial, se volvió el centro emisor de las decisiones y mandatos del presidente de la república. El inmueble era importante en ceremonias como la toma de posesión, donde el presidente, luego del desfile multitudinario que lo trasladaba desde la sede del Congreso, iniciaba sus actividades con el tradicional saludo y foto oficial con los integrantes del gabinete presidencial. En la ceremonia del informe presidencial, el mandatario asistía a Palacio para colocarse la banda presidencial e iniciar el recorrido a la sede del congreso. En tanto que el Balcón central se convirtió en la tribuna de honor desde donde el Comandante supremo encabeza los desfiles conmemorativos del 1 de mayo, 16 de septiembre y 20 de noviembre. Además de ser el punto de encuentro en manifestaciones de apoyo popular al primer mandatario en el Zócalo, como ocurría en la mencionada toma de posesión o en alguna de las múltiples demostraciones de lealtad de organizaciones campesinas, obreras y populares afiliadas al partido oficial PRI.

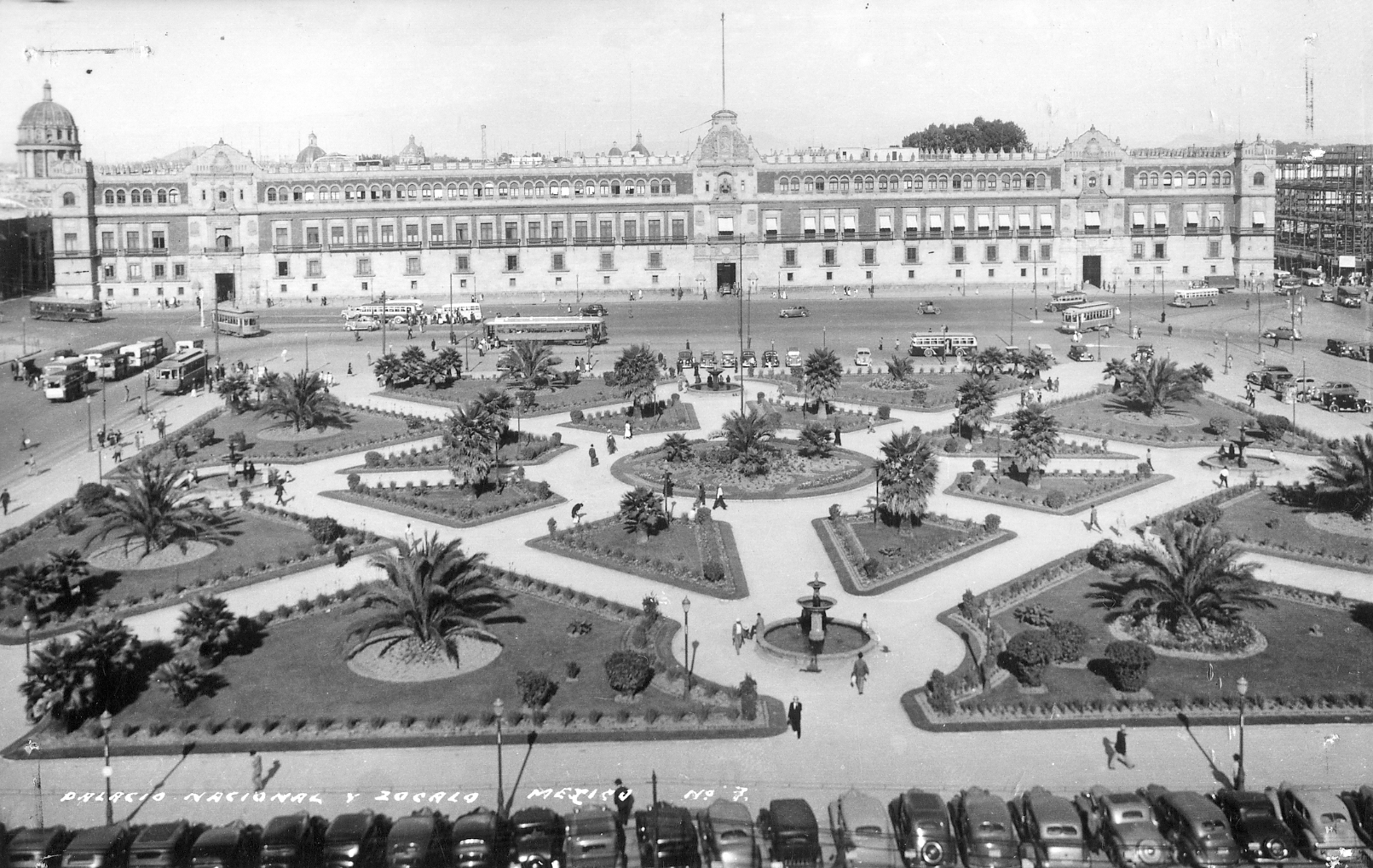
Palacio Nacional en 1940. El aspecto actual del recinto data de 1926 cuando se concluyó su ampliación, construyéndose el tercer piso.

Al inicio de la segunda mitad del siglo XX, surgió un desprecio y descuido por la herencia colonial en el centro de la Ciudad de México, se realizaron obras que contrastaban burdamente con los edificios virreinales. Así por ejemplo edificios tan antiguos como el Hospital de Jesús fueron desfigurados con áreas modernas. El Palacio Nacional no se quedó exento de estas ideas y en la década de 1960, en la parte oriente del antiguo huerto, fueron construidos los edificios Landa para albergar más oficinas de la Presidencia, la Primera Zona Militar y de la Secretaría de Hacienda y Crédito Público, con una arquitectura que en nada armonizaba con el entorno del lugar.
Contrario a lo anterior en 1972, se rehabilitó el Recinto Parlamentario con base a litografías y descripciones del siglo XIX, reinaugurándose con una sesión especial del Congreso de la Unión el 18 de julio; se instaló el recinto homenaje a Benito Juárez en el ara que habían ocupado sus habitaciones; y se edificó una estatua suya en el pórtico que separa los dos primeros Patios Mariano, se construyó con restos de los cañones confiscados a los conservadores en la batalla de Calpulalpan de 1860 y a los franceses en la Toma de Puebla de 1867. Por estos años también se habilitaron otros salones con ideas vanguardistas que contrastaban con el origen colonial del edificio, como lo fue el vestíbulo del Recinto Parlamentario, entre otros.
A consecuencia de las obras del metro y de un proceso de asentamientos desiguales, se resintió la estructura de Palacio. En 1971 se creó la Comisión Intersecretarial para las Obras de Palacio Nacional, cuyo objetivo principal era diseñar un Plan Maestro que atendiera la ingeniería del edificio y orientará la arquitectura de las obras que se desarrollaran. Para empezar, se realizaron trabajos de recimentación para solucionar los daños estructurales de la fachada principal, originados por el asentamiento irregular del complejo, y se inició la restauración de las fachadas sur y norte, así como la de Constanzo del siglo XVIII, que da a la calle de Correo Mayor.
También fueron remodelados los entrepisos de los salones y galerías presidenciales y el Salón Panamericano de la Secretaría de Hacienda; en todos los casos, sus decoraciones, pisos, tapices y mobiliario fueron escrupulosamente restaurados.
Adicionalmente, fue construido un nuevo edificio para oficinas de la Presidencia con arcadas estilo siglo XVIII en el lado sur del jardín. Por otro lado, el Instituto Nacional de Bellas Artes (INBA) restauró el gran mural de Diego Rivera de la escalera principal, afectado durante las obras de construcción del metro. En el corredor norte, que conduce a los Patios Marianos, se construyó el auditorio de la Secretaría de Hacienda.
De esta última obra destaca el trabajo de rescate que se hizo de la viguería de madera de la época virreinal. También se restauraron las bóvedas, pavimento y estantería de la biblioteca de la Secretaría de Hacienda y se rehízo su fachada; para lo cual, le fue añadido un óculo por encima de la puerta. Las obras de recimentación de aquel año pusieron al descubierto numerosos vestigios prehispánicos, incluso posteriores, que permiten conocer el lejano pasado del Palacio Nacional.
El Departamento de Salvamento del Instituto Nacional de Antropología e Historia (INAH) localizó algunos elementos arqueológicos dentro del jardín botánico, tales como basamentos de columnas del siglo XVI, pertenecientes a las arcadas del Patio del Tribunal de Cuentas del Palacio Virreinal.
También fue hallado un pavimento, junto con escalones y un pequeño cuarto, que pertenecieron a las Casas Nuevas de Moctezuma. Muy cerca de ahí, fue encontrada una construcción que se pensó pudo ser un adoratorio de dichas casas.
Igualmente se localizaron dos tramos de pavimento con drenaje superficial, un muro y un basamento de columna, identificados como elementos pertenecientes a las casas de Hernán Cortés. Asimismo, se encontró gran cantidad de cerámica prehispánica y virreinal.
El 1.º de mayo de 1984, un individuo lanzó dos bombas molotov, una hacia la Puerta Mariana y otra hacia el balcón presidencial de Palacio Nacional, justo cuando el presidente Miguel de la Madrid presenciaba el tradicional desfile obrero, resultando heridas algunas personas.
Después del sismo del 19 de septiembre de 1985 que sacudió la capital de la República, se desocuparon los edificios Landa (que resultaron dañados por los terremotos), junto con otros espacios. Además se tornó preocupante el asentamiento del edificio, principalmente porque comenzó a ser de manera altamente irregular y acelerado. Con lo cual se iniciaron trabajos de rescate del inmueble, no para remodelarlo, sino para evitar su colapso. Principalmente se atacaron problemas de cimentación.
Otra intervención se realizó entre 1999-2000 por órdenes del presidente Ernesto Zedillo; en estos trabajos se incluyó la remodelación de la capilla, la demolición de los edificios Landa y otros más antiguos con el fin de recuperar 14 000 metros cuadrados, la idea fue habilitar espacios para la instalación de salas destinadas a exposiciones museográficas permanentes, por lo que ahora se contaba con un museo que alberga copias del Acta de Independencia, el Tratado de Córdoba, entre otros documentos. En los trabajos de restauración se tomó darles un estilo más apegados al siglo XIX a los salones habilitados como vanguardistas en las décadas pasadas, se estableció el jardín botánico en remembranza del de Moctezuma y el Jardín de la Emperatriz, el primero se hallaba originalmente donde hoy está la Torre Latinoamericana, el segundo ocupó parte del huerto de Palacio.
Además el presidente Ernesto Zedillo es quien emite un reglamento para el uso del palacio determinando la creación de la Conservaduría del Palacio Nacional, compuesta por miembros de diferentes ramas del gobierno federal, lo que limita la preeminencia que había tenido el ejecutivo en la administración del inmueble a través del Estado Mayor Presidencial, por lo que la seguridad, mantenimiento y administración del inmueble se divide entre la Secretaría de Hacienda (que controlan la zona abierta al público en general), la Secretaría de la Defensa Nacional quienes controlan los edificios del oriente que dan a la calle de Correo Mayor pertenecientes entonces a la Primera Zona Militar; y la Presidencia de la República quienes a través del Estado Mayor Presidencial controlan el Patio de Honor y la zona de oficinas del presidente.

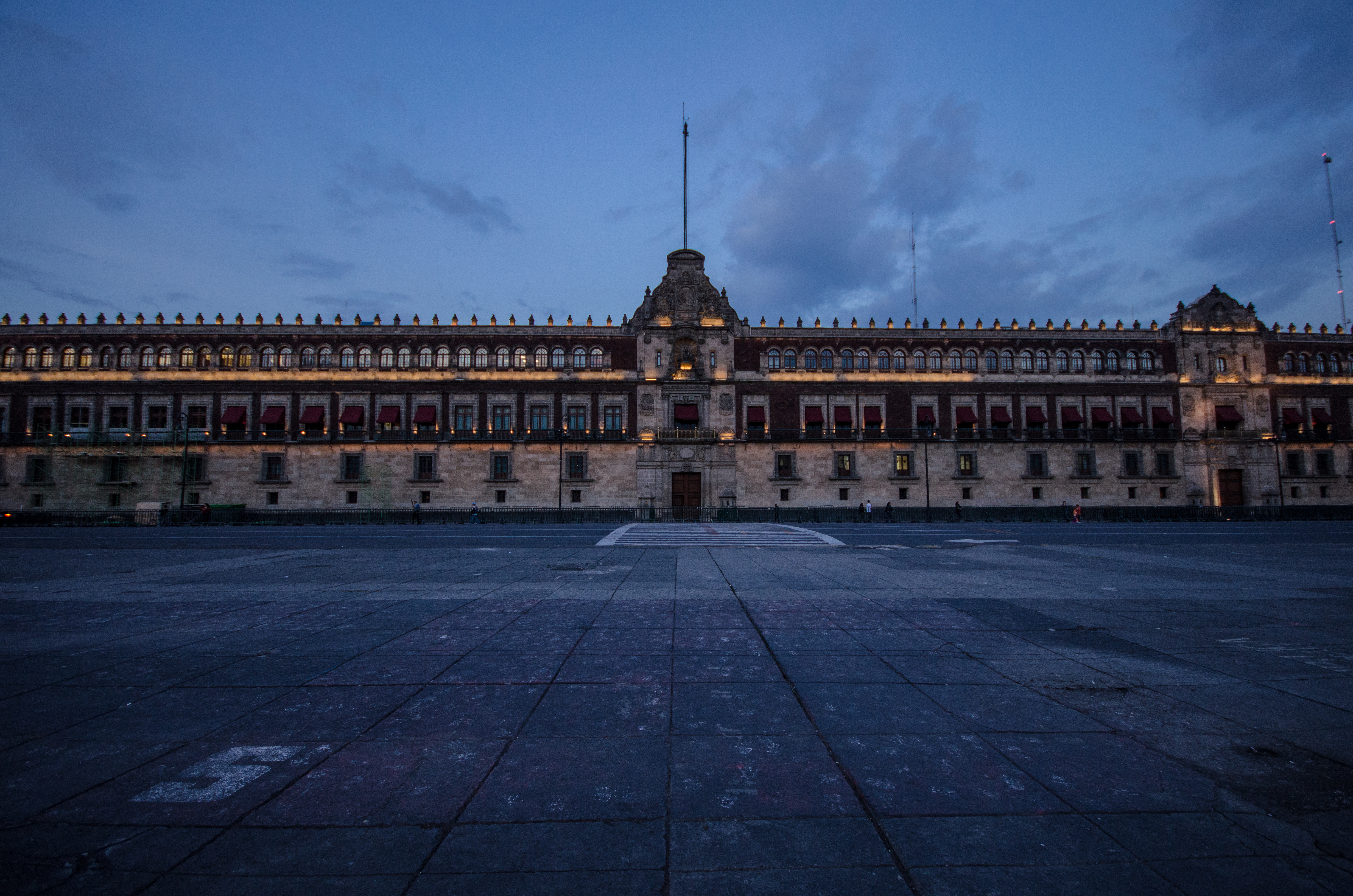
Frente del Palacio Nacional.

### SigloXXI

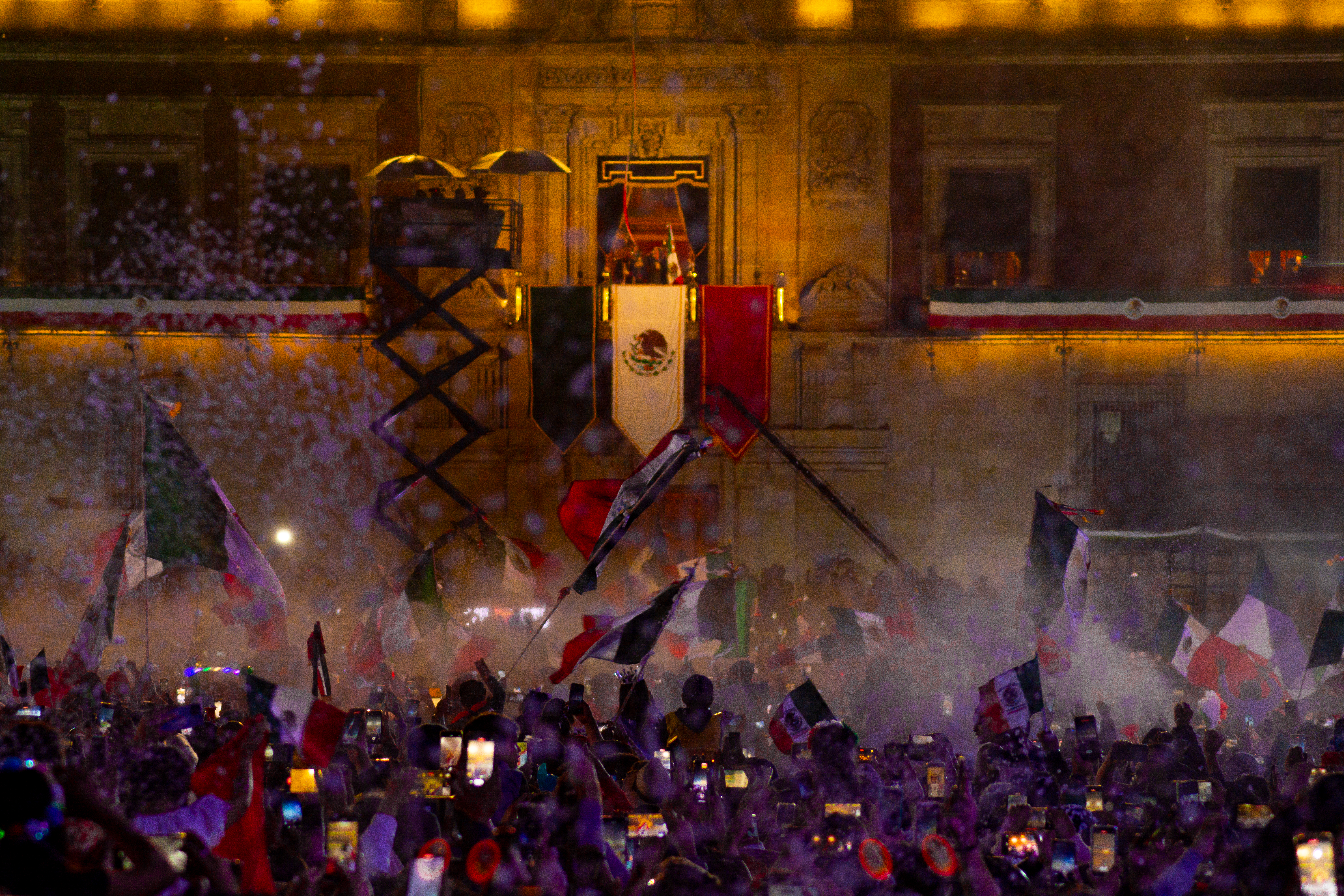
Andrés Manuel López Obrador, encabezando el grito de Independencia de 2023.

Durante la administración del presidente Vicente Fox se da el primer intento serio de abandonar el edificio por parte de la presidencia, por lo que el entonces secretario de Hacienda y Crédito Público Francisco Gil Díaz toma áreas administradas por Hacienda como oficinas, desalojando las muestras museográficas, aunque muda muchas de sus actividades al edificio de Av. Constituyentes 1001. La idea era convertir las áreas de Presidencia a un museo de sitio, pero la presión de varios sectores sociales obligó a abandonar la idea. Aunque se terminaron los trabajos de remodelación del vestíbulo del Recinto Parlamentario, se abrió el archivo de Francisco I. Madero.
En noviembre de 2006 se inauguran los nuevos edificios que dan a la calle de Correo Mayor, que sustituyen a los edificios Landa, estos son destinados a oficinas y cuartel perteneciente a la Primera Zona Militar, que son compartidos por el Estado Mayor Presidencial ya que permiten contar por primera vez con un estacionamiento para funcionarios y visitantes especiales, a este edificio se le cuidaron sus fachadas para mantener la armonía arquitectónica con el resto del conjunto.
Con motivo de los festejos del Bicentenario de la Independencia y el Centenario de la Revolución Mexicana, el presidente Felipe Calderón Hinojosa autorizó el remozamiento del Palacio y de la Casa de Moneda (actualmente Museo Nacional de las Culturas), con el fin de integrarlos en un solo conjunto que cubre toda la manzana. Los trabajos son principalmente en la fachada y su acera principal, trabajos de cimentación con la inyección de lodos con bentonita.

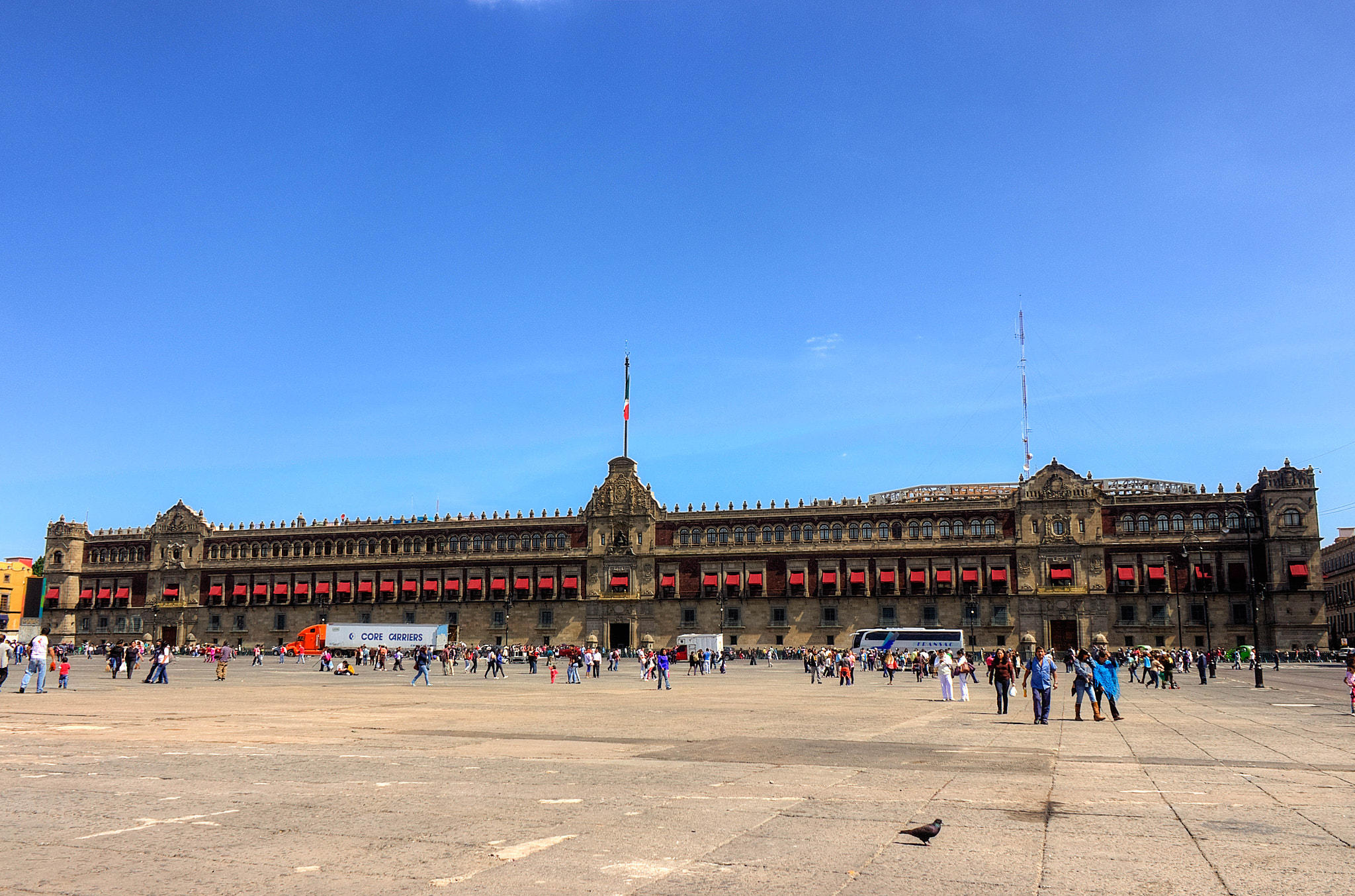
Panorámica completa de Palacio Nacional (2014).

Destaca de entre los festejos del Bicentenario de la Independencia, el rescate de muchas de las áreas destinadas para museografía que habían sido invadidas por la Secretaría de Hacienda, junto con otros espacios, integradas en la Galería Nacional inaugurada el 5 de septiembre de 2010 por el presidente Calderón con la exposición «México 200 años: La patria en construcción» (abierta al público a partir del 19 de septiembre).
En esta exposición destacó la exhibición de once urnas con los restos de los catorce héroes que reposan en la Columna de la Independencia: Miguel Hidalgo y Costilla, Ignacio Allende, Juan Aldama, Mariano Jiménez, Nicolás Bravo, Vicente Guerrero, Mariano Matamoros, Francisco Xavier Mina, José María Morelos y Pavón, Andrés Quintana Roo, Leona Vicario, Guadalupe Victoria, Pedro Moreno y Víctor Rosales; los cuales fueron exhumados del Monumento de la Independencia el 30 de mayo y llevados para su estudio al Castillo de Chapultepec, y recibidos con honores en Palacio Nacional el 16 de agosto, los cuales estuvieron en exhibición hasta el 30 de julio de 2011, exactamente al cumplirse el bicentenario de la ejecución de Miguel Hidalgo, fecha en que regresaron a la Columna de la Independencia y en que concluyó la exposición. Asimismo, en la exposición México 200 años: La patria en construcción se exhibieron documentos como el Acta de Independencia, los Sentimientos de la Nación; así como banderas, muebles y artículos de gran valor histórico.
Al igual que los festejos del Centenario en 1910, el Palacio Nacional volvió a ser el gran protagonista en una festividad de enorme relevancia, cuando la noche del 15 de septiembre de 2010 fue el escenario culminante de las celebraciones en el Zócalo por el Bicentenario de la Independencia. Un espectáculo con llamas danzantes surgidas de la parte superior de la fachada, acompañadas de música y concluido con fuegos artificiales, dieron paso al célebre Grito de Dolores.
Con el antecedente y el marco de una ceremonia de traspaso de funciones, improvisada la noche del 30 de noviembre de 2012; Enrique Peña Nieto, se convirtió en el primer presidente desde Gustavo Díaz Ordaz en despachar en este inmueble, incrementando las actividades oficiales y de trabajo en el recinto, hasta entonces hechas en la Residencia Oficial de los Pinos por los últimos mandatarios.
El 6 de noviembre de 2014 un grupo de personas incendio la puerta principal del Palacio en medio de las protestas derivadas por la desaparición de 43 estudiantes en Iguala, Guerrero.
El 13 de febrero de 2016 recibió la visita de estado del papa Francisco en su calidad de jefe de Estado de la Ciudad del Vaticano; recepción del máximo jerarca de la Iglesia católica, inédita en la historia del recinto.
Como parte de los compromisos iniciales, hechos en campaña, para realizar en los primeros días de su gobierno, el presidente Andrés Manuel López Obrador comenzó a operar de forma permanente en el despacho presidencial desde el 1 de diciembre de 2018, trasladando de manera definitiva las labores ejecutivas desde la Residencia Oficial de los Pinos (que se convirtió en centro cultural) al Palacio Nacional. Posteriormente el 22 de julio de 2019, y luego de 135 años de no serlo, recuperó su condición de Residencia Presidencial, al concretarse la mudanza del mandatario y su familia a un departamento ubicado en el tercer piso del complejo, específicamente en el ala sur junto a las oficinas que ocupaba el Estado Mayor Presidencial (mismas que serían empleadas ahora como área de trabajo de la presidencia).
El área del departamento, en forma de escuadra, está localizada exactamente en la esquina sur del Jardín botánico, y que en el exterior comunica a la calle de Corregidora. Con una extensión de 300 metros cuadrados cuenta con dos recámaras, un estudio, cocina, sala y comedor, así como un pasillo principal y vestíbulo. El departamento fue construido por indicaciones del entonces presidente Felipe Calderón durante su sexenio, aunque no era conocido públicamente. La edificación no forma parte del complejo histórico que constituye el patrimonio arquitectónico del Palacio, por lo que su diseño y uso no representan impacto al valor artístico del inmueble. Habría sido el antecesor de López Obrador, Enrique Peña Nieto, quien le dio a conocer la existencia de dicha área, por lo que ya como presidente presentó los planos del lugar, sus características y su consecuente mudanza.
En el proceso de adecuación del área habitable y las habituales rehabilitaciones, se invirtieron recursos para el mantenimiento del torreón poniente, los balcones de la fachada principal y los salones protocolarios, además de las distintas zonas museísticas. A lo largo del sexenio se realizaron diversas intervenciones en la estructura del edificio, los interiores, fachadas, balcones y ventanas arqueológicas, así como a los patrimonios artístico, documental e histórico del recinto; entre lo más relevante estuvo la recuperación de espacios en desuso u ocupados como bodegas del extinto «Estado Mayor Presidencial» para convertirlos en áreas de trabajo de la presidencia de la república; las intervenciones a la escalera monumental del Patio Central, los portones de las fachadas principal y norte, la «Campana de Dolores», la «Fuente de Pegaso», la «Fuente de la Piña», las ventanas arqueológicas, la escultura «Olas del viento», el sistema de pilotes de control para estabilizar la estructura, el Recinto Parlamentario y el Sitio Homenaje a Juárez.
El 18 de septiembre de 2021 albergó la VI Cumbre de jefes de Estado y de gobierno de la CELAC, recibiendo a dieciséis mandatarios latinoamericanos; y entre el 8 y el 11 de enero de 2023, fue anfitrión de la Cumbre de Líderes de América del Norte, con Joe Biden de Estados Unidos y Justin Trudeau de Canadá.

## Composición y organización

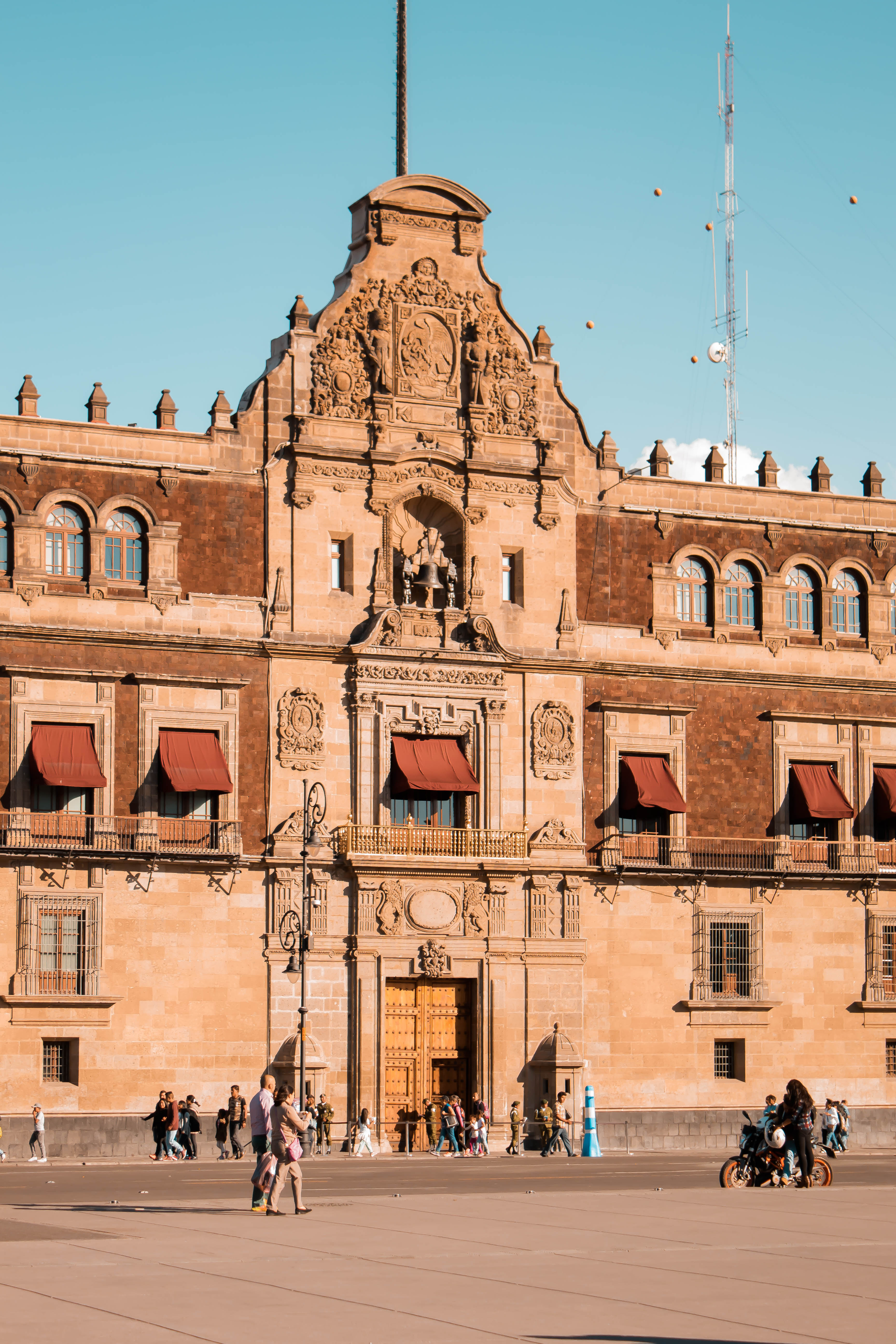
En 2018 desaparecieron de Palacio Nacional las rejas y el fuerte resguardo del edificio. Así lucía en ese momento su entrada principal.

El Palacio continúa siendo la sede oficial del Poder Ejecutivo, y es actualmente la residencia oficial del Presidente (desde la conversión de Los Pinos en «Complejo Cultural» en el área del bosque de Chapultepec). Aquí se realizan importantes actos protocolarios del Presidente, como jefe de Estado: celebración del Grito de Dolores, desfiles cívico-militares conmemorativos de la Independencia y de la Revolución mexicana, mensajes del mandatario con motivo de sus informes de gobierno, recepción de jefes de Estado y de gobierno extranjeros, recepción de credenciales del cuerpo diplomático acreditado en el país, conferencias de prensa, entrega de premios y condecoraciones públicas, entre otros eventos.
La administración y resguardo del edificio se realiza en conjunto de diversas áreas del gobierno federal, por las implicaciones tanto políticas como culturales del complejo arquitectónico. De acuerdo al marco normativo lo anterior se distribuye así:
- Conservaduría de Palacio Nacional — Dependencia de la Secretaría de Hacienda y Crédito Público, que se encarga, como lo indica su nombre, de la conservación del patrimonio artístico, histórico y arquitectónico del inmueble; gestiona las áreas museísticas, diseña los planes de intervención, reparación o restauración que necesiten todas las zonas.[36][37]
- Dirección general de la ayudantía — Dependencia de la oficina de la presidencia, que asumió varias de las funciones del desaparecido Estado Mayor Presidencial, en este caso, relacionados con el resguardo y logística de las áreas presidenciales, tanto las protocolarias, como las oficinas y el departamento donde residen el presidente y su familia. Esto también se debe coordinar con los elementos de las Fuerzas armadas que están a cargo de la seguridad personal del primer mandatario.
- Gobernador del Palacio Nacional — Dependencia de la Secretaría de Hacienda, que administra los recursos, planes, proyectos y programas vinculados a la operación, conservación y habilitación del Palacio. Coordinando a las distintas áreas que tiene injerencia sobre cada zona; es decir, el directo responsable del edificio.[38]

El complejo arquitectónico se compone de un conjunto de edificios semiindependientes, distribuidos en cuatro cuadrantes. El cuadrante sur poniente en torno al Patio de Honor, tiene tres niveles e incluye las áreas protocolarias, de oficinas y residencial de la presidenta de la república. El cuadrante sur oriente incluye los jardines y el edificio polivalente de cuatro niveles, el de más reciente construcción, que incluye oficinas de todas las dependencias que laboran en el Palacio, y sobre el que se encuentra un helipuerto. El cuadrante nor poniente de tres niveles, incluye las zonas museísticas, las oficinas del secretario de Hacienda y el Salón Guillermo Prieto. El cuadrante nor oriente, incluye la llamada Capilla de la Emperatriz, otro jardín, oficinas anexas de cuatro niveles y el Museo Nacional de las Culturas.

## Fachadas

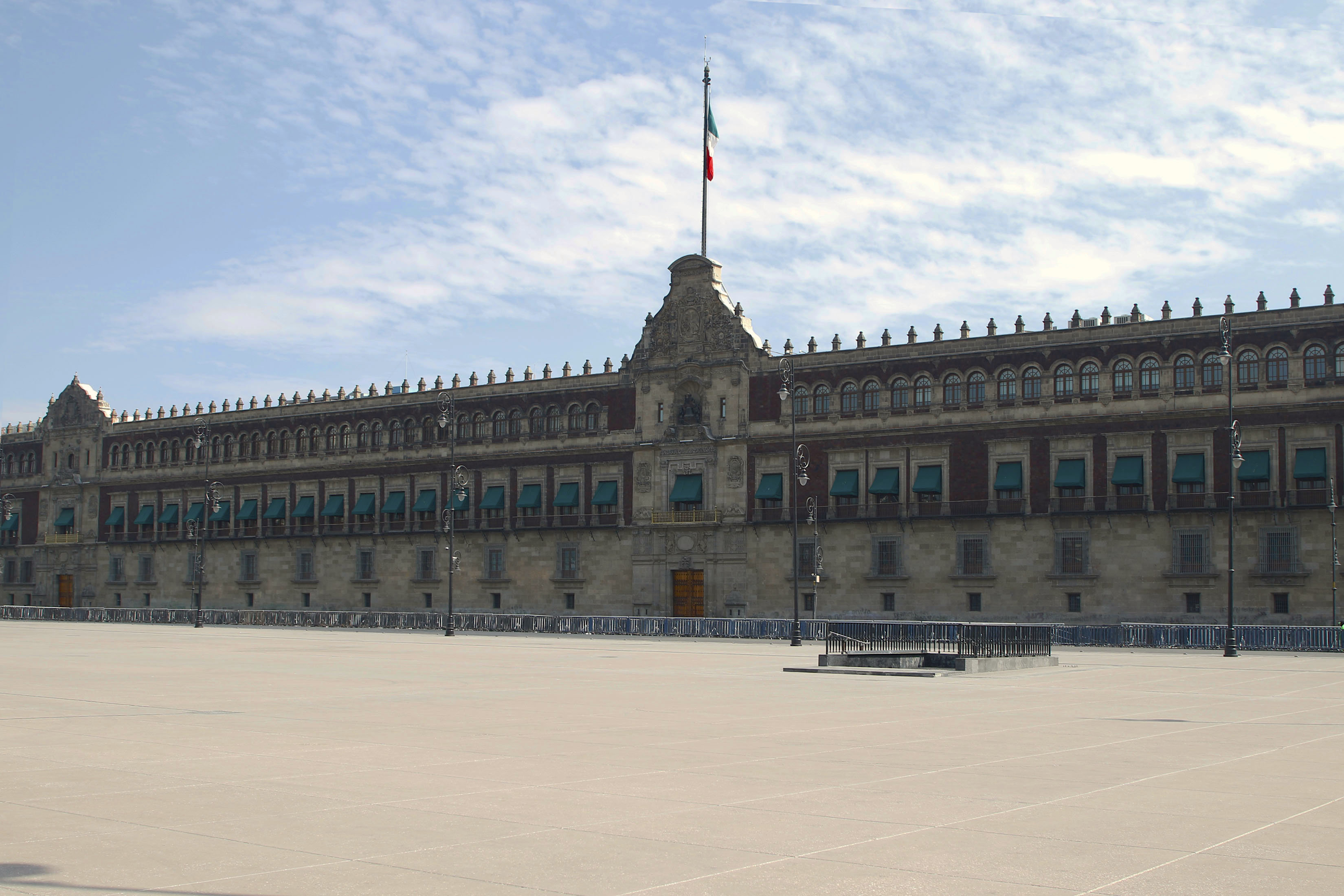
Fachada principal de Palacio Nacional (2021).

La fachada principal comprende el frente poniente u oeste del edificio, sobre la calle «José María Pino Suárez», es la imagen exterior distintiva y de referencia del conjunto arquitectónico. Está revestida con cantera de chiluca en su cuerpo inferior (que contiene un primer nivel y un entresuelo) y de tezontle en los dos siguientes cuerpos, separados por molduras; muestra, en su parte inferior y media, un estilo barroco sobrio de los siglos XVII y XVIII, y en su parte superior, construida entre 1926 y 1928, el estilo llamado neocolonial.
La fachada principal de Palacio Nacional de casi 200 metros de longitud, muestra tres ejes que corresponden a sus respectivas entradas monumentales. Los ángulos noroeste y suroeste rematan en torreones de cantera de estilo militar. El basamento o entresuelo abarca la planta baja, tiene 25 ventanas rectangulares de pequeñas proporciones; el nivel inmediato superior ostenta el mismo número de ventanas, pero de mayores proporciones y protegidas con reja de hierro forjado. La mitad superior, con 39 grandes ventanas balconadas, cubiertas con parasoles verdes, está revestida con tezontle en varios tonos. Al tercer piso se le conoce como «galería» y posee 60 ventanas de arcos de medio punto. Los bordes superiores de la fachada están rematados con almenas y los inferiores cubiertos con cantera negra.
Dotado de tres portadas, correspondientes a sus puertas monumentales, destaca la central por su simbolismo. Está dividida en tres niveles y un remate; en el tercer nivel se observa la «campana de Dolores», uno de los objetos históricos de mayor relevancia para la historia mexicana, situada sobre un nicho (tallado al interior con una alegoría a los rayos del sol) y sostenida por dos figuras de atlantes con rasgos de niños. Debajo de ella, en el segundo nivel, se alza el «Balcón Presidencial», enmarcado con pilastras corintias, y decorado con motivos vegetales y marinos en cantera; está custodiado en los muros laterales por medallones de hojas de acanto, que contienen el escudo nacional (en su versión de 1823-46), la balaustrada del balcón es de metal y está rematado por esferas con punta. En el remate de la portada, se localiza la figura labrada sobre cantera de un bajorrelieve del escudo nacional (en su versión de 1917-34), flanqueado por las esculturas de un caballero águila y otro español, completan el conjunto canterias con motivos florales y almenados, todos estos elementos, obra de Manuel Centurión; el remate sostiene un asta bandera.
Las portadas laterales descubren las puertas denominadas «Mariana» y de «Honor»; la primera, ubicada en el ala norte, es así conocida en memoria del presidente Mariano Arista, quien la mandó construir en 1852 y da acceso al cuadrante del edificio administrado por Hacienda; la otra, orientada al sur, recibe su nombre por el hecho de ser la puerta reservada para uso exclusivo del Presidente de la República. Esta costumbre data de tiempo atrás cuando los mandatarios se dirigían del Castillo de Chapultepec o de Los Pinos a sus labores en Palacio. Al arribo del mandatario se despliega para su recibimiento una valla de honor de las guardias presidenciales. 
Las tres portadas cuentan con los mismos elementos ornamentales en el primer nivel, aunque la central de mayores dimensiones. La parte superior es un friso con una cartela escoltada por dos leones rampantes, dentro de esta hay un medallón de cantera vacío; y debajo, sobre el marco de la puerta, está la cabeza de un león con una aldaba en la boca y un racimo de uvas; de cada lado de los accesos hay dos garitas; los marcos de las entradas son de pilastras jónicas y las puertas son de madera labrada con incrustaciones de hierro.

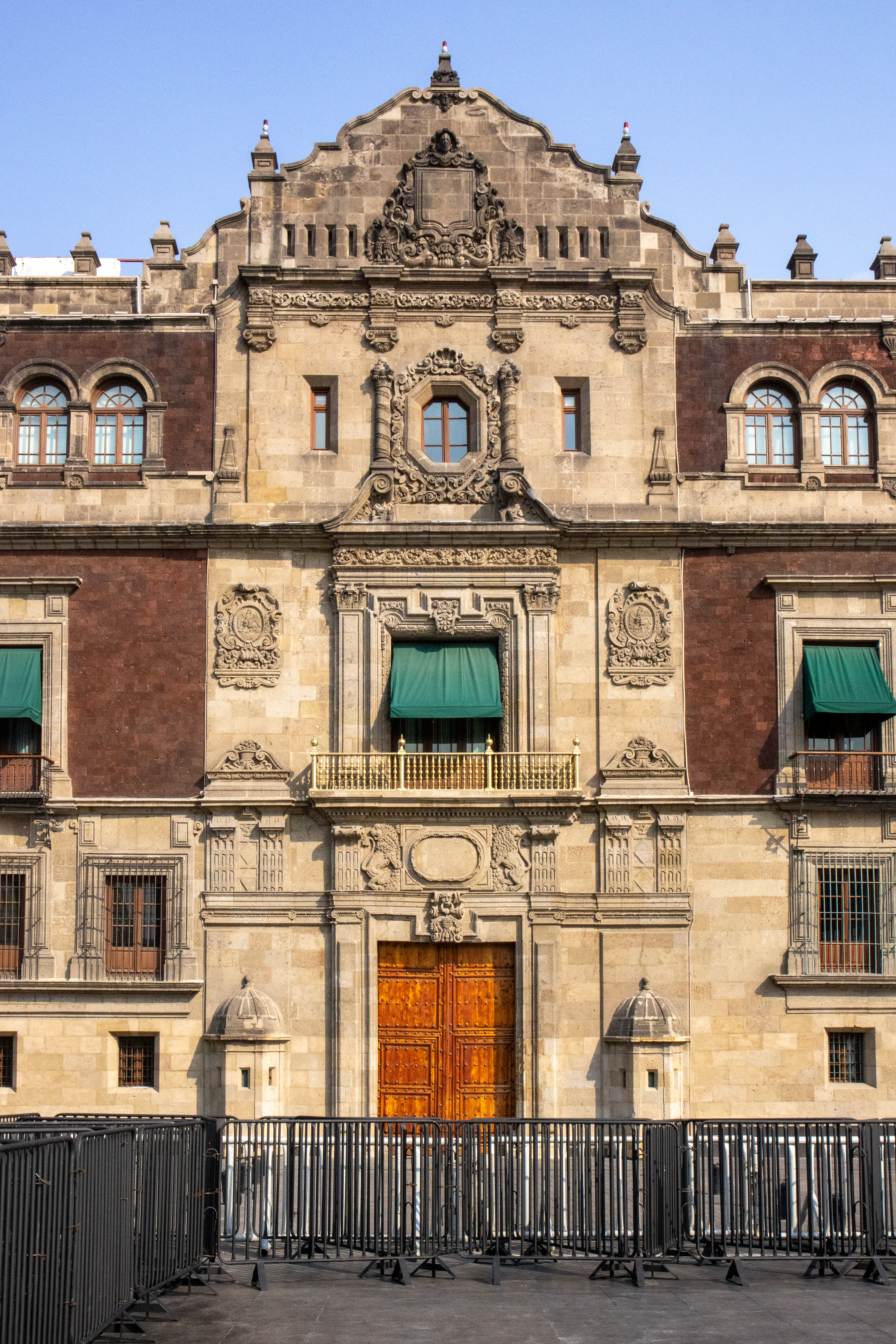
Puerta Mariana
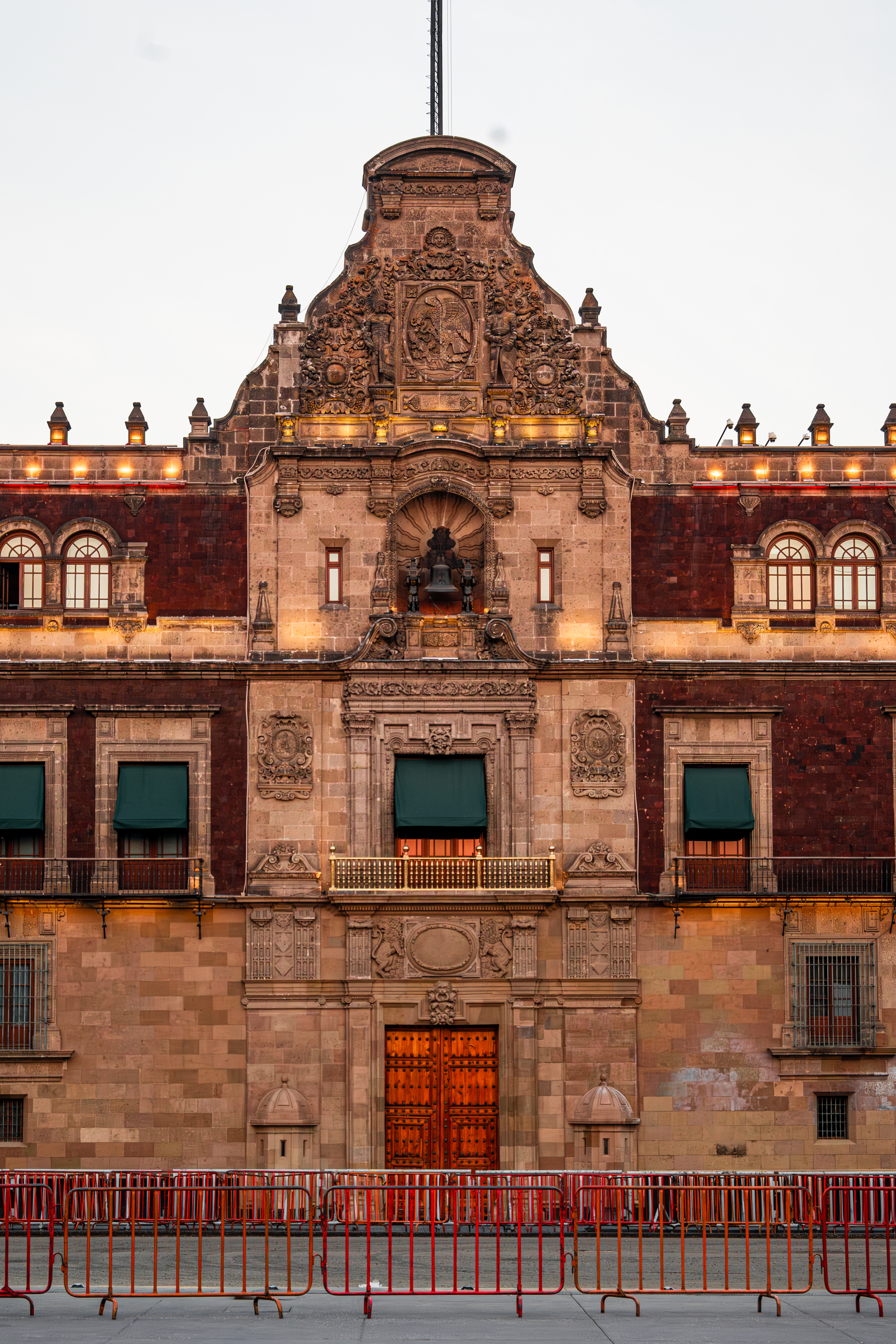
Puerta Principal
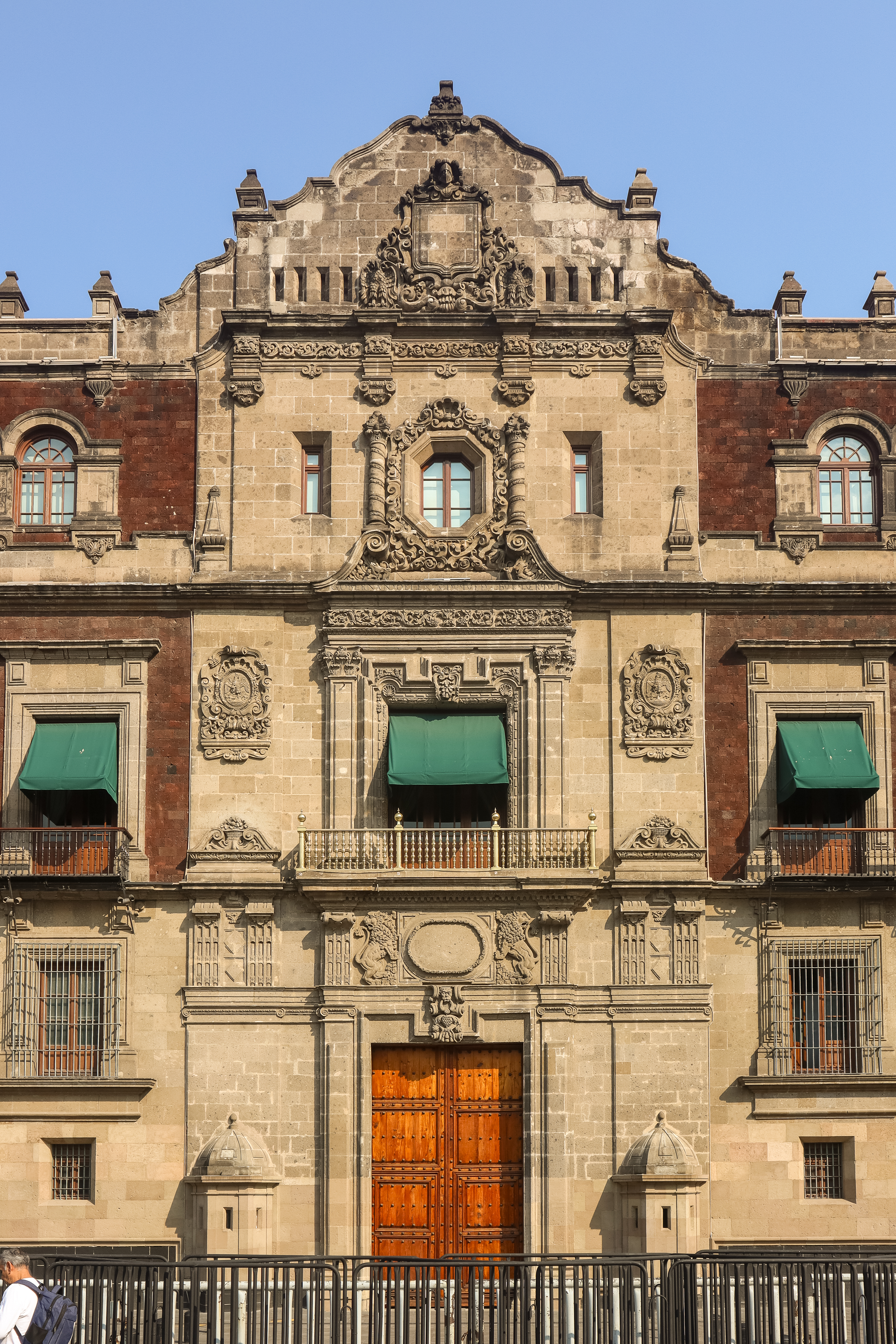
Puerta de Honor

La fachada lateral norte se extiende a lo largo de la «calle de Moneda» y se divide en dos partes. La primera tiene cuatro niveles, presenta los mismos elementos formales de la fachada principal (cubierta de chiluca en los dos niveles inferiores y tezontle en los dos superiores) pero en un estilo más sobrio y puro característico del siglo XVIII; tiene dos puertas de madera labrada, la primera reservada para turistas y periodistas que cubren la fuente presidencial, y la segunda para visitantes. La segunda parte consta de tres pisos y es, casi en su totalidad, la original del siglo XVIII. Destaca la portada que da acceso al Museo de las Culturas, cuya imponente puerta exhibe ornamentaciones neoclásicas. A los costados de la puerta se levantan dos pares de columnas corintias rematadas con un friso de estilo siglo XVII, el cual sostiene una ventana balconada flanqueada por dos columnas jónicas. La gran portada termina con un frontón de estilo neoclásico y un águila en bronce, agregados, seguramente, durante la época del presidente Porfirio Díaz.
La fachada oriente, a lo largo de la calle «Correo Mayor» muestra un frente dividido en cuatro segmentos de diversas proporciones y estilos. La esquina que conforman las calles de Moneda y Correo Mayor ostenta el mismo estilo arquitectónico de la fachada principal del Museo de las Culturas, no así la fachada adyacente de la antigua Procuraduría, la cual permite observar el estilo neocolonial predominante de las primeras décadas del siglo XX con sus grandes ventanas y balcones enmarcados en cantería. El segmento inmediato muestra la fachada denominada «Constanzó», construida en el siglo XVIII en un estilo que puede clasificarse como «versallesco», aunque con elementos estilísticos de Luis XVI; entre sus características, destaca el revestimiento en tezontle rojo y los altorrelieves de amorcillos, guirnaldas, figuras humanas, trofeos e instrumentos musicales que se observan en los diversos tableros situados arriba de los ventanales. En el segmento que cierra la fachada oriente, en la esquina de las calles de Correo Mayor y Corregidora, se levantan dos edificios reconstruidos en tiempos recientes, cuyas fachadas presentan el estilo sobrio característico de los años en que se aumentó el cuarto piso a Palacio Nacional. Solo la segunda y cuarta fachada cuentan con puertas de acceso, la primera para las oficinas de Hacienda, y la otra tiene dos accesos para vehículos, igualmente para las zonas de Hacienda, pero también para el personal que labora en el resto del conjunto.
La fachada lateral sur, a lo largo de la calle «Corregidora», la forman tres partes que, en lo fundamental, siguen el estilo que impuso el arquitecto Augusto Petriccioli a Palacio Nacional entre 1926 y 1928; no obstante, la fachada intermedia, que antes correspondía al Archivo General de la Nación, guarda elementos que permiten imaginar la antigua fachada del Palacio Virreinal. Cuenta con dos puertas, la primera, casi en la esquina con Correo Mayor, para visitantes oficiales de la presidencia de la república; y la segunda, a la altura del torreón sur poniente, de acceso a los funcionarios de la oficina de la presidencia.

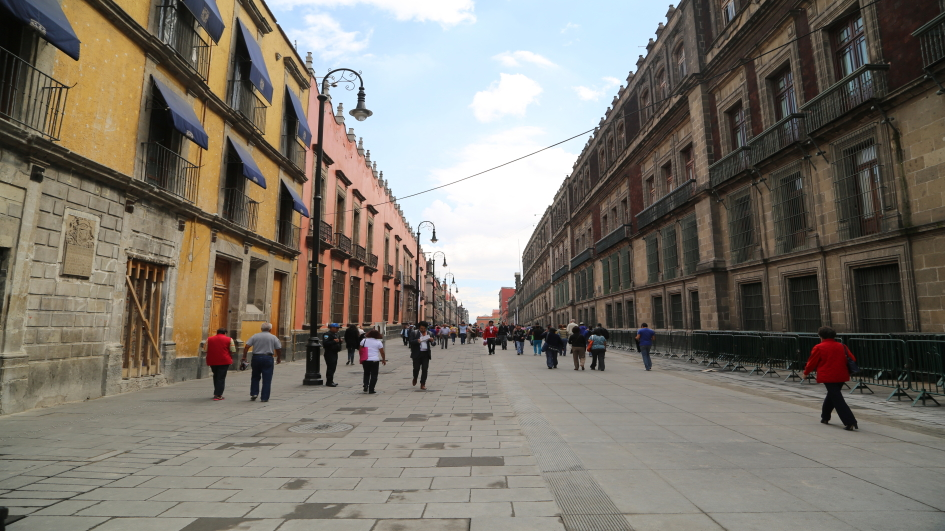
Fachada norte sobre la calle de Moneda
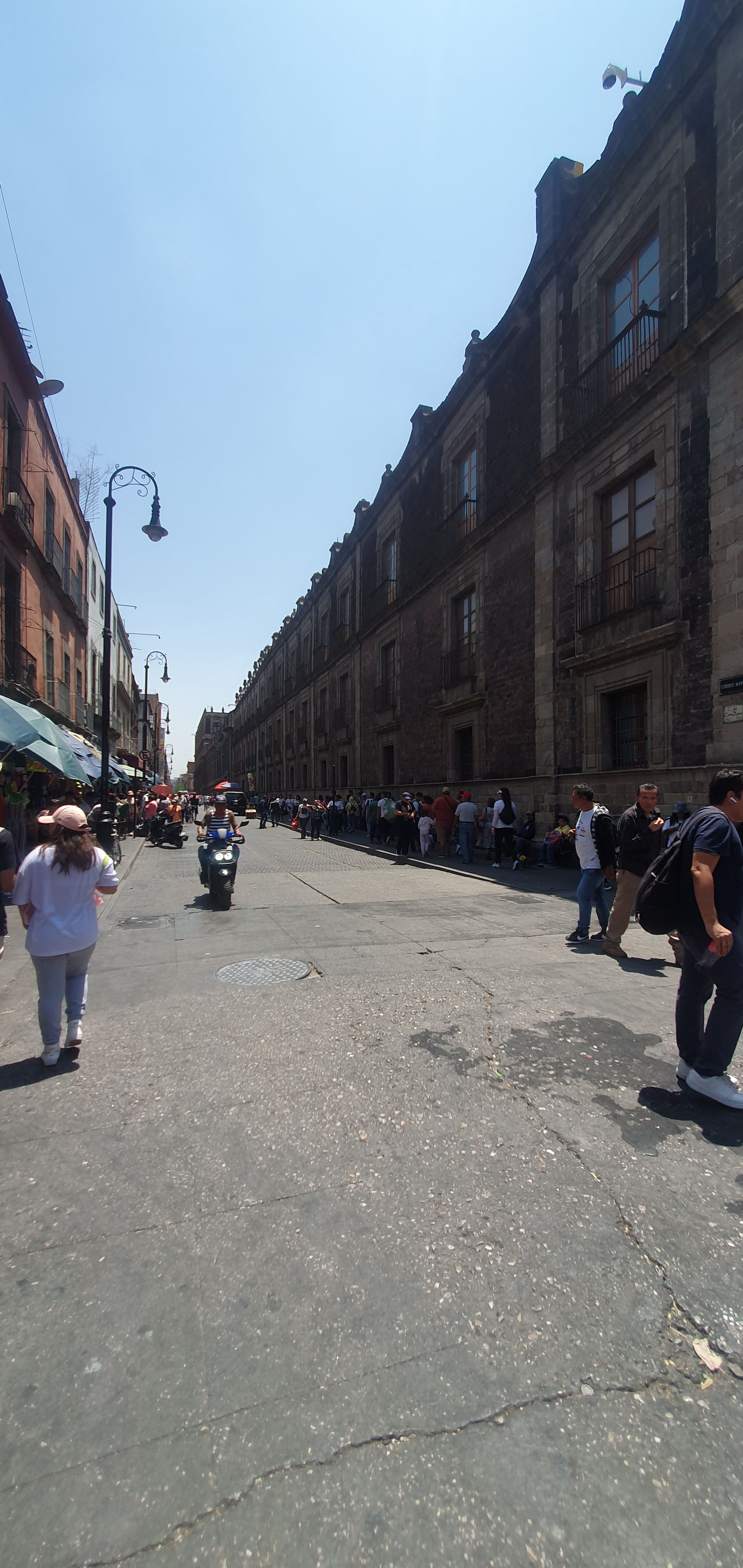
Fachada oriente sobre la calle Correo Mayor
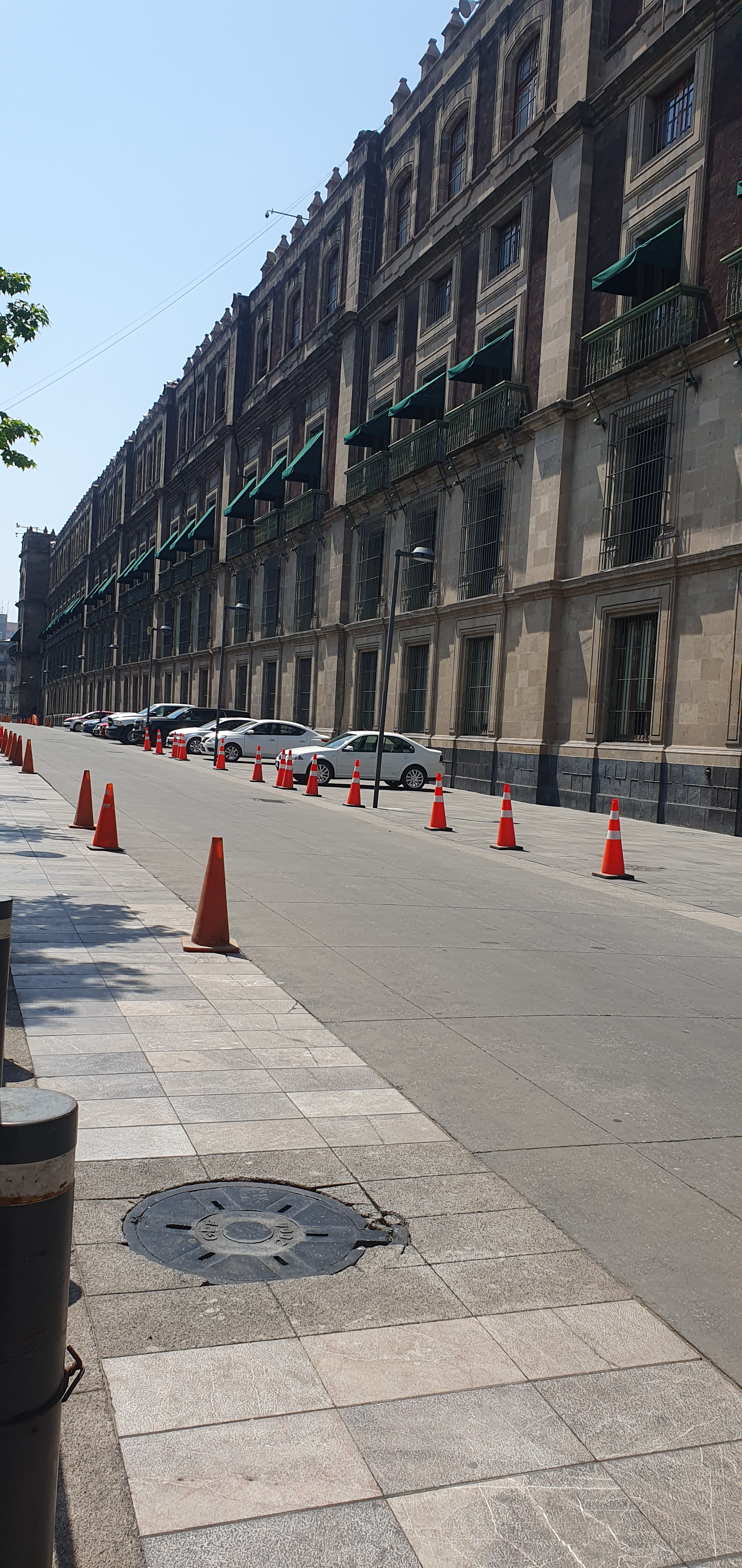
Fachada sur sobre la calle Corregidora

## Áreas de Presidencia

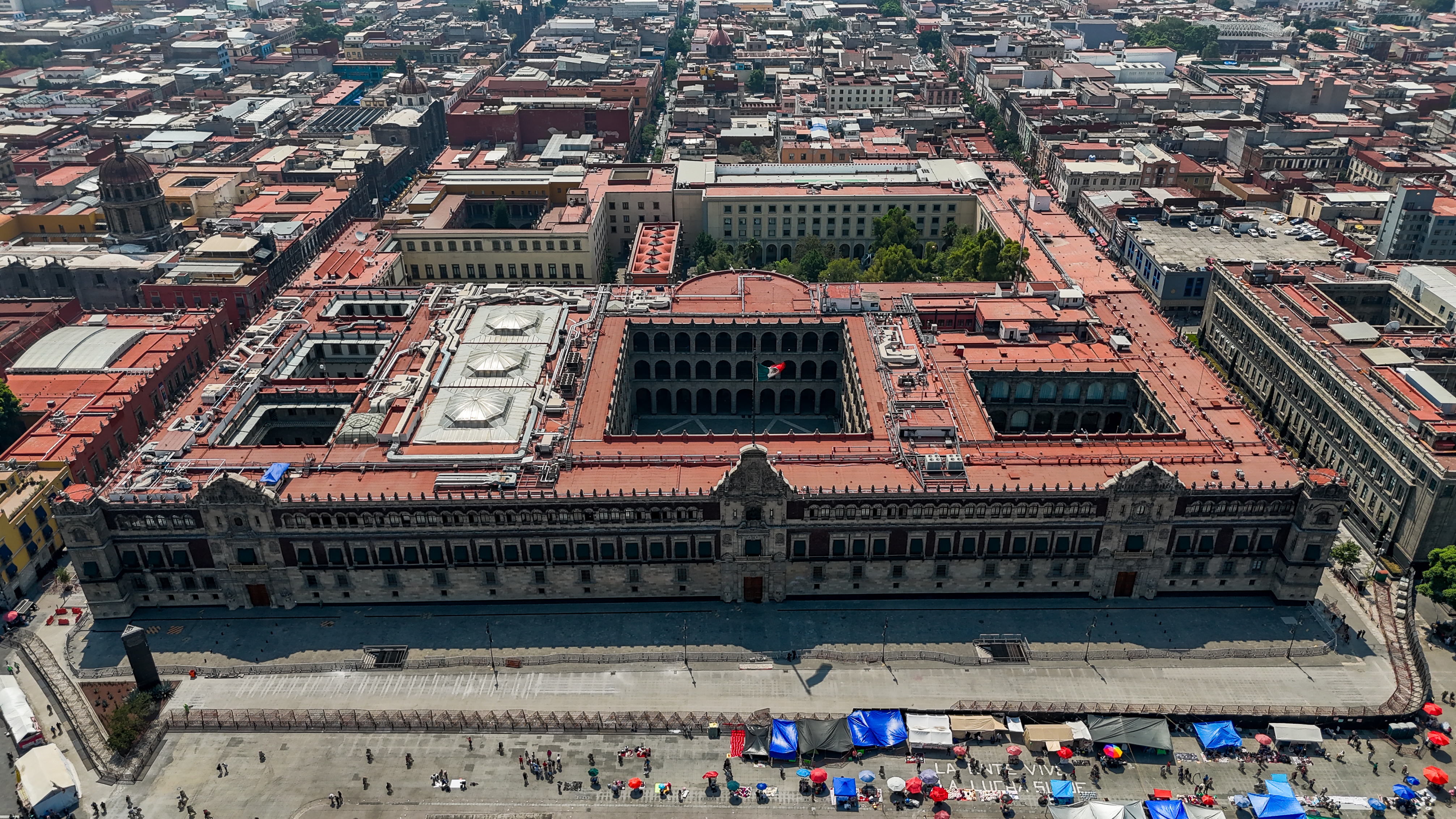
Toma aérea del Palacio Nacional. A la derecha del complejo, en torno al Patio de Honor, se ubican las áreas presidenciales.

Ubicadas en el ala sur de Palacio Nacional, las áreas protocolarias de la Presidencia de la República ocupan los salones que asoman a la plaza de la Constitución y a la calle de Corregidora, ocupando la mitad del perímetro cuadrangular alrededor del Patio de Honor y abarcando los tres niveles, incluso extendiéndose en las dos plantas superiores hasta el centro del edificio; de los tres pisos, el más significativo es el segundo, pues es dónde están los salones protocolares. 
En sus orígenes éstas fueron las habitaciones de los virreyes y alojaron el aparato de la administración real. Fue también, durante diversos momentos del siglo XIX, residencia de la mayoría de los presidentes y los emperadores Maximiliano de Habsburgo y Carlota de Bélgica. La arquitectura de sus espacios ha sufrido múltiples transformaciones al paso de su historia; sin embargo, exhiben abundantes objetos ornamentales y obra plástica de la época del Segundo Imperio, y conservan aún el gusto artístico predominante de la época de esplendor del porfiriato.
Los cuatro corredores interiores del perímetro que componen toda el área del segundo nivel, y que dan acceso a las áreas protocolarias, están divididos en  pasillos nombrados por la composición ornamental que tienen, la «Galería de los Insurgentes» y la «Galería de los Presidentes», que son el grupo de retratos de los personajes evocados en su denominación. Los salones presidenciales se componen de un conjunto de áreas conocidas como el «Salón Azul», «Salón Verde», «Salón Morado» —así denominados por el color de sus tapices—, el «Salón de Embajadores» y el «Salón de Recepciones», además del «Salón Juárez», el «Despacho Presidencial», el «Comedor», el «Antecomedor», el «Salón Morisco» y la «Biblioteca presidencial». Esta división en salones fue realizada en 1901, durante la época del porfiriato, por el ingeniero Gonzalo Garita, con motivo de la celebración del «Segundo Congreso Panamericano» (1902).
El presidente de la república entra a esta zona de Palacio, especialmente en actos oficiales, a través de la «Puerta de Honor», de su uso exclusivo, y que da acceso al patio del mismo nombre. De frente al acceso principal, al oriente del patio, se encuentra una escalera de dos niveles tapizada con alfombra roja, el muro principal de esta, se encuentra decorado en tonos dorados con la variante del escudo nacional en forma de sello (el diseño con el semicírculo que forma el nombre oficial del país) y debajo de él, la frase atribuida a Vicente Guerrero «La Patria es primero».
En la segunda planta, al final del corredor sur poniente, se abren las puertas que llevan a un pequeño salón conocido como Juárez, cuyo nombre se debe al presidente Benito Juárez. Se sabe que por este salón el mandatario cruzaba a diario para dirigirse de su despacho a sus austeras habitaciones, que se encontraban en el ala norte de Palacio. Por su ubicación, es la primera de las salas del área presidencial, y por ende su acceso. También este salón da entrada a los dos corredores internos (que no dan vista hacia la calle) que conducen a las zonas administradas hoy en día, por la «Ayudantía de la Presidencia» y al «Departamento Presidencial», espacios ajenos al patrimonio histórico. El primer nivel del perímetro lo ocupan los elementos de la Secretaría de la Defensa Nacional que se encargan del resguardo del mandatario, así como dos salones de juntas llamados «David Cabrera y los Olvidados» e «Ignacio Zaragoza»; y el tercer nivel (conocido como «las Galerías») está ocupado por oficinas adscritas al jefe del ejecutivo.

### Patio de Honor
De forma trapezoidal, estilo barroco y rodeado por una arquería de medio punto, conserva elementos arquitectónicos del siglo XVIII; este patio es sitio para ceremonias cívicas y actos de gobierno del presidente de la república. En su lado poniente, se abre la puerta que comunica a la plaza de la Constitución y, al oriente, se levanta la escalera que conduce a los salones presidenciales.

### Salón Juárez
Salón que lleva el nombre de uno de los presidentes mexicanos que habitó Palacio Nacional en el siglo XIX. La costumbre de Benito Juárez, era trasladarse de sus habitaciones, situadas en el ala norte, al área de gobierno, atravesando este pequeño salón. Entre los elementos que adornan este salón destacan los óleos del revolucionario y reformador agrarista Emiliano Zapata, así como del último tlatoani mexica Cuauhtémoc, realizados por Antonio Albanés García (1959) y Carlos Tejeda (1943), respectivamente. Completan el mobiliario, dos espejos con marco de roble dorado y un juego de sillas de madera negra, tapizados en tonos dorados, rematadas con la talla sobre madera de una concha marina; entre ellas sobresale una rematada con el escudo nacional posado sobre una rosa de los vientos, es decir, una de las sillas presidenciales.

### Galería de los Insurgentes
Situada en el corredor poniente, la «Galería de los Insurgentes» exhibe una colección de retratos de algunos de los próceres de la independencia nacional. El propósito de esta galería fue exaltar a los héroes nacionales que llevaron a México a convertirse en una nación libre y soberana. El emperador Maximiliano de Habsburgo fue el iniciador de este reconocimiento, cuando en 1865 se realizaron algunos de los óleos más importantes que aquí se muestran; el monarca confió la ejecución de las pinturas a los alumnos más distinguidos de la Academia de San Carlos, bajo la supervisión de Santiago Rebull. De esta época son los retratos de Miguel Hidalgo y Costilla, pintado por Joaquín Ramírez; José María Morelos y Agustín de Iturbide de Petronilo Monroy; Vicente Guerrero de Ramón Segredo; Mariano Matamoros de José Obregón e Ignacio Allende de Ramón Pérez. Esta galería fue originalmente conocida como la Galería de Iturbide, y se situó en lo que hoy es el Salón de Embajadores. En 1943 se añadieron nuevos retratos de Hidalgo y Morelos, pintados por Salvador Tarazona. En 1945 se incorporaron los retratos de Juan Aldama y Nicolás Bravo, pintados por Carlos Tejeda. Ese mismo año, en este pasillo también se colocaron las pinturas de Nezahualcóyotl, Cuauhtémoc y Mitl, gobernantes de Texcoco, Tenochtitlan y Tula, todas también de Carlos Tejeda.

### Galería de los Presidentes
La Galería de los Presidentes, situada en los tres pasillos restantes del perímetro que abarca los salones presidenciales, conectados con el que resguarda la anterior galería descrita. Fue creada en 1945 por el entonces presidente de México Manuel Ávila Camacho. Sobre sus muros pende una serie de retratos en orden cronológico de 29 de los 65 expresidentes (Vicente Guerrero y Nicolás Bravo tienen el suyo en la galería de los insurgentes). Se sabe que algunos de ellos posaron para las pinturas; tal fue el caso del retrato de Mariano Arista (1851), quien con uniforme de gala posó para el pintor Edouard Pingret; y el propio Ávila Camacho para Carlos Tejeda (1946). 
Muchos otros son recreaciones realizadas por el prolífico pintor Carlos Tejeda entre 1945 y 1946 (Guadalupe Victoria, Benito Juárez, Porfirio Díaz y Venustiano Carranza); también fueron recreaciones el de Francisco I. Madero por N. Romero (1945), Lázaro Cárdenas por Esperanza Leal (1952), Adolfo López Mateos por Salvador Almaraz (1970) y Gustavo Díaz Ordaz (1971) por Antonio Albanés. Miguel Alemán Valdés posó al final de su gobierno (1952) para Esperanza Leal; mientras que Adolfo Ruiz Cortines lo hizo al inicio de su gobierno (1952) para Fernando Leal. De autor y año de elaboración desconocido, son los de Ignacio Comonfort, Sebastián Lerdo de Tejada, Adolfo de la Huerta, Álvaro Obregón, Plutarco Elías Calles, Emilio Portes Gil, Pascual Ortiz Rubio y Abelardo L. Rodríguez. 
A partir de 1976 todos los presidentes posaron para su retrato personal al final de su mandato: Luis Echeverría (1976), José López Portillo (1982) y Miguel de la Madrid (1988) para Juan Bandera, Carlos Salinas para un autor desconocido (1994), Ernesto Zedillo para Santiago Carbonell (2000), Vicente Fox para Nati Cañada (2006), Felipe Calderón para Santiago Carbonell (2012), Enrique Peña Nieto para Carmen Chami (2018) y Andrés Manuel López Obrador para Jorge Ermilo Espinosa Torre (2024). Sobre los corredores también se exhiben otros objetos de arte, como un juego de candelabros de procedencia francesa traídos a Palacio Nacional durante la época del Segundo Imperio.

### Antecomedor Presidencial
Estancia decorada en 1901 a cargo del ingeniero Gonzalo Garita, de hechura mexicana. El antecomedor está tapizado en seda con motivos florales y decorado con un plafón en artesonado de cedro y encino del que pende un candil de Baccarat de 15 luces. El piso forma un mosaico de diversas maderas: caoba, cedro, naranjo y ébano. Entre los muebles que adornan este salón destacan los cristaleros tallados en madera de nogal y encino, y el conjunto de sillas pertenecientes al tren presidencial, donde se localiza el escudo nacional.

### Comedor Presidencial
Estancia decorada al "estilo Luis XIV" y "regencia", que luce sus puertas, plafón y lambrines en encino de Alsacia. Puertas, ventanas y muebles están revestidos en seda roja. En el punto central de la pared norte se encuentra la chimenea, enmarcada por estípites labradas con rocallas; está escoltada por dos aparadores rematados por cuatro cariátides sosteniendo el remate tridimensional del mueble, labrados también con rocallas y al centro con un espejo ovalado, flanqueado por pilastras. El plafón tiene tres secciones; la central con tres conjuntos ornamentales de follaje, de los que penden sendos candiles; y las laterales, más pequeñas, con bajorrelieves reticulares. El friso curvo lleva frutas, flores y legumbres, un cordón y ovos enlazados por palmetas y hojas de acanto. Al sur del salón hay dos aparadores similares de menor tamaño. La mesa tiene lugar para cuarenta personas, destaca entre los asientos, una silla presidencial de madera recubierta con hoja de oro, marco en el respaldo y sobre este una talla del escudo nacional en su versión de 1917-34. Actualmente, forma parte de las áreas reservadas para las actividades presidenciales.

### Salón Morisco
De planta cuadrada y posiblemente ideado por el arquitecto Antonio Rivas Mercado, como un pequeño salón de fumadores de estilo morisco (muy en boga en México a finales del siglo XIX). Se le llama de este modo porque su decoración está inspirada en el arte islámico. El plafón está trabajado en estuco. Las entradas tienen un arco de medio punto en forma de herradura, que descansa en columnas pareadas, semiocultas y apoyadas en basamentos. A excepción del espejo que es de origen francés, el resto se conserva en un estilo del cercano oriente. Es de planta cuadrada y tiene acceso a un vestíbulo contiguo al «Despacho Presidencial».
Esta profundamente decorado con rombos lobulados que inscriben flores de lis estilizadas. El techo está formado por una bóveda central y las superficies, por un lado circulares y por el otro en ángulo recto, correspondientes a las cuatro esquinas. En estas, limitadas por molduras mudéjares, aparecen roleos de acacia. La unión de plafón y paredes está hecha a base de molduras escalonadas, diseños geométricos, antefixias, ovos y conchas superpuestas.

### Despacho Presidencial
El Despacho Presidencial, es considerado el centro emblemático de Palacio Nacional y símbolo de poder para los mexicanos y su clase política. En 1901 esta área fue llamada "Sala Privada"; anterior a los años treinta del siglo XX, el espacio estuvo dividido en dos, una parte acondicionada como sala de descanso de estilo renacimiento italiano otra como sala privada de Estilo Luis XV, luego de ser unidas fueron decoradas al estilo del salón embajadores; el techo es abovedado con molduras de formas geométricas, de este cuelga un candil de cristal estilo imperio; el tapiz de las paredes es blanco y la oficina cuenta con tres ventanales, estos y las puertas tiene pilastras de orden dórico como ornamentación. 
La decoración incluye retratos de los presidentes Guadalupe Victoria, Benito Juárez, Francisco I. Madero y Lázaro Cárdenas, y de las heroínas nacionales Leona Vicario, Josefa Ortiz de Domínguez y Margarita Maza; también se encuentran estatuillas de Francisco Villa, Emiliano Zapata y José María Morelos.
Resguarda un nutrido grupo de muebles de estilo renacentista italiano y francés, entre los que destacan el sillón presidencial, el escritorio, una mesa de reuniones, una sala de estar y el librero, cuyo frontón, soportado por dos cariátides de madera, exhibe en su centro el escudo nacional (con el diseño usado entre 1880 y 1909).
Entre el «Despacho Presidencial» y el «Salón Morisco» se encuentra un pequeño vestíbulo usado como oficina de comunicación y guardarropa, en él se resguarda la banda presidencial.
En el despacho presidencial está ubicada la silla del escritorio presidencial, es la de más reciente hechura (durante la década de 2010); es una silla ejecutiva de estilo clásico, con un respaldo alto y un asiento amplio. El tapizado es de cuero sintético de color vino, con costuras y remaches de bronce; el respaldo tiene sobre si una talla metálica del escudo nacional en relieve y tonos dorados, con los detalles de la serpiente, el águila y el nopal; al ser la más reciente, es la única con el actual diseño del escudo nacional; los apoyabrazos son de madera barnizada, con un diseño curvo y elegante; la base es de metal cromado, con cinco ruedas giratorias que facilitan el movimiento. La altura de la silla se puede ajustar mediante una palanca situada debajo del asiento. 
Esta remplazó a una hecha durante la remodelación del Palacio Nacional en la década de los veinte, que tiene sobre el respaldo una talla del escudo nacional, está tapizada con cuero bovino negro asegurado por remaches de bronce y fue colocada en el mismo despacho, encabezando una pequeña mesa de juntas ahí ubicada.

### Salón de Acuerdos
Mide trece metros de largo por siete de ancho, conduce a él la puerta del lado oriente de la biblioteca. Tiene un plafón de diseño geométrico, a base de yesería que imita madera. Cada casetón proporciona luz indirecta. El Salón de Acuerdos, llamado originalmente "Sala de Ministros", hoy en día se ocupa para celebrar sesiones de trabajo del presidente de la República con su gabinete y sirve de antesala a sus reuniones. Uno de los episodios históricos acontecidos en este salón fue la aprehensión del presidente Francisco I. Madero. Pese a la defensa de su guardia el presidente fue llevado a la intendencia de Palacio. 
Destaca en su mobiliario el conjunto de sillas de palisandro tapizadas de color verde, decoradas con el escudo nacional sobre el respaldo; pero principalmente aquella que en la parte superior del respaldo tiene una escultura metálica con el escudo nacional en su versión de 1880-1909, distinguida en la historiografía contemporánea, el imaginario popular y la narrativa mediática como la "Silla presidencial"; aunque en varios de los otros salones protocolares existe un asiento exclusivo para el mandatario, y en los hechos también son sillas presidenciales.

### Biblioteca Presidencial
Mide siete por ocho metros. Se accede a ella por el salón azul. Allí se encuentra un elevador "Art nouveau" para uso exclusivo del presidente, decorado con las iniciales R.M. (República Mexicana) enmarcadas por una corona de laureles. Las yeserías imitan madera. El plafón presenta motivos geométricos. Los recuadros del artesonado están pintados en el interior. Al centro hay un rosetón del que pende un candil y del cual parten cuatro recuadros romboidales con pinturas ilusionistas. El friso está rematado por una moldura de ovos que unifica el conjunto.
Destaca por su acabados, las puertas, los cortinajes de terciopelo rojo y flecos dorados. La pared está recubierta con un tapiz de tela roja. Se pueden apreciar dos libreros de "estilo Luis XVI", elaborados en madera con aplicaciones de bronce. La mesa del centro es de estilo ecléctico con reminiscencias del renacimiento francés, al igual que las dos sillas, elaboradas en madera de encino con incrustaciones de bronce y cubiertas con cuero marroquí.

### Salón Leona Vicario
Llamado hasta 2022 «Salón Azul», mide 13 metros de largo por ocho de ancho, se comunica con el salón verde y la biblioteca presidencial. Tiene un plafón rectangular con una pintura al temple firmada por A. Mendoza. Entre las paredes y el plafón hay un friso curvo donde los perfiles griegos y romanos forman las siglas "R.M." (República Mexicana) y el águila del escudo nacional, unidas por una cadena de guirnaldas.
Área conocida originalmente como "Salón de Audiencias", está tapizado en color azul. Al centro del salón hay un candil de cristal "estilo Luis XV" y también comprende tres arbotantes de cristal cortado. Sobre uno de los muros se encuentra una escultura en bronce con el nombre de «La Jauría», que representa una cacería inglesa, y una pintura titulada Frutas y ramos de flores de Salvador Bermúdez del siglo XX. En cada una de las puertas hay una columna y un dosel tallados en madera de cedro, colocados en la época del presidente Plutarco Elías Calles, donde se puede apreciar el águila del escudo nacional (del diseño usado entre 1916 y 1934).

### Salón Verde
Mide ocho metros por lado y queda al sur del salón morado. En los lunetos de la bóveda están representados, en figuras de mujeres, los elementos conceptuales de los ideales positivistas: la «Paz», conquistada por el desarrollo del espíritu, manifestado en las artes; ayudada por el «Progreso», materializado en las ciencias y alcanzado por medio de la equidad, corporeizada en la ley y la justicia. En los ejes del recuadro central dos ángeles sostienen un medallón con las iniciales "R.M." (República Mexicana), el cual reposa sobre el escudo nacional (el diseño usado de 1880 a 1909).
A principios del siglo XX, este Salón fue conocido como el "Primer salón de audiencias" o como "Salón de Ayudantes". Más tarde se le llamó "Salón de los secretos", pues ahí tenían lugar las reuniones entre los generales Álvaro Obregón y Plutarco Elías Calles. Es el único salón que cuenta con doble puerta. Del plafón pende un candil de cristal de Baccarat, con cuarenta y cinco luces. En sus muros, tapizados en tela color verde, se muestran los retratos al óleo del rey Carlos III de España (de Leandro Izaguirre en 1910), el del primer presidente de los Estados Unidos, George Washington (pintura de autor y fecha desconocida), el del líder independentista venezolano Simón Bolívar con el título de "Libertador de Colombia y Perú", réplica del original de Pablo Rojas pintado en 1825, y el del escritor y libertador cubano José Martí, pintado por Esteban Valderrama (1956). Entre los objetos decorativos, destaca un tibor de Sevres giratorio de porcelana verde con aplicaciones en bronce.

### Salón Morado
Conocido a principios del siglo XX como "Sala de ayudantes". Fue restaurado en 1901 durante el régimen porfiriano. Este salón debe su nombre al color del tapiz que hace juego con un jarrón morado de porcelana que le fue obsequiado a Carmen Romero Rubio de Díaz, segunda esposa de Porfirio Díaz, el cual ostenta una placa de bronce con las iniciales «C.R.R. de D.D» grabadas. Un óleo del Virrey Juan Vicente Güemes Pacheco de Padilla, segundo conde de Revillagigedo, pintado por Carlos Tejeda en 1946, cuelga de la pared. Al igual que en otros salones, pende del techo un candil francés en bronce dorado y cristal, estilo Primer Imperio y sobre las paredes, cuatro arbotantes con figuras de ángel en bronce iluminan el lugar, decoración que otorga majestuosidad y belleza.
Mide siete por ocho metros; el plafón es de estilo renacentista; la transición entre el plafón (adorno central del techo) y las paredes laterales está resuelta por un friso curvo en las que hay tres clases de elementos decorativos: triángulos esféricos flanqueados por modillones; un rectángulo con una cartela central, coronada por una concha de la que surgen guirnaldas y flores; y un conjunto formado por un haz de flechas, un escudo, un trofeo y un casco romano.

### Salón de Embajadores
Llamado así por ser el salón donde se presentan las cartas credenciales para embajadores y cónsules acreditados en México, ceremonia encabezada por el presidente de la República. Este lugar ha sido testigo de acontecimientos históricos, por citar algunos: el 28 de septiembre de 1821 se firmó el Acta de Independencia del Imperio Mexicano; en 1872 estuvo expuesto por tres días el cuerpo de Benito Juárez, fallecido el 18 de julio; asimismo el 10 de septiembre de 1921, se llevó a cabo el acto conmemorativo del primer centenario de la consumación de la Independencia de México.
Tiene una superficie de 24 metros de largo por ocho de ancho. En el plafón (adorno central del techo) se observan florones, follajes y mascarones; las superficies lisas están separadas por rectángulos longitudinales adornados con hojas de acacia, cordones dorados y figuras de angelitos sosteniendo un pequeño medallón. Entre las paredes y el plafón hay un friso curvo con ocho relieves que muestran las fases de una batalla. Una sucesión de guirnaldas da unidad al conjunto. Sobre los muros se encuentran pinturas de Miguel Hidalgo (de Antonio Fabres en 1904), José María Morelos (por Petronilo Monroy), Vicente Guerrero (por Ramón Sagredo en 1865), Ignacio Allende, Benito Juárez (por José Escudero y Esproceda) y una alegoría de la Constitución de 1857 (por Petronilo Monroy). En el mobiliario de sillas de madera negra de nogal, tapiz verde brocado, patas torneadas y bordes de águilas imperiales, destaca una cuyo respaldo es ligeramente más alto y es el único decorado en la punta con una talla en relieve del escudo nacional en tono dorado, siendo esta la que usa el primer mandatario en las mencionadas ceremonias.

### Salón de Recepciones
Es el área de mayor dimensión en la zona presidencial. Tiene cinco ventanales, con sus correspondientes balcones a la plaza de la Constitución, el del extremo norte, pertenece al balcón central de la fachada principal, que queda bajo la campana de la Independencia, y es utilizado exclusivamente por el presidente en los grandes eventos cívicos, especialmente la noche del 15 de septiembre en la conmemoración del Grito de Dolores y el desfile militar del 16 de septiembre conmemorativo del inicio de la independencia. 
Se ubica a un costado del Salón de Embajadores, y fue el único que no se remodeló durante las obras de 1901. En la época colonial se le llamó «Salón del Trono», por encontrarse ahí el asiento con grada y dosel que ocupaba el virrey en las ceremonias. Durante la vida independiente en este lugar estuvo cautivo Benito Juárez debido a la revuelta conservadora ocasionada por el Plan de Tacubaya en 1857, preso por órdenes del entonces presidente Ignacio Comonfort. En 1902 con motivo de la fiesta de recepción a los representantes del Segundo Congreso Panamericano, se utilizó como espacio complementario del Salón de Embajadores.El salón se incendió en 1909 y posteriormente fue acondicionado por la proximidad de las fiestas del Centenario de la Independencia.
Este salón guarda cuatro óleos monumentales que representan algunos episodios militares de la historia de México (tres de estos fueron realizados durante la presidencia de Porfirio Díaz): "Batalla de la Carbonera" por Francisco de Paula Mendoza; "Un episodio de la batalla del 5 de mayo de 1862" de Primitivo Miranda (1868); "Aprehensión de Cuauhtémoc" por Joaquín Ramírez (1891); y "Bravo perdonando a los prisioneros realistas en el Palmar, Veracruz" de Natal Pesado (1892). El estilo ecléctico es característico del sitio; las vigas de cedro en el techo, originales de la época colonial, fueron admiración de Maximiliano de Habsburgo, quien lo utilizó como salón de fiestas; este detalle, tanto estructural como decorativo, es el único que se conservó de las techumbres del área presidencial, pues en el resto se aplicó yesería en el diseño de los plafones (decoración central del techado); en tanto puertas labradas, piso y muebles corresponden a la etapa pos revolucionaria.

### Biblioteca
Biblioteca pública ubicada en la planta baja de las áreas presidenciales, a un costado del Patio de Honor. Cuenta con un acervo de poco más de 22 000 volúmenes de información general. El muro central cuenta con un altorrelieve de metal del escudo nacional en tonos dorados (del diseño usado entre 1916 y 1934), la pared esta flanqueada por dos vitrinas, cada una con una bandera sobre un asta.

### Departamento presidencial
El área residencial de Palacio Nacional se ubicaba originalmente donde estuvieron las habitaciones del virrey, en el segundo piso de la zona que corresponde a la escuadra del ala sur del complejo, alrededor del «Patio de Honor», donde actualmente se ubican las Áreas Protocolarias de Presidencia. La zona de habitaciones y salones de uso exclusivo del gobernante fueron extendidos por Maximiliano de Habsburgo, que aunque residió en el Castillo de Chapultepec, tenía planeada una rehabilitación del inmueble colonial, la ampliación se hacía en la planta alta alrededor de los hoy conocidos «Patios Marianos». Luego de la restauración de la república en 1867, Benito Juárez no habitó los ostentosos aposentos dejados por Maximiliano y acondicionó como vivienda un área remodelada y preparada para la Intendencia de Palacio en el ala norte del complejo, de estilo más austero y que hoy corresponde precisamente al «Recinto Homenaje a Benito Juárez».
El área del departamento en forma de escuadra, que actualmente funge como residencia oficial, está localizada exactamente en la esquina sur del «Jardín botánico», y que en el exterior comunica a la calle Corregidora. Esta zona ubicada en el tercer piso, albergaba parte de las oficinas del Estado Mayor Presidencial. Con una extensión de 300 metros cuadrados cuenta con dos recámaras, un estudio, cocina, sala y comedor, así como un pasillo principal y vestíbulo. La edificación no forma parte del complejo histórico que constituye el patrimonio arquitectónico del Palacio, por lo que su diseño y uso no representan impacto al valor artístico del inmueble.

## Áreas de la Secretaría de Hacienda

### Salón Panamericano
Situado en el tercer piso del ala norte, tiene veinte metros de largo por nueve de ancho. Fue construido por el arquitecto Antonio Rivas Mercado en 1901 para albergar del «II Congreso Panamericano». Decorado en «estilo Primer Imperio»; está dividido en tres naves por columnas corintias de granito rosa con bases y capiteles dorados, desplantadas sobre pedestales de mármol negro veteado de amarillo y gris con fajas de color ágata. Las pilastras de los muros corresponden a estos apoyos en orden y riqueza. Las puertas son de caoba roja con encuadramientos arquitectónicos de color marfil, cuyos ornatos de laureles, rosas y arabescos suben hasta las cornisas. El plafón muestra el águila nacional, el gorro frigio y las alegorías de la agricultura, la minería, la industria y el comercio. Iluminan la estancia 300 lámparas de luz incandescente situadas como coronas de estrellas a lo largo de las cornisas, en los casetones y en el plafón, a modo de constelaciones. Flanqueada por las dos puertas laterales, la pared central ostenta un escudo de bronce con las palabras «Pax, Lex»; mismo que está rodeado por las banderas de todos los países independientes de América. Entre los elementos decorativos destacan cinco bustos, el primero de mármol de Cristóbal Colón, y los cuatro restantes de bronce, pertenecientes a cuatro secretarios de hacienda del siglo XIX (Matías Romero, Manuel Payno, Miguel Lerdo de Tejada y José María Iglesias).

### Salón de los Escudos y «Kilómetro cero»
Situado en el ángulo noroeste del Palacio, esta decorado en "estilo Francisco I". Tiene un friso con una cadena de hojas de acanto con relieves y ménsulas de madera. En la parte baja se colocó un lambrín de encino. Los muros muestran los escudos de todos los países de América y las antiguas intendencias de la Nueva España. En el vestíbulo de acceso a este salón, se encuentra la composición con mosaicos de piedras de colores que señala el «kilómetro cero», es decir, el punto de origen para la medición de la red carretera del país. Aquí sesionó la Suprema Corte de Justicia de la Nación entre 1825 y 1853, y de 1855 hasta 1868.

### Salón Guillermo Prieto (antes Salón de la Tesorería)

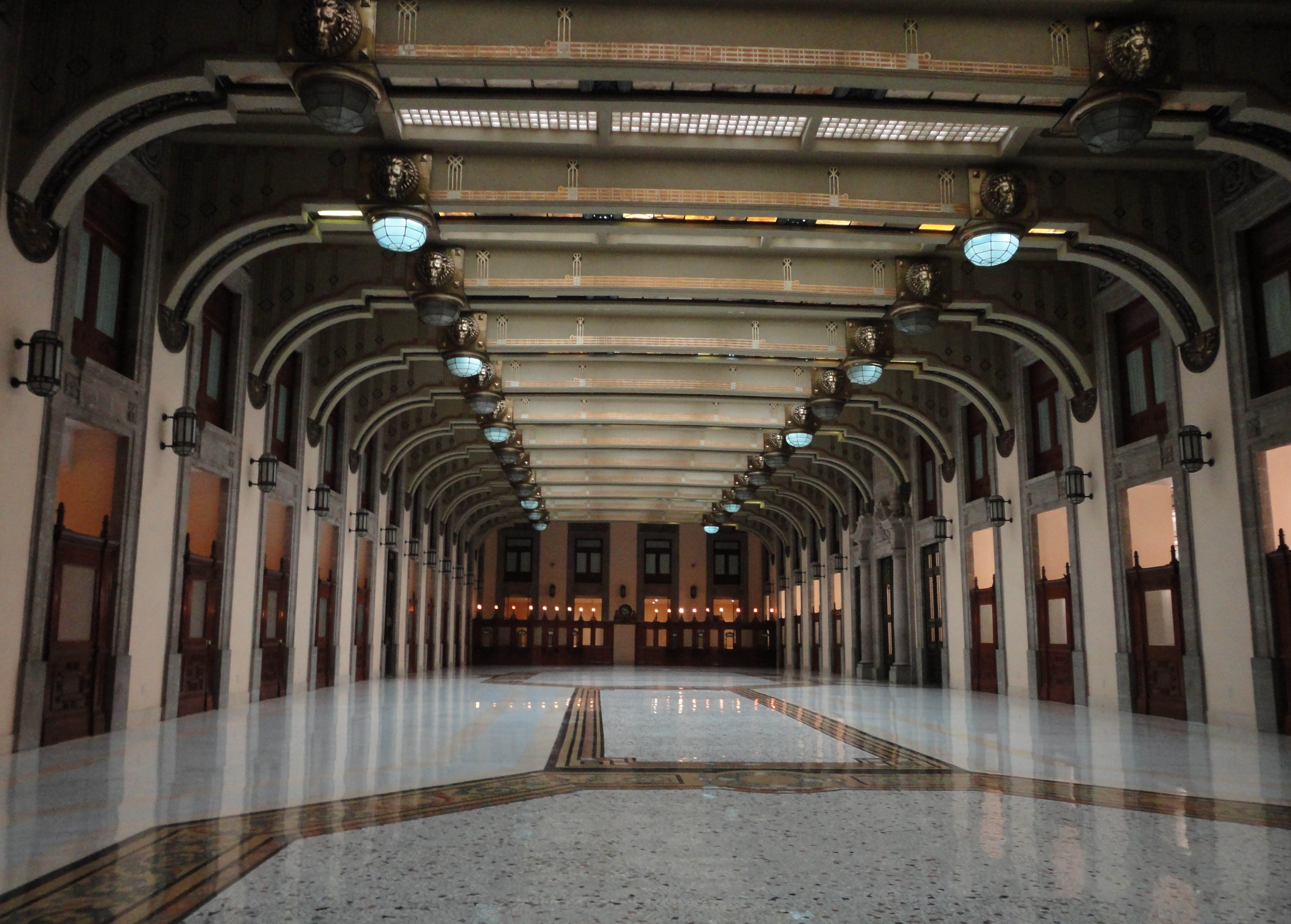
Salón Guillermo Prieto, ubicado en la planta baja. Hoy usado para las conferencias matutinas de la presidenta de la República.

Está ubicado en el ala norte del conjunto arquitectónico, entre los llamados Patios Marianos y el Patio Central. El área donde hoy se encuentra el «Salón de la Tesorería» o «Salón Guillermo Prieto» fue durante el siglo XVI la cárcel del Palacio Virreinal, abarcando todo el cuadrante nor poniente del edificio, sobre la calle del Arzobispado (hoy Moneda). Cuando la prisión se retiró en la década de 1840, fue tomada como cuartel militar, incluyendo habitaciones, oficinas y patio de tiro; posterior a la remodelación del presidente Mariano Arista (1852), se colocaron aquí los juzgados civiles anexos a la Suprema Corte, que tenía su sede en el segundo piso. En la década de 1880 inició la mudanza de la Secretaría de Hacienda al ala norte del Palacio; En 1889 inició la construcción del corredor poniente para comunicar el patio principal con las zonas de la secretaría. Se erigieron dos arcos, más otros dos en el muro de la fachada del patio que en adelante se llamó de la Tesorería. El corredor entre ambas áreas fue nivelado y la guardia militar del edificio, instalada en los patios marianos, fue desalojada para extender las oficinas de Hacienda. Los trabajos quedaron concluido el 21 de marzo de 1891.
La «Tesorería General de la Nación», se localizaba en el patio central y, con el aumento de sus actividades, se extendió hacia el patio de Arista, por lo que debió techarse; el salón de cajas se instaló en 1910. Durante las obras de remodelación de 1924-1926, el Salón de la Tesorería fue encargado al arquitecto Manuel Ortiz Monasterio, y los trabajos de adaptación se hicieron entre 1925 y 1926 al estilo "art decó". El patio se cubrió con un tragaluz sostenido por vigas pareadas de concreto armado, terminadas en cartabón y contemplan cabezas de león en bronce, en cuyos apoyos se representaron bajorrelieves de magueyes en flor. Una mampara de hierro, bronce, mármol y madera separan al público de las oficinas. En ella se tallaron las principales monedas de la época independiente, enmarcadas por hojas de acanto. En los ejes verticales lleva tres lámparas de bronce y alabastro en forma de flama y, hacia abajo, un cuerno de la abundancia del que brotan monedas que guían hacia un león. Las ventanillas tienen reja de hierro forjado. Las puertas y el piso son de "estilo italianizante", este está inspirado en el arte imperial romano con mosaicos venecianos blancos, verde, negro y rojo. Permaneció sin usos oficiales desde la década de 1970 hasta 1997, cuando fue restaurado y adquirió su nombre actual. Notorio actualmente por ser el escenario de las conferencias matutinas de los presidentes Andrés Manuel López Obrador y Claudia Sheinbaum.

### Escalera de la Emperatriz

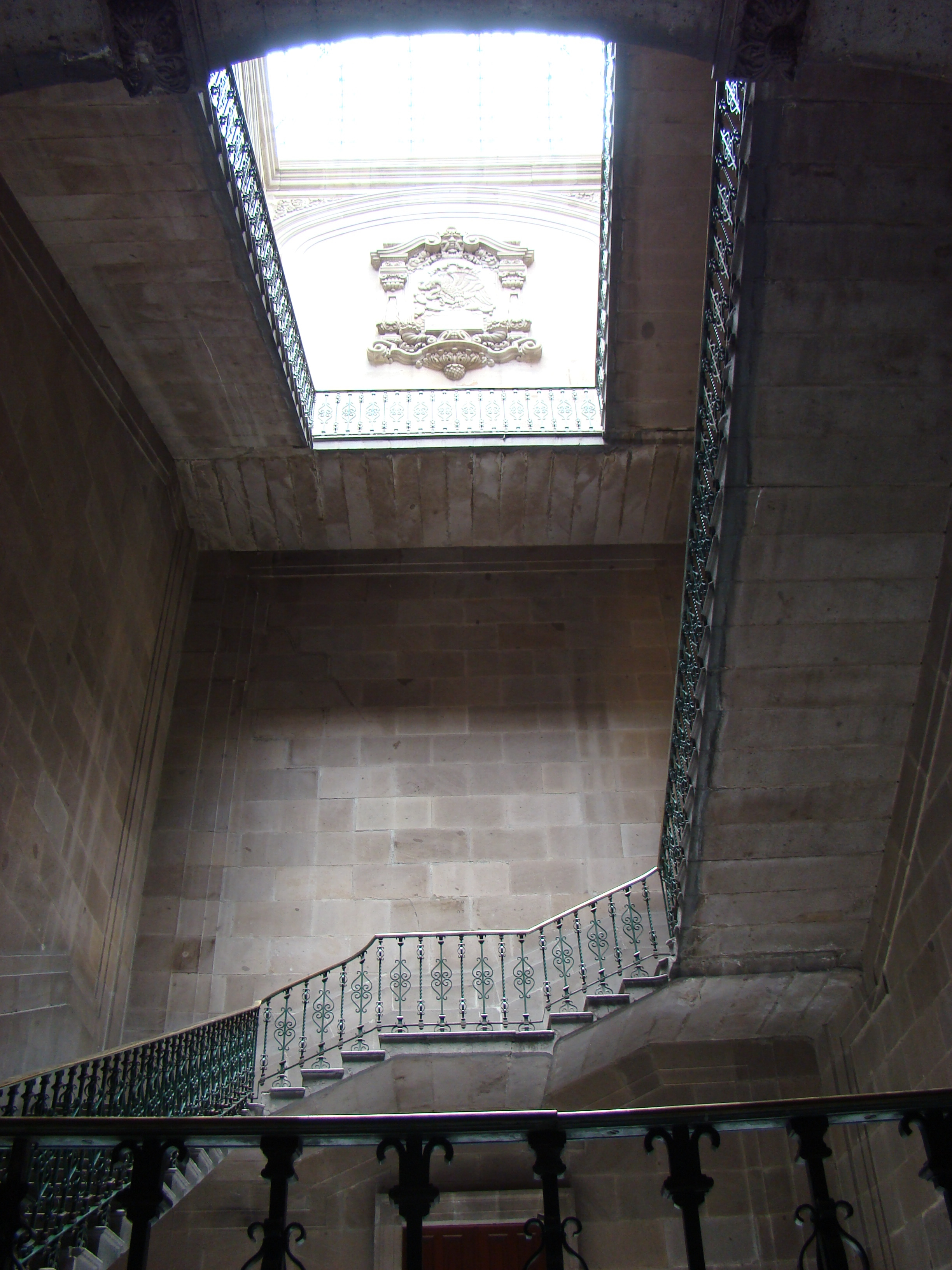
Escalera de la Emperatriz.

Se ubica a la mitad del corredor poniente, que comunica el «Patio Principal» con los «Patios Marianos», a un costado del «Salón Guillermo Prieto». Fue construida durante el segundo imperio para ser el acceso principal de las habitaciones de los emperadores, que se habilitaron en torno a los «Patios Marianos» del ala norte del conjunto. Recibió ese nombre, pues su elaboración fue petición expresa de la emperatriz Carlota para acortar el largo recorrido que se hacía desde la escalera del ala sur hasta el ala norte. Fue construida por los hermanos Juan y Ramón Agea usando un complejo método arquitectónico conocido como estereotomía, que logra que la escalera parezca sostenida en el aire. Dada la mudanza de los monarcas al Castillo de Chapultepec y el propio fin de su reinado, nunca se usó para su objetivo inicial, en cambio se volvió el acceso principal a las oficinas de Hacienda. En 1926 cuando todo el recinto fue elevado un nivel, la esclera también lo alcanzó, y su muro superior fue adosado con un altorrelieve del escudo nacional (en su versión 1917-34) enmarcado en un conjunto de cantería que incluye pilastras dóricas, elementos vegetales, marinos y dos cornucopias.

### Otras
- Despacho del secretario de Hacienda y Crédito Público.
- Sala de juntas
- Salón verde
- Salón café
- Salón de los retratos
- Pasillo de cajas con dos bóvedas de seguridad
- Oficinas de la Secretaría de Hacienda y Crédito Público
- Colección Acervo Patrimonial de la Secretaría de Hacienda y Crédito Público

## Recinto parlamentario

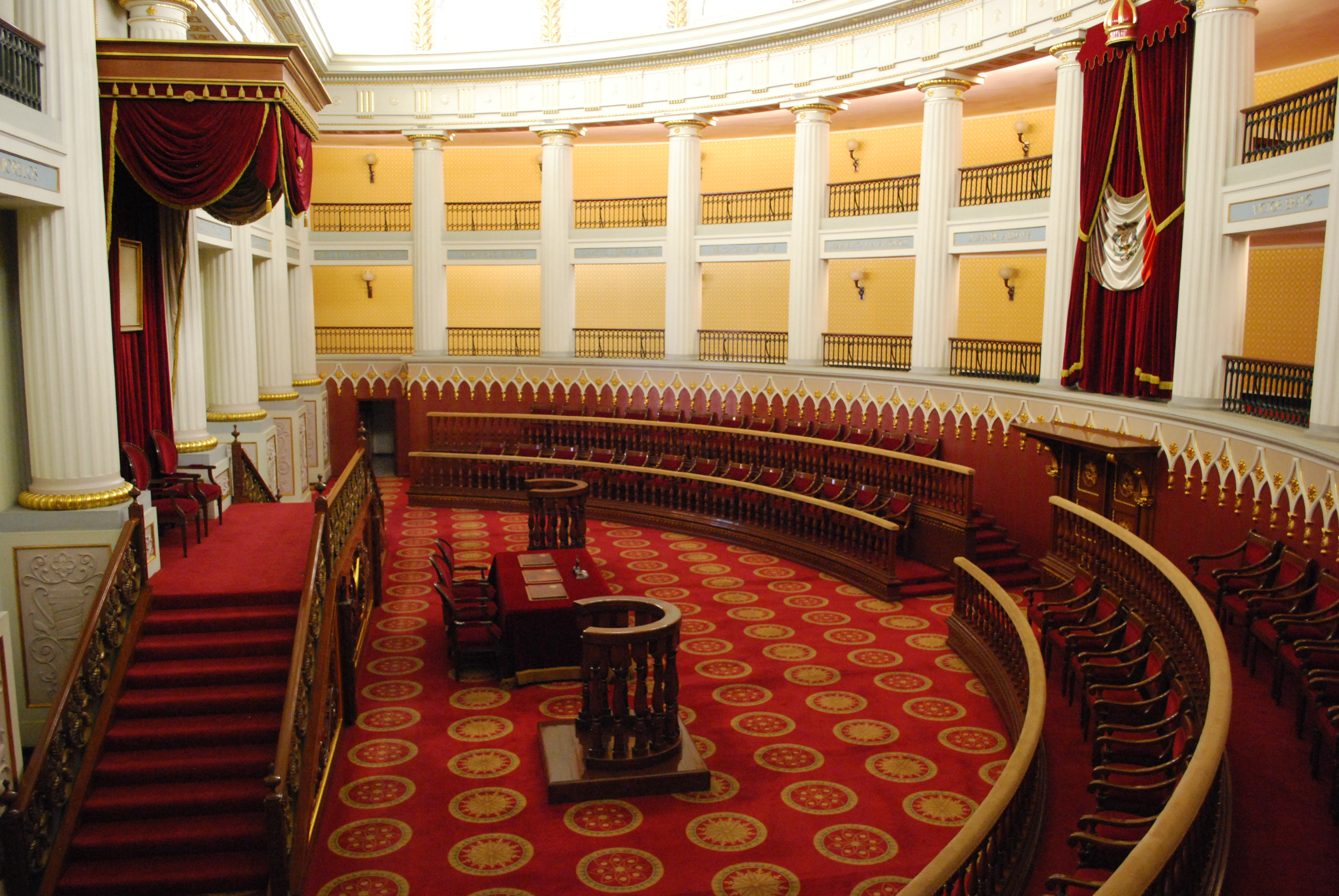
Recinto Parlamentario

Esta sala construida originalmente como el "Salón de las comedias" en la época colonial, fue remodelada en 1829 para albergar la cámara de diputados; aquí se promulgó la Constitución de 1857; sería destruida en un incendio en 1872, luego se usó como archivo de la procuraduría fiscal; fue restaurada en 1972 con motivo de los actos conmemorativos del centenario luctuoso de Benito Juárez, basándose en una litografía de Pedro Gualdi de 1846 y un impreso de 1860, que hacia descripción de ella.
El proyecto de reconstrucción enfrentó las dificultades de calcular las medidas  y tonalidades de los espacios y elementos ornamentales, a partir solamente de la imagen conservada y una descripción literaria de J. M. Lara; el nuevo edificio ya no podía incluir iluminación natural, pues había quedado debajo del tercer piso levantado en 1926. Sin embargo, los colores pudieron iguales con la armonización de tonos elegantes propios de la época; se rehízo la bóveda al estilo del dibujo de Gualdi y se sujetó a la losa que cubría la sala, por medio de tirantes; se colocaron vidrios traslúcidos en las ventanas, detrás de estas se colocaron unidades de luz artificial. Ayudó mucho en el proceso de reconstrucción el que se haya conservado la planta de la estructura en forma de hemiciclo.
Se ubica en el segundo nivel del corredor oriente en torno al «Patio Central». El salón de estilo neoclásico, en forma de hemiciclo, tiene dos hileras de asientos sobre gradas con balaustradas y sillones de caoba. En la parte central hay un dosel con galones y flecos de oro donde está expuesta una copia del Acta de la Independencia; frente a ella dos sillones destinados al presidente de la república y al del congreso. Las galerías están sostenidas por veinte columnas de estilo dórico. Claros semicirculares dan luz a la sala. En la parte superior de los intercolumnios están inscritos los nombres de los héroes de la independencia con letras doradas. En el centro del cielo raso hay un medallón dorado del que parten líneas rectas trabajadas en yeso, a puntos que marcan el principio y fin de las lumbreras; al centro de dicho medallo se encuentra el «ojo de la sabiduría», el más notorio de los detalles masónicos incluidos en la decoración de toda la sala. Frente al solio, arriba de una puerta con marco de caoba se colocó una lanza que se usó en la campaña de Texas. Un cuadro de Carlos Páris recuerda la batalla de Tampico.
El vestíbulo del recinto, funge también como sitio de exposiciones temporales, una de ellas, la de las urnas con los restos de los héroes insurgentes durante los festejos del bicentenario de la independencia.

## Museos

### Recinto homenaje a Benito Juárez

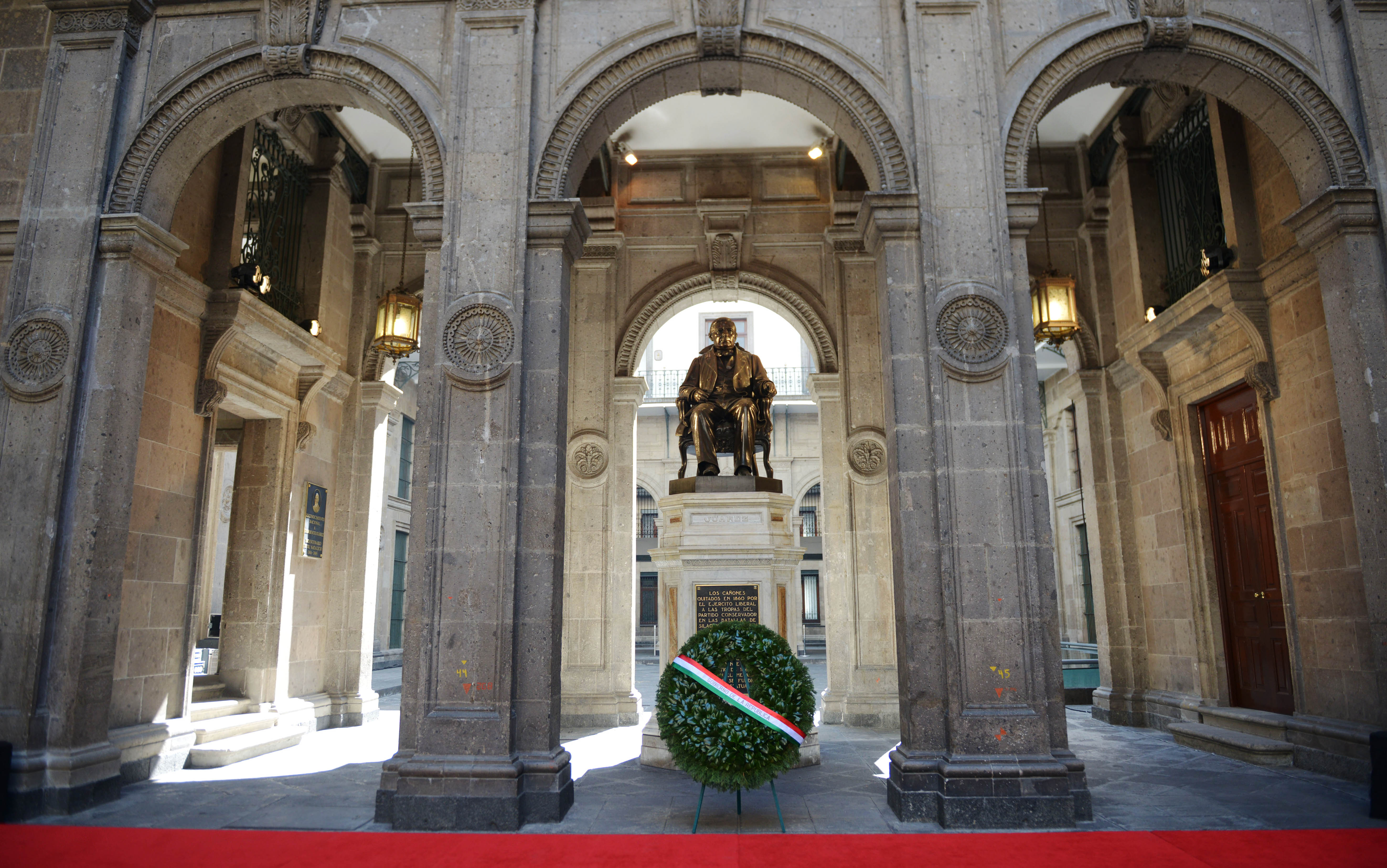
Escultura de Benito Juárez en la crujía que delimita el primer y segundo «Patio Mariano», al costado izquierdo está la puerta que conduce al museo.

Llamado formalmente «Museo de Sitio Recinto de Homenaje a Don Benito Juárez», es un museo de sitio con siete salas en las que se muestran los espacios que habitó Benito Juárez y también muchos otros objetos relacionados con su vida. Se encuentra ubicado en el segundo nivel del ala norte, en los pasillos del costado derecho del segundo y tercero de los «Patios Marianos». Se accede a este, a través de una escalera ubicada en la crujía entre el primer y el segundo patio. En dicha separación entre atrios, como preámbulo a la escalera, está una escultura del presidente Juárez sentado, realizada con el hierro fundido de los cañones usados por conservadores e invasores franceses, capturados por las tropas liberales y republicanas respectivamente, la estatua cubierta de bronce, reposa sobre un pedestal hexagonal de mármol.
La zona del museo corresponde a la ubicación original de las habitaciónes de Juárez, que a la vez eran la «Intendencia de Palacio»; el mandatario se trasladó a ella por considerarlas más austeras que las habitaciones principales del ala sur y las que se habilitaron para los emperadores en la misma ala norte. El museo fue inaugurado en 1957 como parte de los festejos por la conmemoración del centenario de la Constitución de 1857. Las obras de adecuación quedaron a cargo de Carlos Obregón Santacilia.

### Museo Histórico de Palacio Nacional
El museo histórico de Palacio Nacional está ubicado en el área donde estuvo la «Galería Nacional» durante los festejos del bicentenario, es decir, el segundo nivel de los recintos intermedios entre los «Patios Marianos» y el «Patio Central», alrededor de los «Patios prismáticos». Comprende un área de 1500 m² y exhibe 400 piezas entre documentos, objetos, mobiliario, fotografías y representaciones multimedia de momentos clave de la historia del edificio y del país. Entre sus piezas más significativas están la célebre silla presidencial de Benito Juárez, acompañada del conjunto compuesto por el dosel con motivos prehispánicos, el pendón con el águila republicana y el cortinaje de terciopelo; uno de los originales del Acta de Independencia del Imperio Mexicano; y una colección de 68 figurillas de arcilla, de cada uno de los jefes de Estado mexicanos (dos emperadores y 66 presidentes).

## Otras áreas

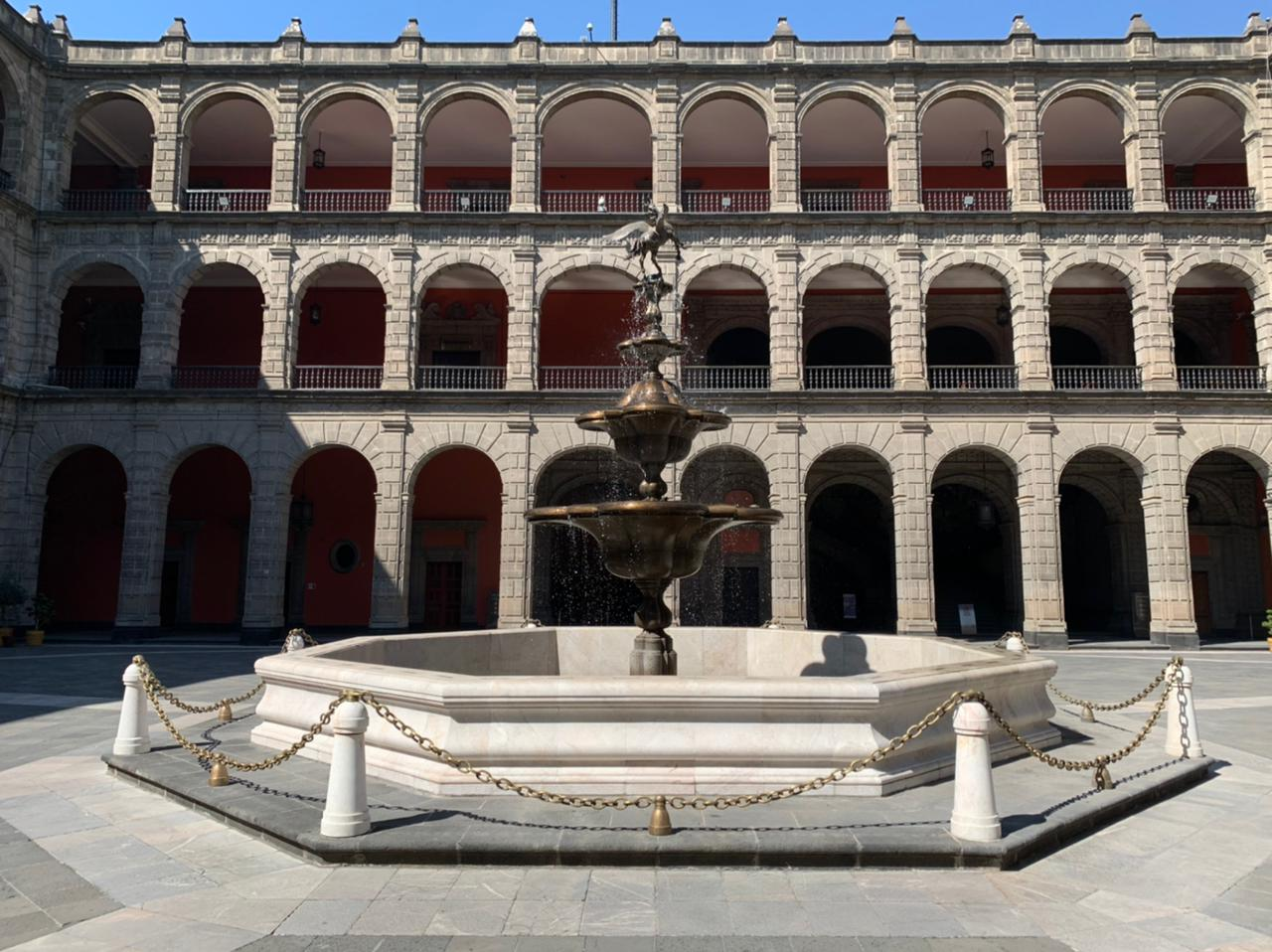
Fuente de Pegaso en el patio central de Palacio Nacional.

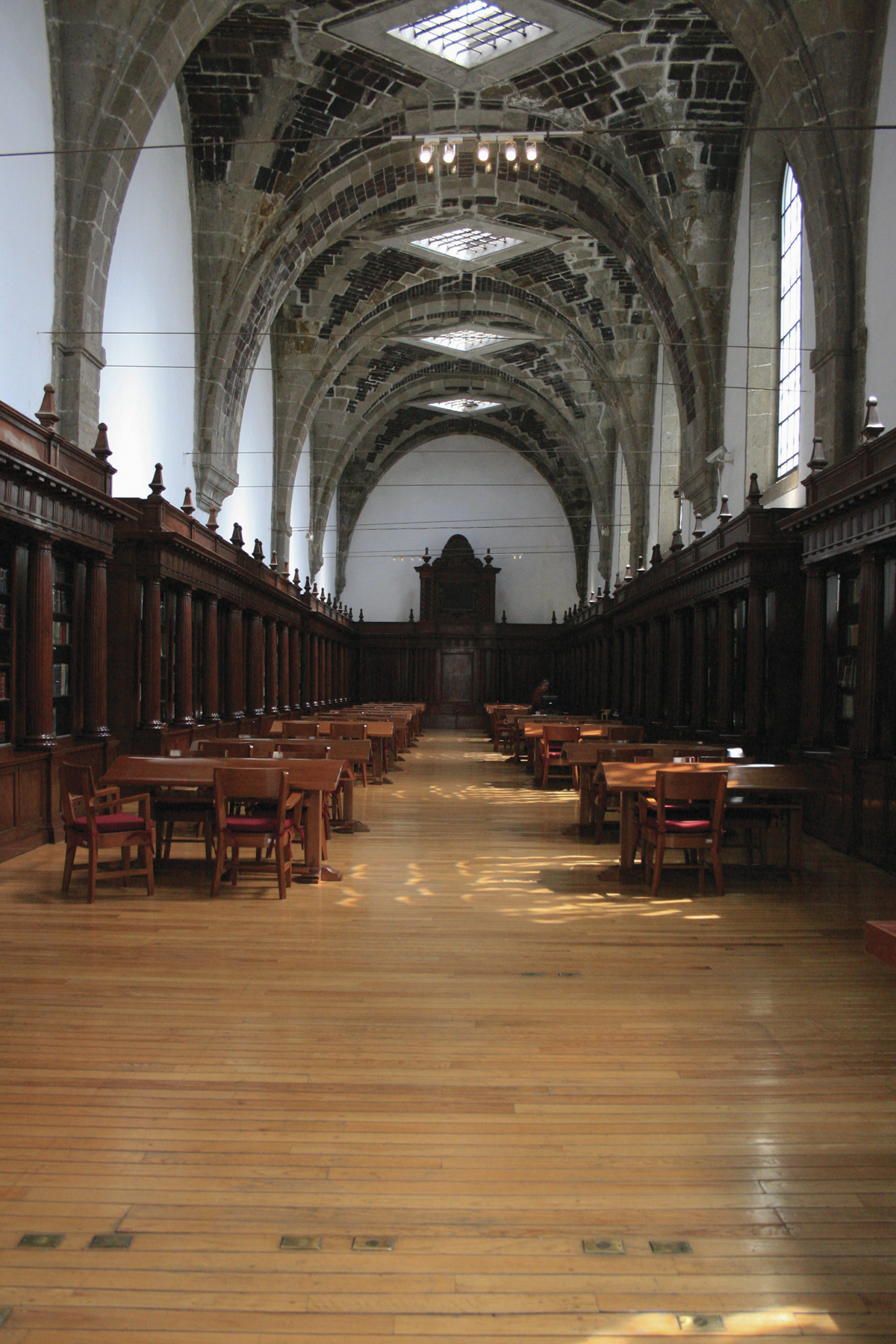
Biblioteca Antonio Ortiz Mena ubicada en la denominada Capilla de la Emperatriz

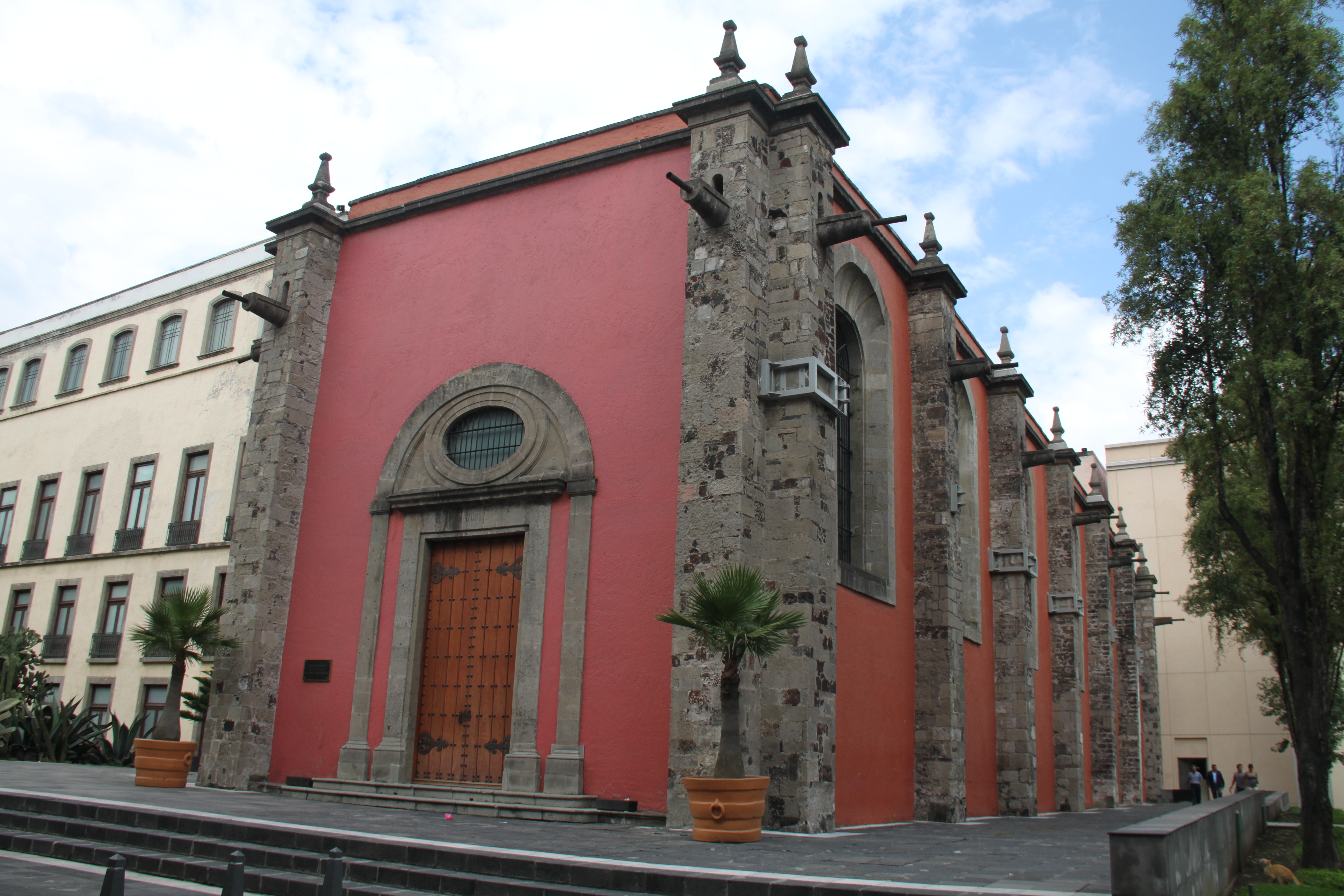
Exterior de la Capilla de la Emperatriz

### Patio Central
Construido en el siglo XVII, es de estilo barroco sobrio, está delimitado por cuatro corredores porticados con diez arcos de medio punto por cada lado, que se continúan en las mismas características, pero menor altitud, en los dos niveles superiores. De planta cuadrada, los patrones del piso tienen un diseño octogonal.

### Fuente del Pegaso
La fuente ubicada al centro del «Patio Central» es una réplica de la original que existió hacia el siglo XVII en ese mismo sitio. Construida entre 1972 y 1973 por el arquitecto Sergio Zaldívar, su base es una pila octogonal de mármol; está coronada en la parte superior por la escultura de un Pegaso a punto de emprender el vuelo. Su simbolismo se apega al mito griego de Perseo, donde al matar a Medusa nace Pegaso, que representa tres virtudes: el valor, la prudencia y la inteligencia; ya que Perseo al decidirse a enfrentar a la Medusa fue valiente, al decidir no mirarla de frente fue prudente y al hacerlo a través del reflejo en su escudo fue inteligente; estas tres virtudes son atribuidas al ideal que debe tener un gobernante.

### Patios Marianos
Los tres patios de forma rectangular se encuentran en el cuadrante nor poniente del Palacio, fueron construidos en 1851 durante el proceso de remodelación del presidente Mariano Arista, para rehabilitar el edificio, especialmente dicha ala. En torno a ellos se encuentran las áreas museísticas y las instalaciones de la Secretaría de Hacienda. Los exteriores de las oficinas, habitaciones y sitios que los circundan guardaban el estilo barroco sobrio del resto del complejo, no obstante, el primer patio fue remodelado en 1891 y adquirió un estilo ecléctico, mezclando rasgos neoclásicos y de art nouveau, como pilastras doricas, herrería en los barandales de los balcones y bustos de bronce de ministros de destacados de Hacienda (Matías Romero, Guillermo Prieto, Miguel Lerdo de Tejada, Melchor Ocampo, Juan Antonio de la Fuente, y Luis Cabrera Lobato), en las claves de los seis arcos de medio punto que circundan el primer patio, tres de ellos en la crujía donde se ubica el monumento a Benito Juárez, construido en la misma época.
En el segundo y tercer patio se encuentran las llamadas «ventanas arqueológicas», que dan vista a los vestigios de las «Casas nuevas de Moctezuma», el palacio mexica sobre el que fue construido el Palacio virreinal.

### Capilla de la Emperatriz
El nombre oficial de este recinto es «Biblioteca Fondo Histórico de Hacienda Antonio Ortiz Mena», sin embargo es conocida histórica y popularmente como  «Capilla de la Emperatriz», aunque nunca tuvo un uso religioso y menos fue ocupada en alguna ocasión por alguna de las dos emperatrices (Ana María Huarte y Carlota); por lo que su nombre coloquial debe corresponder a la confusión generada por sus características arquitectónicas con bóveda de claustro en el techo, paredes recubiertas con sillerías de cantera chiluca y tezontle, puertas y ventanas de estilo barroco a semejanza de recintos religiosos. 
Sin embargo, este edificio al interior de Palacio, que se ubica en el cuadrante nor oriente (al lado del jardín botánico y la parte trasera del Museo de las Culturas), no es sino la antigua «Sala de fundición» de la Casa de Moneda,  construida en el siglo XVIII. Desde 1928 contiene la colección bibliográfica de la secretaría de Hacienda, con más de diez mil volúmenes especializados en economía y finanzas públicas.

### Jardines
En 1787 la «Real Expedición Botánica» de España, fue encomendada para inventariar la flora endémica del virreinato, para tal trabajo se designó a una esquina del «Patio Central» para acumular en 24 secciones las cerca de 1500 especies de plantas recolectadas. Una vez concluido el estudio, el improvisado jardín botánico fue trasladado a la parte posterior de la residencia virreinal. A pesar de los constantes cambios arquitectónicos y políticos que modificaron el complejo, el jardín permaneció, aunque oscilando entre periodos de abandono y reactivación, su última rehabilitación data de 1997, durante el gobierno de Ernesto Zedillo, cuando tomó su configuración actual. El «Jardín Nezahualcóyotl» (también llamado «Jardín de la Emperatriz»), se ubica en el cuadrante sur oriente de Palacio, abarcando más de la mitad del área de este, se compone de diversas especies de árboles, plantas, flores y arbustos de todas las regiones climáticas del país, sobresaliendo el «árbol de las manitas», una especie endémica de muy escasos ejemplares, y cuya unidad en Palacio Nacional data del siglo XIX, y es quizá el único sobreviviente del jardín original; también destacan el nopal cardón, identificado como el que se referencia en el mito fundacional de Tenochtitlan y por ende el que aparece en el escudo nacional; además de flora distintiva como ahuehuetes y nochebuenas.
En el cuadrante nor oriente, se encuentra un segundo jardín, este más pequeño y de la década de 1990, dedicado completamente a las especies endémicas de cactáceas, características de las zonas áridas del país.
En el jardín botánico y sus espacios contiguos, habitan alrededor de diecinueve gatos, cuya llegada no está plenamente registrada, aunque posiblemente se usaban para el control de plagas de roedores en años anteriores; sin embargo la notoriedad alcanzada por los felinos durante el sexenio de Andrés Manuel López Obrador, llevó a este último en 2024, a declararlos «activos vivos fijos», lo que significa incluirlos en los programas y presupuestos del recinto para su conservación, como habitantes del mismo.

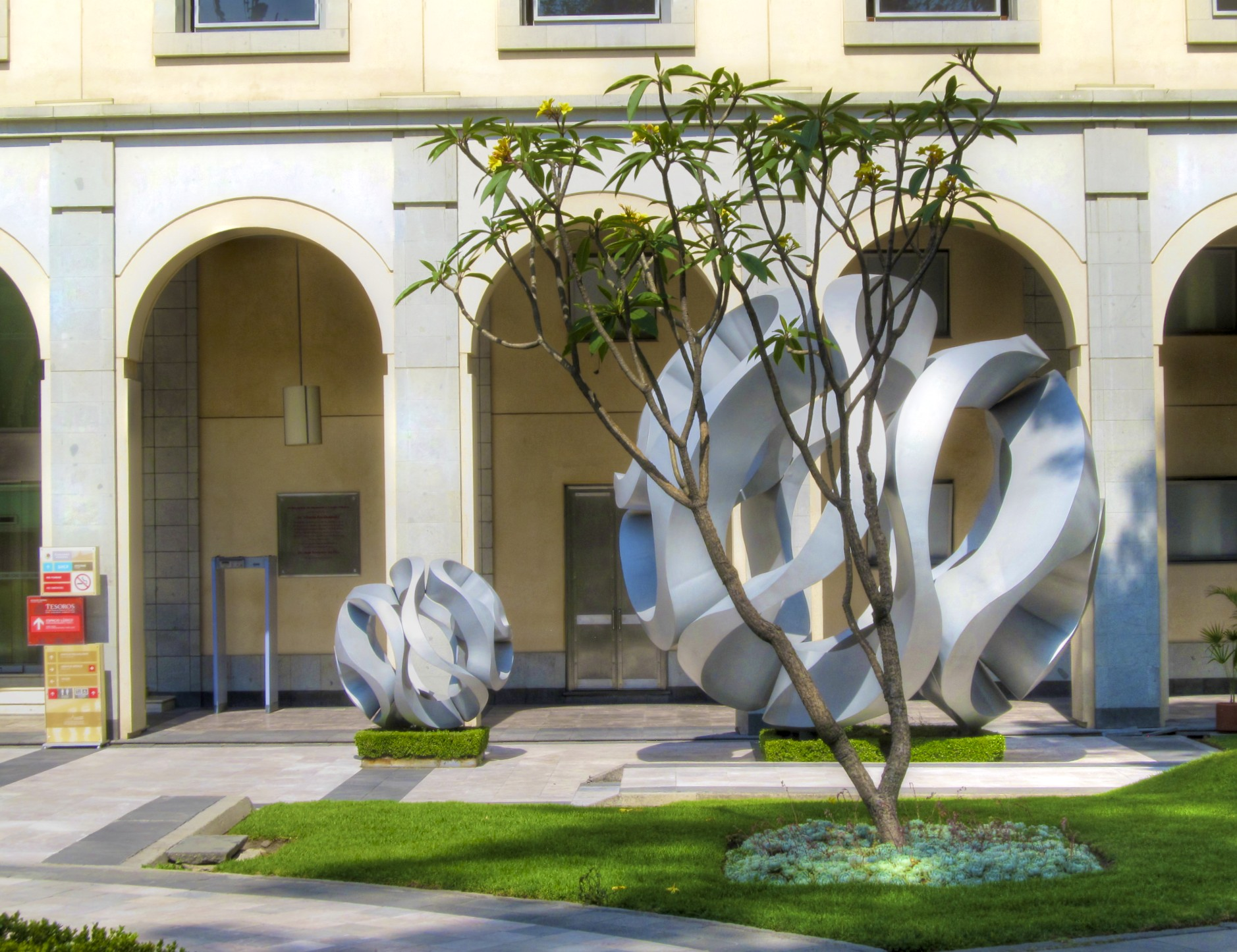
Escultura «Olas de viento» en el jardín botánico
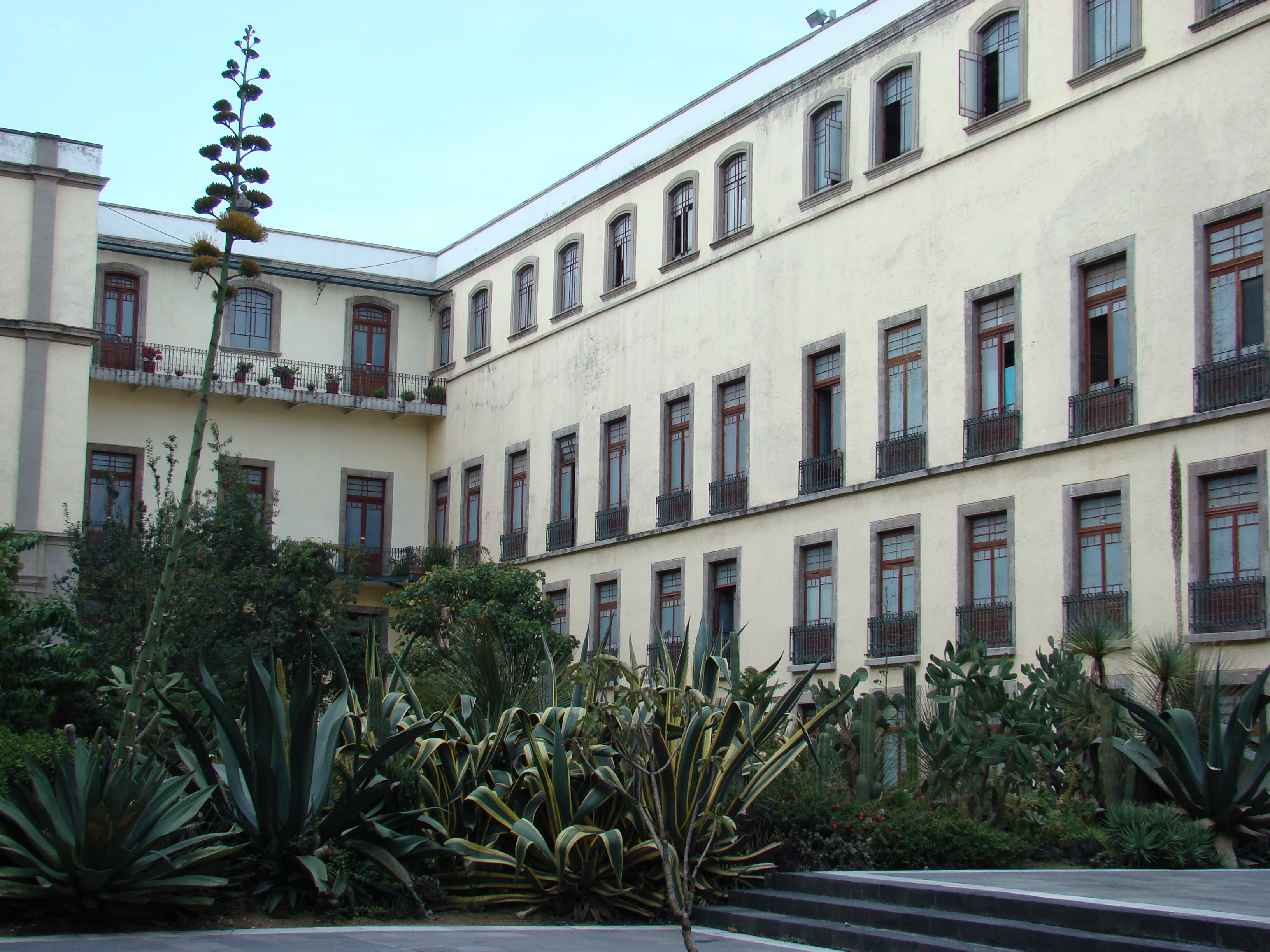
Sección del jardín botánico
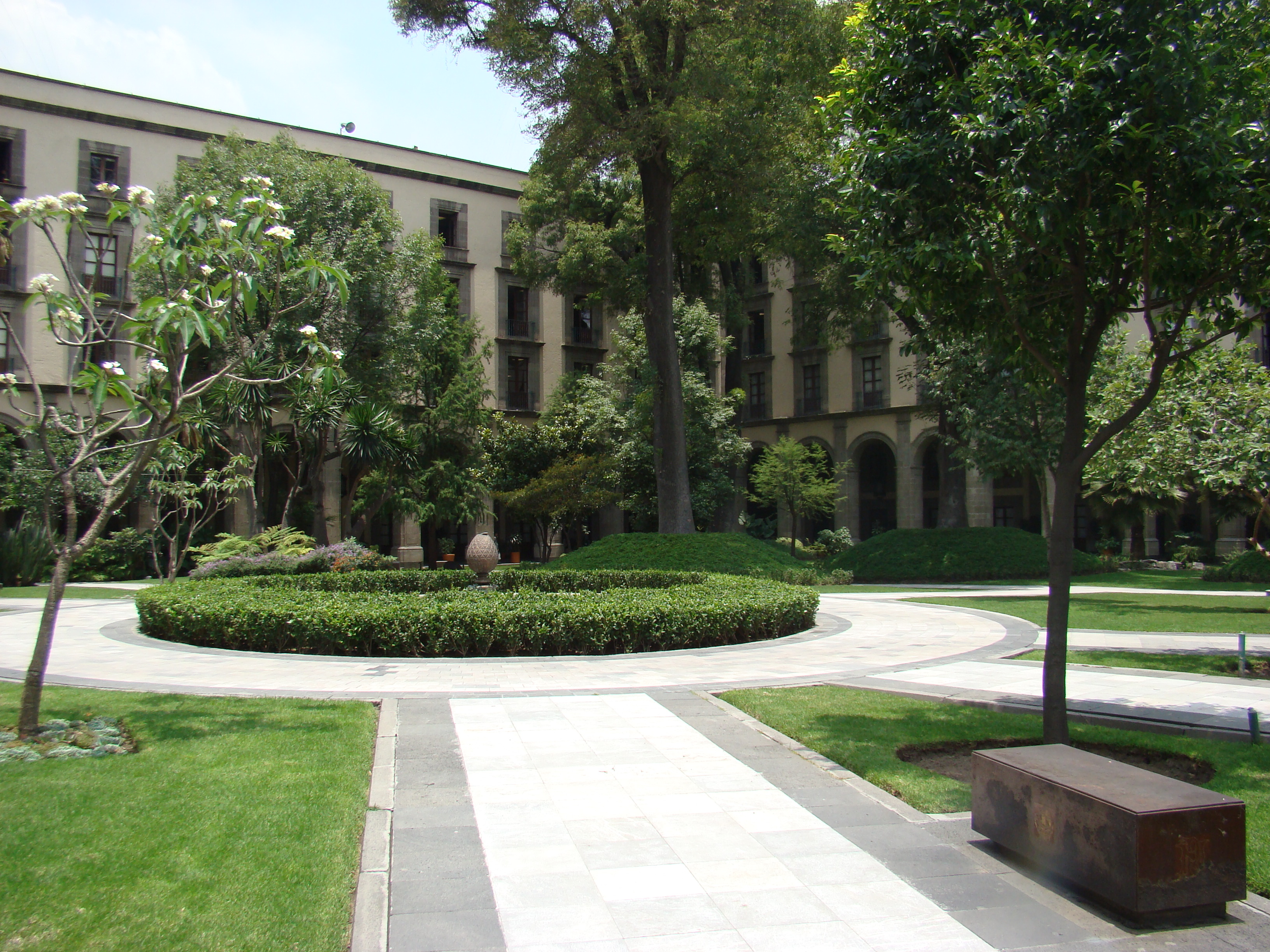
Fuente en el jardín de la Emperatriz
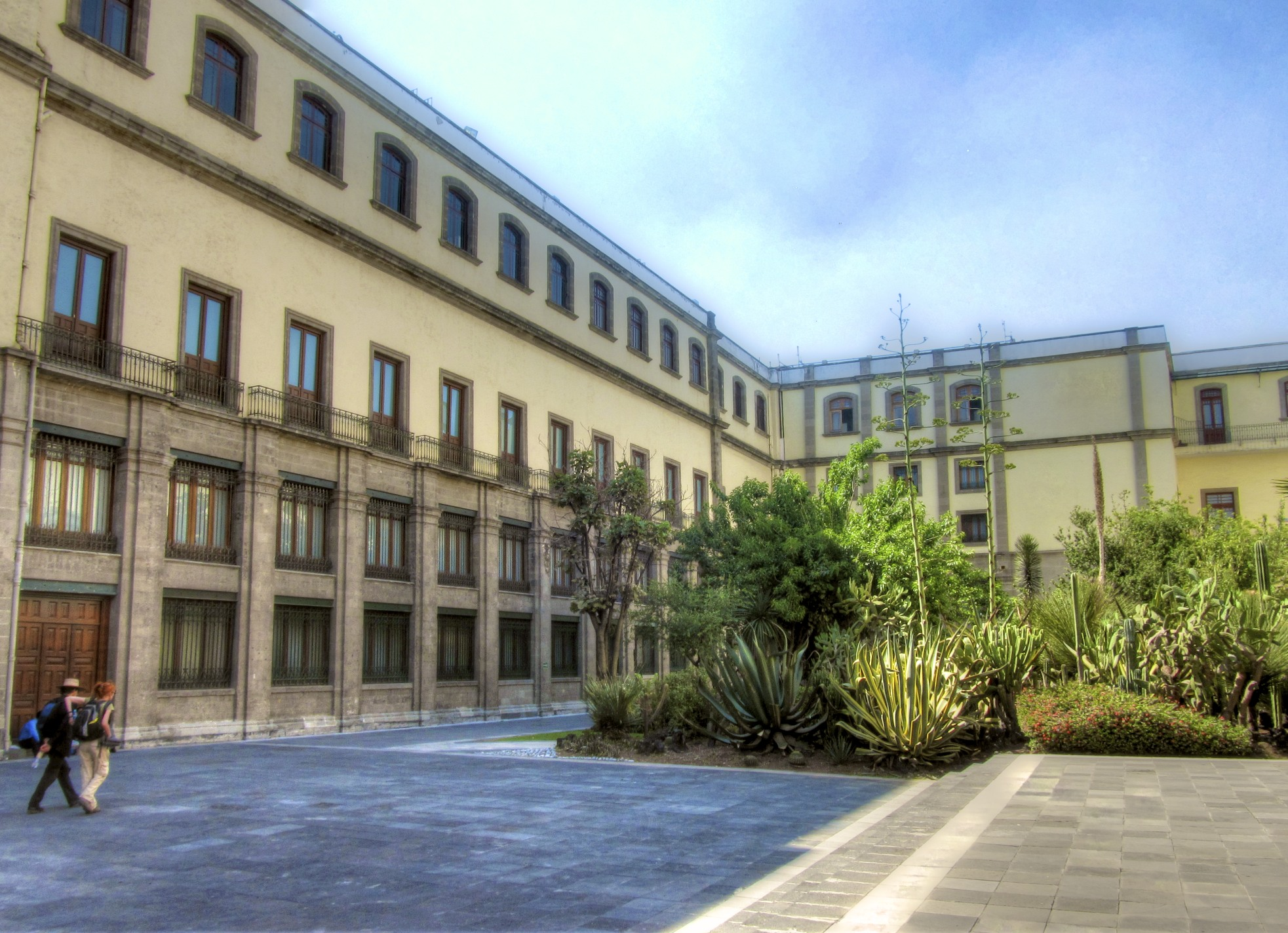
Jardín de las zonas áridas
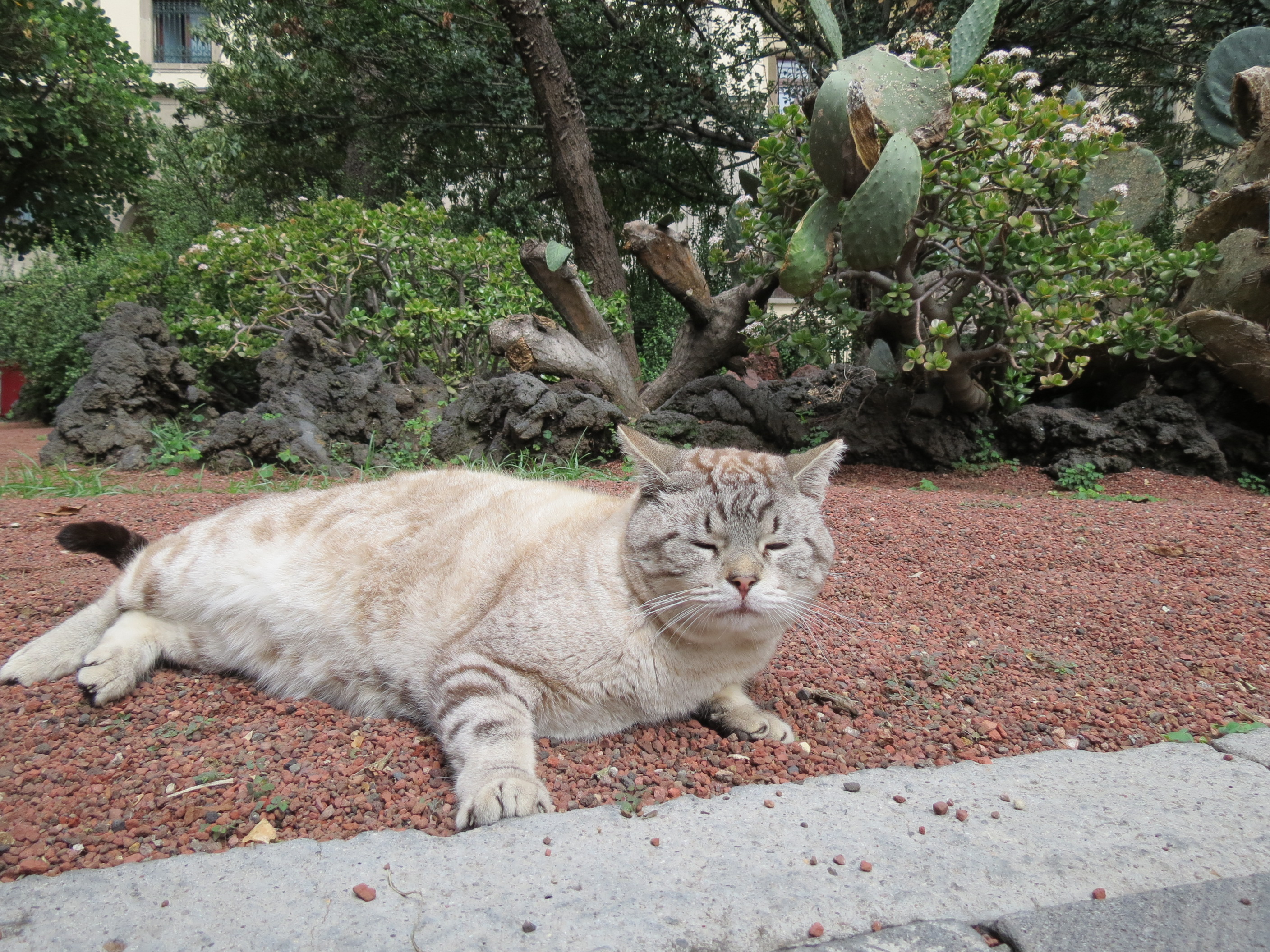
Habitante felino de Palacio

### Áreas de la Secretaría de la Defensa
Durante la mayor parte del siglo XX, la Secretaría de la Defensa Nacional estuvo a cargo de varias secciones del edificio que, históricamente pertenecieron a las guarniciones o cuarteles militares desde la época colonial, principalmente en la planta baja de toda la fachada principal (de ahí el diseño de fortificación, de un nivel con entre suelo, con doble ventanal). La 1.ª Zona militar, el Estado Mayor Presidencial y el «Cuerpo de Guardias Presidenciales», eran las instituciones castrenses con presencia en el Palacio, y ocupaban los primeros niveles alrededor de los patios «Central» y «de Honor». En estos había oficinas administrativas, zonas de acuartelamiento para el cuerpo de seguridad del recinto y el mandatario, bodegas, el nicho de la bandera monumental del Zócalo, entre otras. En el caso del Estado Mayor, este controlaba los pasillos, oficinas y espacios contiguos a las áreas presidenciales, que desde 2018 con la desaparición de este, se convirtieron en oficinas de la presidencia del república; también a partir de esa fecha, es directamente la SEDENA, quien a través de la I región militar, administra las zonas desocupadas por el EMP y la Guardia Presidencial.

### Escalera monumental del Patio Central
Construida durante la remodelación general de 1926, sustituye a una pequeña escalera que comunicaba con los corredores del segundo nivel en torno al «Patio Central». De estilo barroco sobrio, es una escalera bifurcada tipo imperial; la división parte de un descansillo al centro, los peldaños se prolongan a ambos lados hacia un nuevo descansillo, para una tercera sección de escalones; los pasamanos son de hierro recubiertos con bronce y los pomos son esferas de metal con punta; en tanto los muros inferiores están cubiertos de cantera chiluca, y el techo tiene una bóveda de arista. Sobre los muros superiores se encuentran el mural de Diego Rivera.

## Murales

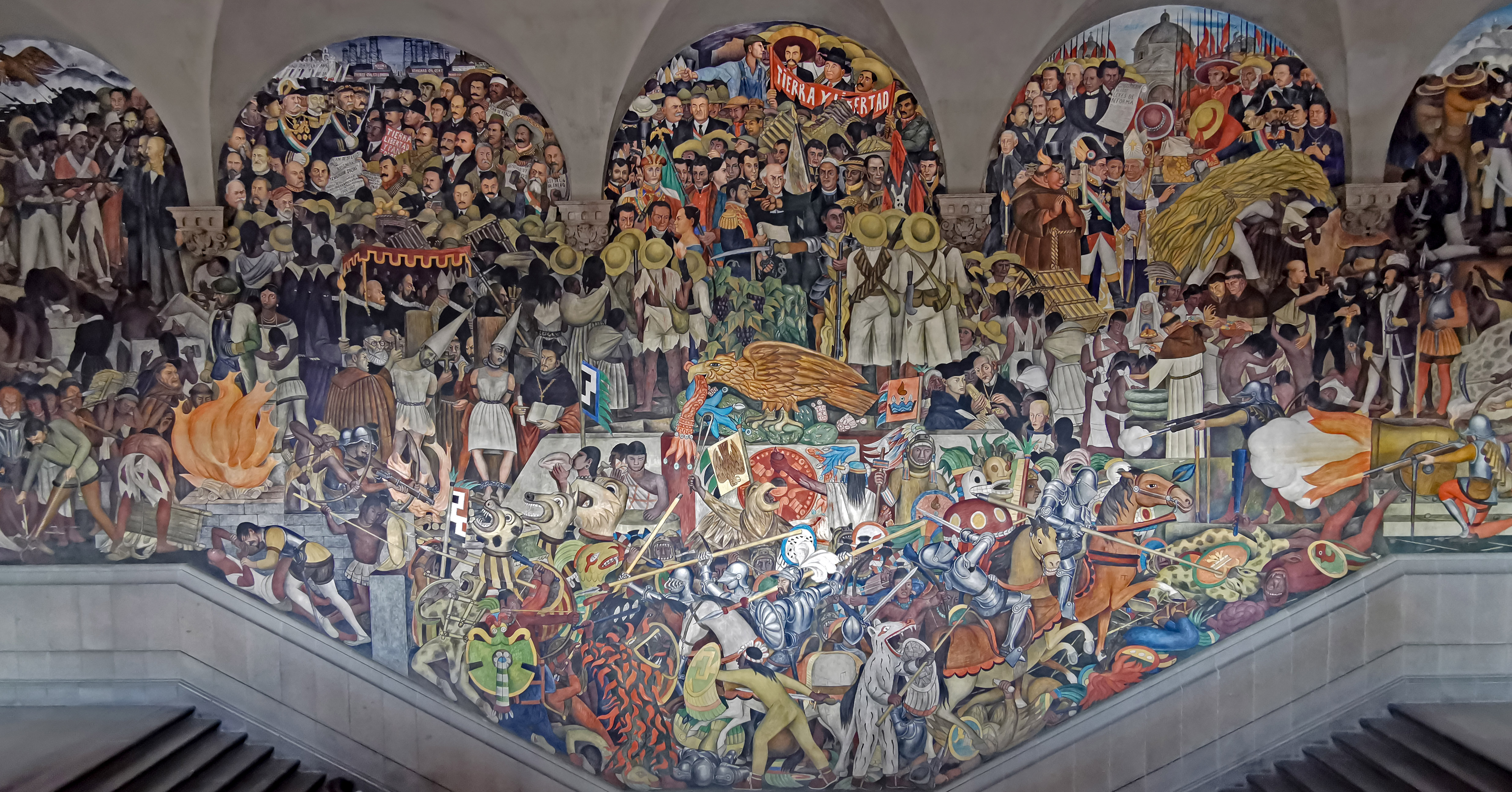
Panorámica central con el mural Epopeya del pueblo mexicano

Los gobiernos posrevolucionarios de la década de 1920 fueron de corte nacionalista popular, con una visión de política cultural que exaltara la identidad mexicana, pero sobre todo que trasladara las manifestaciones artísticas a sitios y monumentos públicos, no solo para dotar a estos de una identidad «mexicanista», sino para que la población general tuviera acceso a ello. En este contexto inicia el auge de la corriente plástica denominada «Muralismo mexicano», consistente en la realización de frescos monumentales con mensaje social, histórico y político, en los muros de las construcciones públicas.
Desde 1924 el pintor Diego Rivera había planteado la idea de realizar murales en las extensas y grises paredes del interior de Palacio Nacional, una construcción cuyo valor de arte plástico, correspondía más a los ornamentos interiores, pues carecía entonces de grandes esculturas o galerías en los patios, accesos y corredores, a diferencia de otros edificios. En 1929 comenzó formalmente su trabajo en los tres muros de la escalera del «Patio Central»; Realizado bajo la técnica llamada «Fresco», el mural titulado Epopeya del pueblo mexicano ocupa el espacio debajo de los siete arcos de la bóveda en la escalinata principal. El artista concibió el proyecto como un tríptico que, visto de frente, narra de derecha a izquierda la historia de México; para ello se documentó a través de libros, litografías, fotografías e incluso códices y vestigios prehispánicos. 
El mural fue concluido en 1935; la obra narra con una destacada síntesis e iconografía periodos significativos de la historia de México, ahí están representados desde el México precolombino hasta el de la tercera década del siglo XX, sin omitir los periodos de la conquista, la colonia, la independencia, el primer imperio, la invasión estadounidense, la Reforma, la invasión francesa, el segundo imperio, el Porfiriato y la Revolución mexicana; así como una visión al futuro situada en la revolución del proletariado. La composición y el modo de relatar los hechos históricos es muy parecida a las técnicas que utilizaron los antiguos mexicas en sus pinturas y códices.

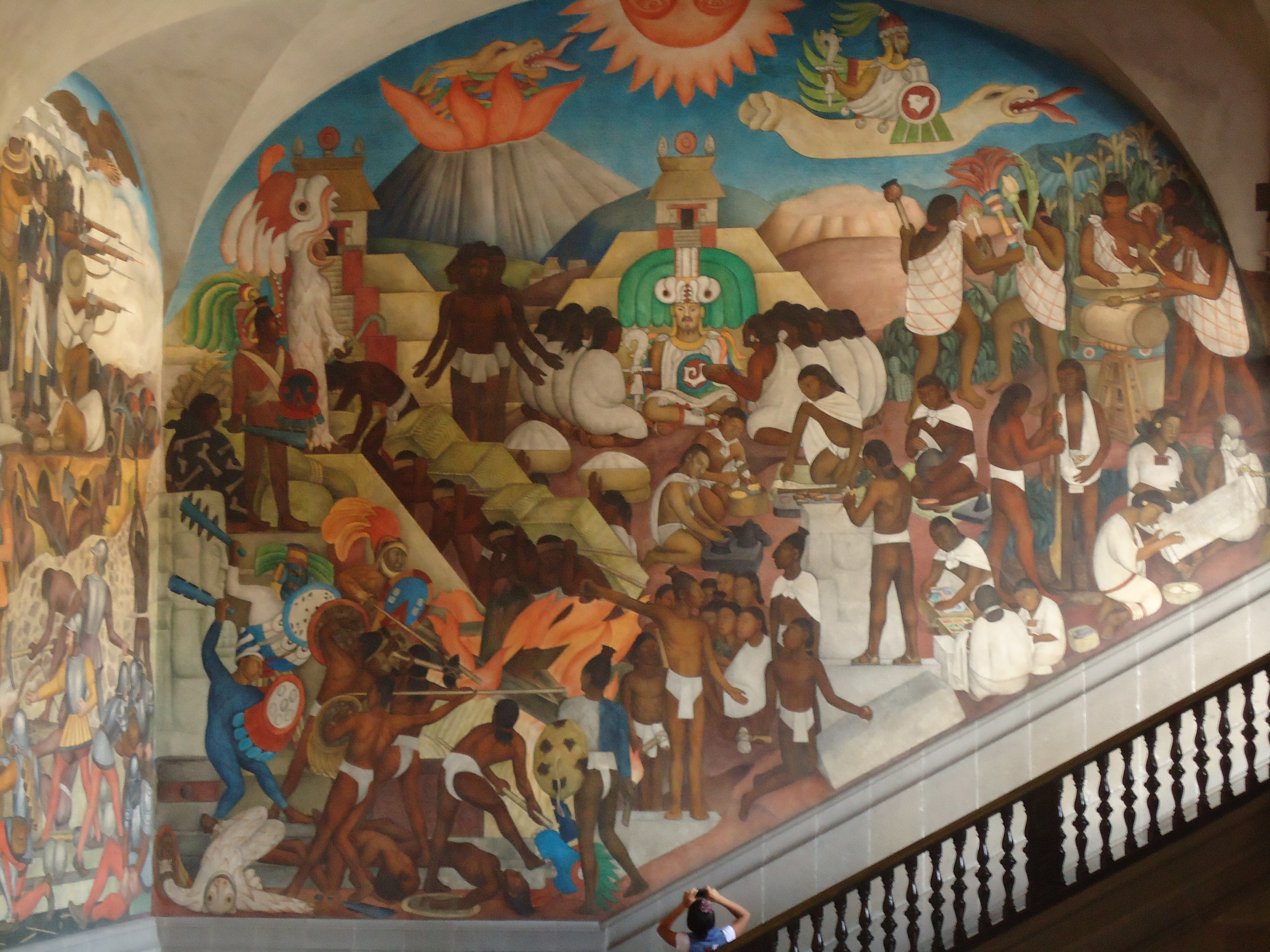
Muro del México prehispánico

La narración visual es cronológica y tiene inicio con la obra «El mundo prehispánico» del muro lateral derecho, donde el personaje central es el legendario Quetzalcóatl, situado debajo de un templo rodeado de discípulos; detrás de él, yace el paisaje volcánico del Valle de México, brotando del Popocatépetl una serpiente emplumada, mientras un sol corona el cielo azul; el resto del fresco representa la estructura social característica de las culturas mesoamericanas, presentando por igual campesinos, artesanos, soldados, músicos, médicos, cocineros y comerciantes.
El muro central, el más extenso, narra la totalidad de la vida independiente de México en la parte superior de la pared, pero sus elementos se entremezclan con capítulos del largo periodo colonial y la conquista misma, en la parte inferior del muro. En los tres arcos centrales de la escalera, Diego Rivera pinta lo que para él serían las tres grandes hazañas revolucionarias en la historia de México: la Independencia, la Reforma y la Revolución de 1910. La lectura de este fragmento de la obra es una interpretación de las transformaciones históricas de los siglos XIX y XX, con la construcción de la nación entre los siglos XVI y XVIII.

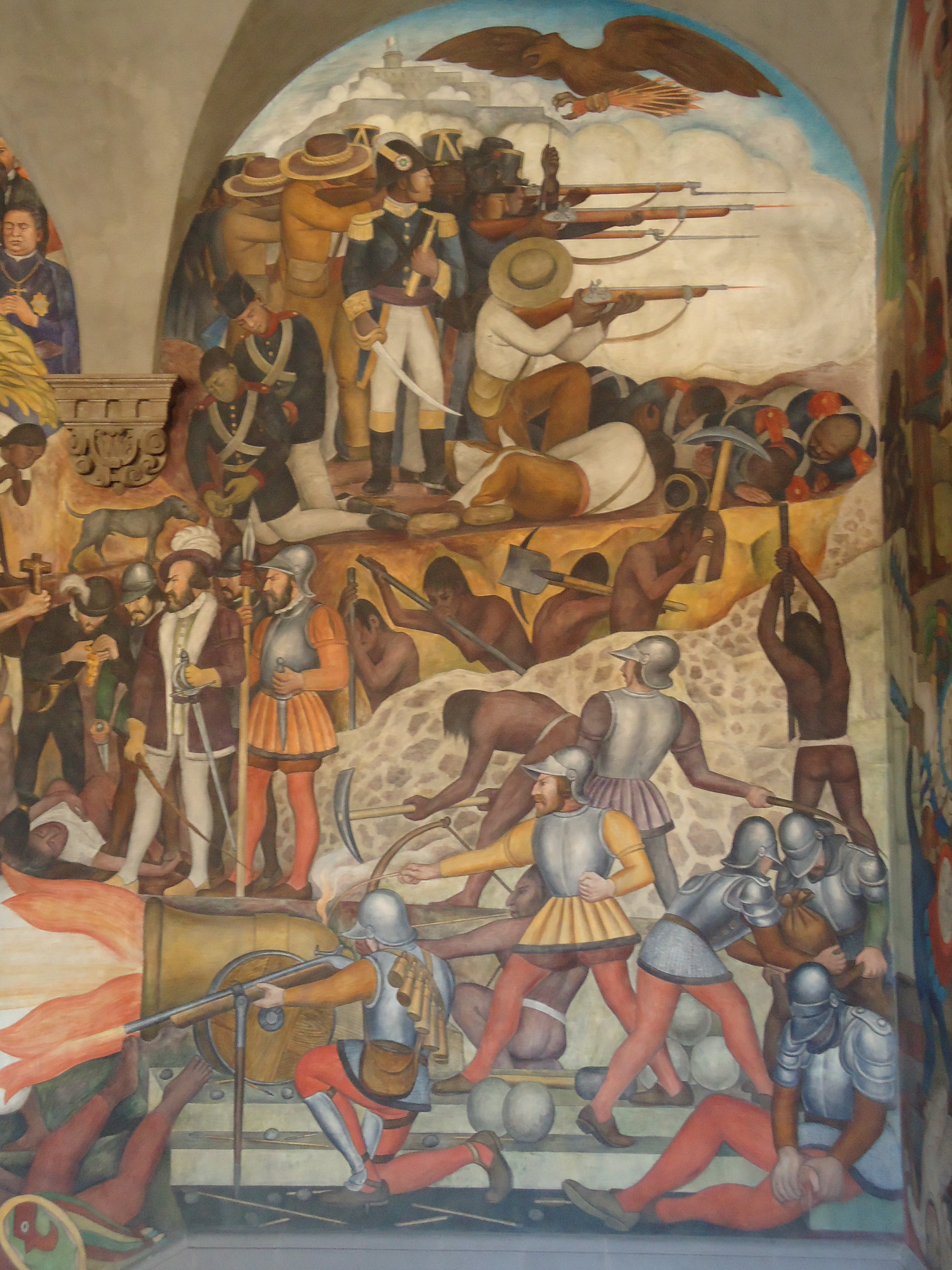
Primer arco del muro central, referente a la invasión estadounidense y la explotación minera.

En la primera sección del muro central, que corresponde al primer arco de este, se describe la lucha del pueblo y ejército mexicano contra la invasión estadounidense (1846-1848). En este se aprecian detalles que resaltan la defensa de la Ciudad de México, como la presencia de Nicolás Bravo, los cadetes del Colegio Militar y la batalla de estos al pie del Castillo de Chapultepec, la escena es coronada en el cielo con la imagen de un águila en vuelo. En la parte inferior se representa la explotación y esclavitud en la minas de la Nueva España.

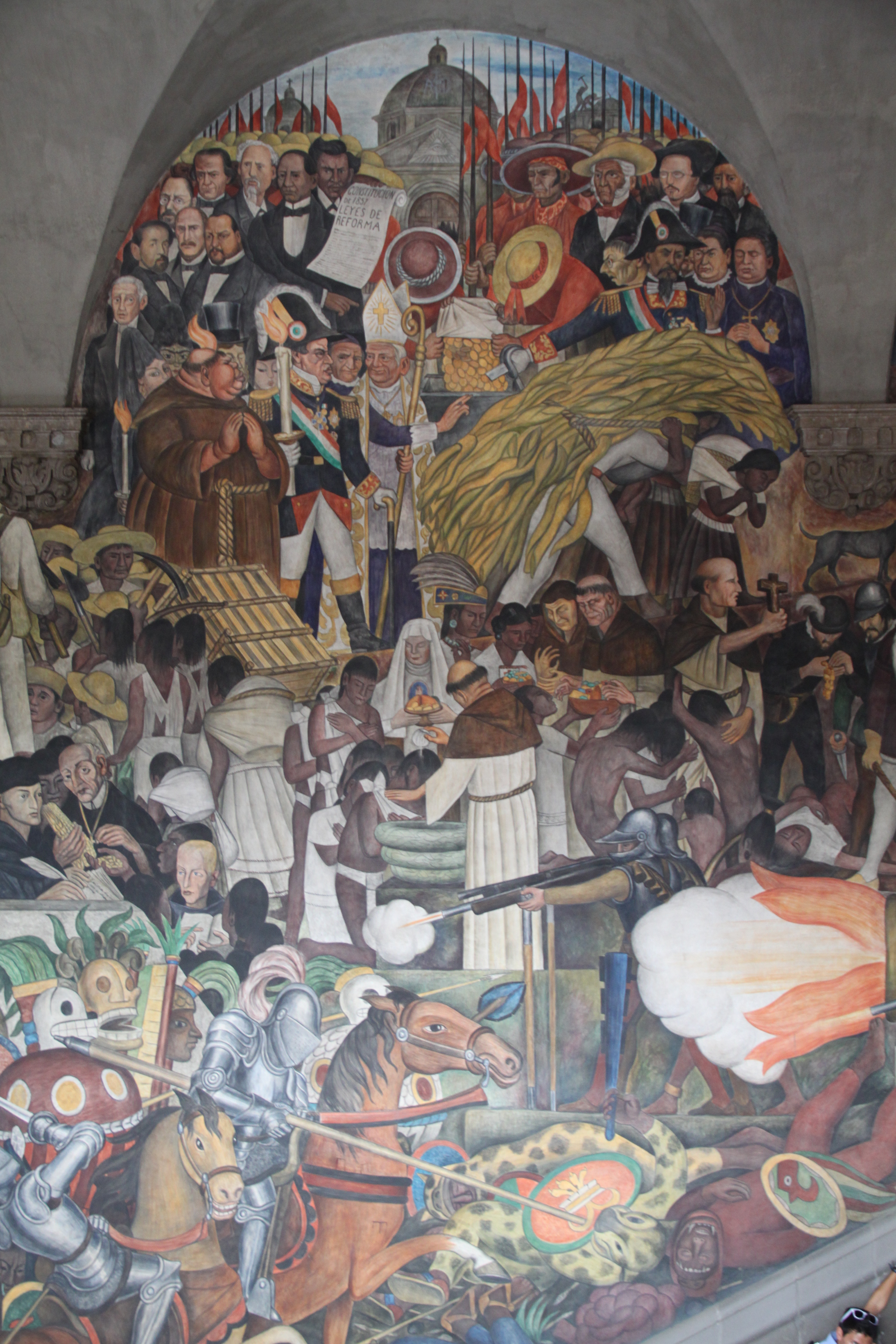
Segundo arco del muro central, referente a la Reforma y la conquista espiritual.

En el segundo arco, en su parte superior, se ilustra el periodo de la «Reforma», aquí la pintura comienza a tomar características del contraste entre protagonistas y antagonistas de la transformación histórica. La imagen es coronada con un templo católico en demolición, a los costados de esta, anteceden a las personalidades históricas un grupo de combatientes del célebre tipo «Chinaco». Aparecen en el extremo superior izquierdo los miembros de la generación liberal (Valentín Gómez Farías, Ignacio Comonfort, José María Mata, Ponciano Arriaga, Melchor Ocampo, Ignacio Manuel Altamirano, Ignacio Ramírez y José María Iglesias) al lado de Benito Juárez, que sostiene un pergamino con las palabras «Leyes de Reforma» y «Constitución de 1857»; en el extremo derecho aparecen Juan Álvarez, Santos Degollado y Luis Ghilardi, debajo de estos, miembros de la curia local obligados a pagar impuestos, ante ellos, un Miguel Miramón con un sable roto, simbolizando ambas imágenes, la derrota del conservadurismo; a la izquierda un poco más abajo las representaciones de Antonio López de Santa Anna y los arzobispos de México Pelagio Antonio de Labastida y Dávalos y José Lázaro de la Garza y Ballesteros; incrustadas en ese conjunto, las figuras de Frida Kahlo y María Cecilia Armida. En la parte inferior del arco, aparecen las escenas combinadas de la conquista militar y la conquista espiritual; en esta última se muestra el contraste de religiosos despojando a los pueblos indígenas (destacando la figura de Pedro Moya de Contreras) y aquellos que los defienden, las representaciones de estos corresponden a Bartolomé de las Casas, Vasco de Quiroga, Pedro de Gante, Bernardino de Sahagún y Toribio de Benavente.

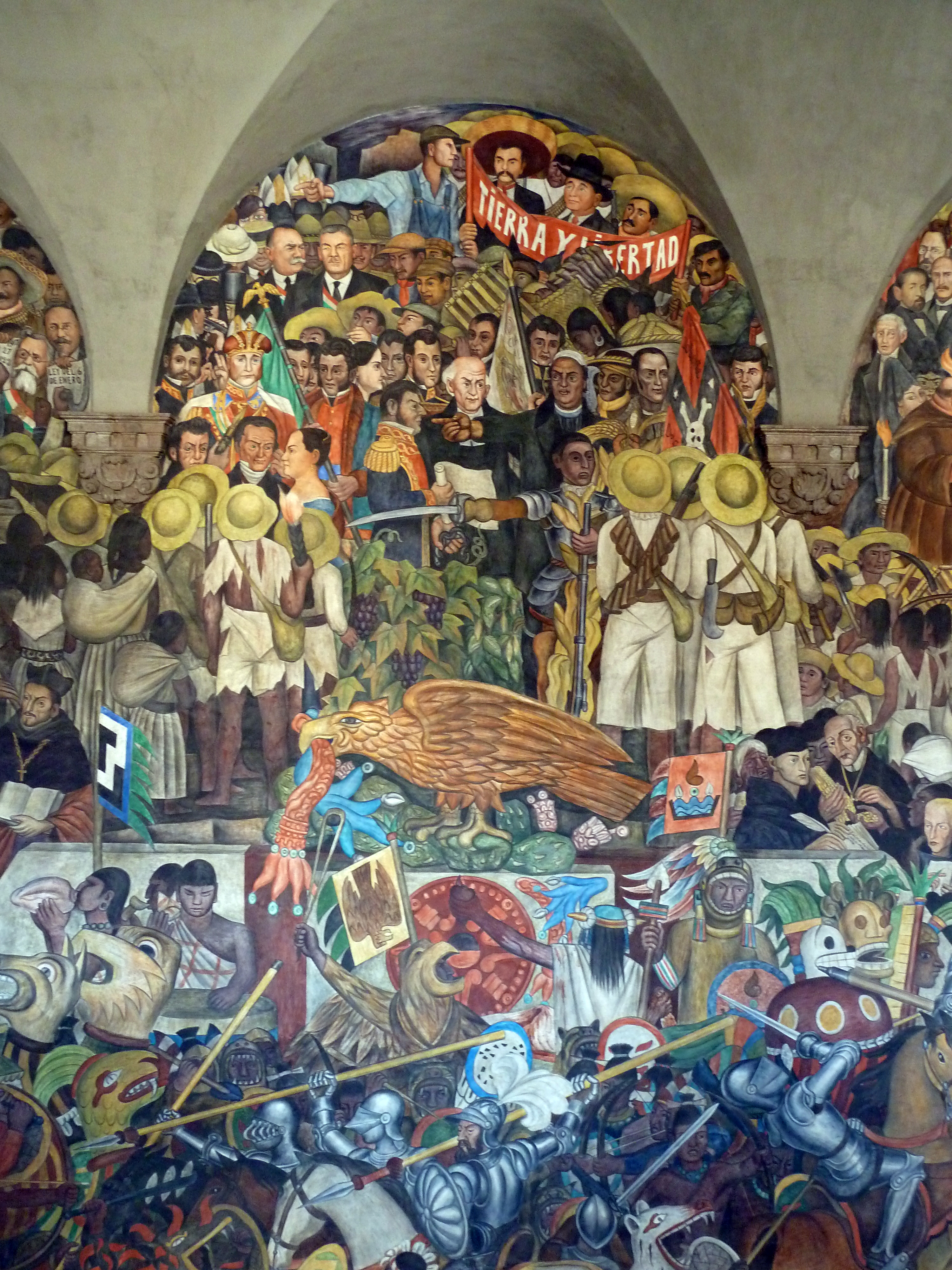
Tercer arco del muro central, referente a la Independencia, la Revolución y la conquista militar.

El tercer arco central es la alegoría plena que vincula a la independencia con la revolución por su sentido de lucha popular y ruptura violenta con los viejos órdenes. El arco es coronado por un obrero que señala el camino de la lucha teniendo de frente al movimiento campesino encabezado por las figuras de Emiliano Zapata, José Guadalupe Rodríguez, Felipe Carrillo Puerto y Primo Tapia. Hacia la izquierda, rodeados de obreros, miembros de jerarquía eclesiástica, soldados villistas, así como las figuras de Carmen Mondragón, Concepción Acevedo de la Llata, José de León Toral y Luis N. Morones, están Álvaro Obregón y Plutarco Elías Calles. Al centro del arco se desglosan los personajes clave de la lucha insurgente: Miguel Hidalgo y Costilla (sosteniendo el «estandarte de la virgen de Guadalupe»), Ignacio Allende, Juan Aldama, Ignacio Aldama, Mariano Jiménez, Mariano Abasolo, Josefa Ortiz de Domínguez, Ignacio López Rayón, José María Morelos y Pavón, Mariano Matamoros, Hermenegildo Galeana, Nicolás Bravo, Francisco Xavier Mina, Leona Vicario, Andrés Quintana Roo, Vicente Guerrero (sosteniendo la «bandera trigarante»), Guadalupe Victoria, José Antonio de Echávarri, Nicolás Bravo, Pedro Ascencio Alquisiras, Manuel Gómez Pedraza y Agustín de Iturbide portando la corona del Imperio Mexicano. En la parte inferior de la sección, coronando la escena cumbre de la conquista, aparece la ilustración del «Teocalli de la Guerra Sagrada», una de las representaciones más antiguas relacionadas con el escudo nacional, que consiste en un águila llevando en su pico los glifos entrelazados del fuego y el agua, simbolismo de la guerra; también está representado tanto en su persona, como en el simbolismo de su nombre, el último tlatoani mexica Cuauhtémoc; además de una representación del «mestizaje», a través de la figura de Martín Cortés; esta sección contiene los elementos, eventos y personajes clave de la conquista como Hernán Cortés, La Malinche, Juan de Zumárraga, Pedro de Alvarado, Moctezuma Xocoyotzin y Cuitláhuac

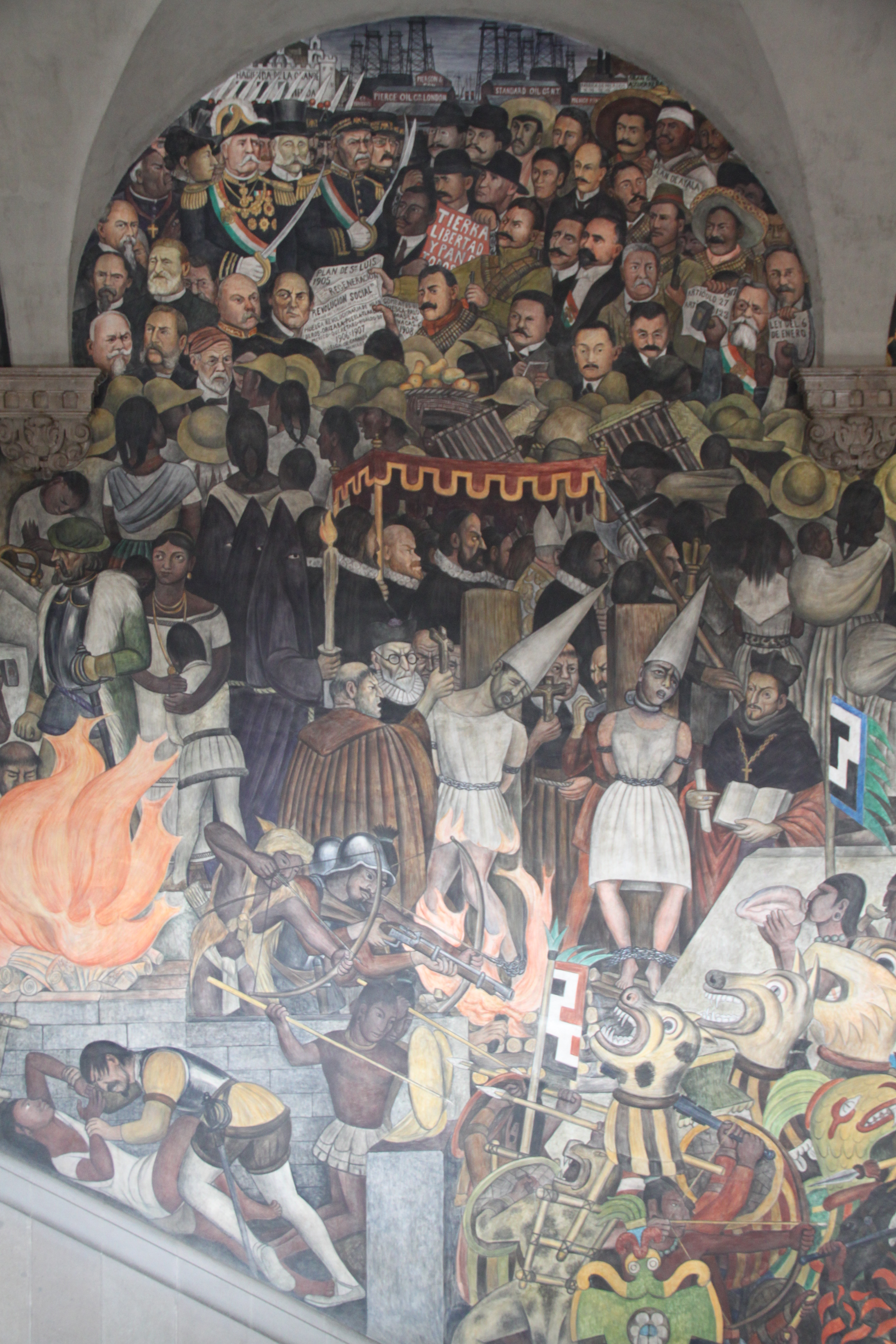
Cuarto arco del muro central, referente a la Revolución y la sociedad novohispana.

En el cuarto arco central, coronados por las imágenes de pozos petroleros y la elite militar del porfiriato, se desglosan los personajes claves de la Revolución mexicana, como protagonistas: Francisco I. Madero, Francisco Villa, Emiliano Zapata, Venustiano Carranza, Felipe Ángeles, los hermanos Jesús, Enrique y Ricardo Flores Magón, José María Pino Suárez, los hermanos Máximo, Aquiles y Carmen Serdán, Eulalio Gutiérrez, Pascual Orozco, Otilio Montaño, Juan Sarabia, Librado Rivera, Anselmo L. Figueroa, Antonio Díaz Soto y Gama, Peppino Garibaldi, Práxedis G. Guerrero, Abraham González Casavantes, Antonio I. Villarreal, José Guadalupe Posada, José Vasconcelos, Luis Cabrera Lobato; y como antagonistas Porfirio Díaz, Bernardo Reyes, José Yves Limantour, el arzobispo Próspero María Alarcón y Sánchez de la Barquera, Carmen Romero Rubio, Manuel Romero Rubio, Manuel Mondragón y Victoriano Huerta; aparecen mencionados el Plan de San Luis, el Plan de Guadalupe, el lema «Tierra y Libertad» y los artículos 27 y 123 de la Constitución de 1917. Además aparecen miembros de la generación liberal contemporáneos al porfiriato, como Ignacio Mariscal, Carlos Pacheco Villalobos, Sóstenes Rocha, Sebastián Lerdo de Tejada, Gabino Barreda, Justo Sierra y Guillermo Prieto. En la parte inferior del arco, un séquito real, un juicio de la Santa Inquisición y un grupo de campesinos se combinan para representar el orden social de la colonia.

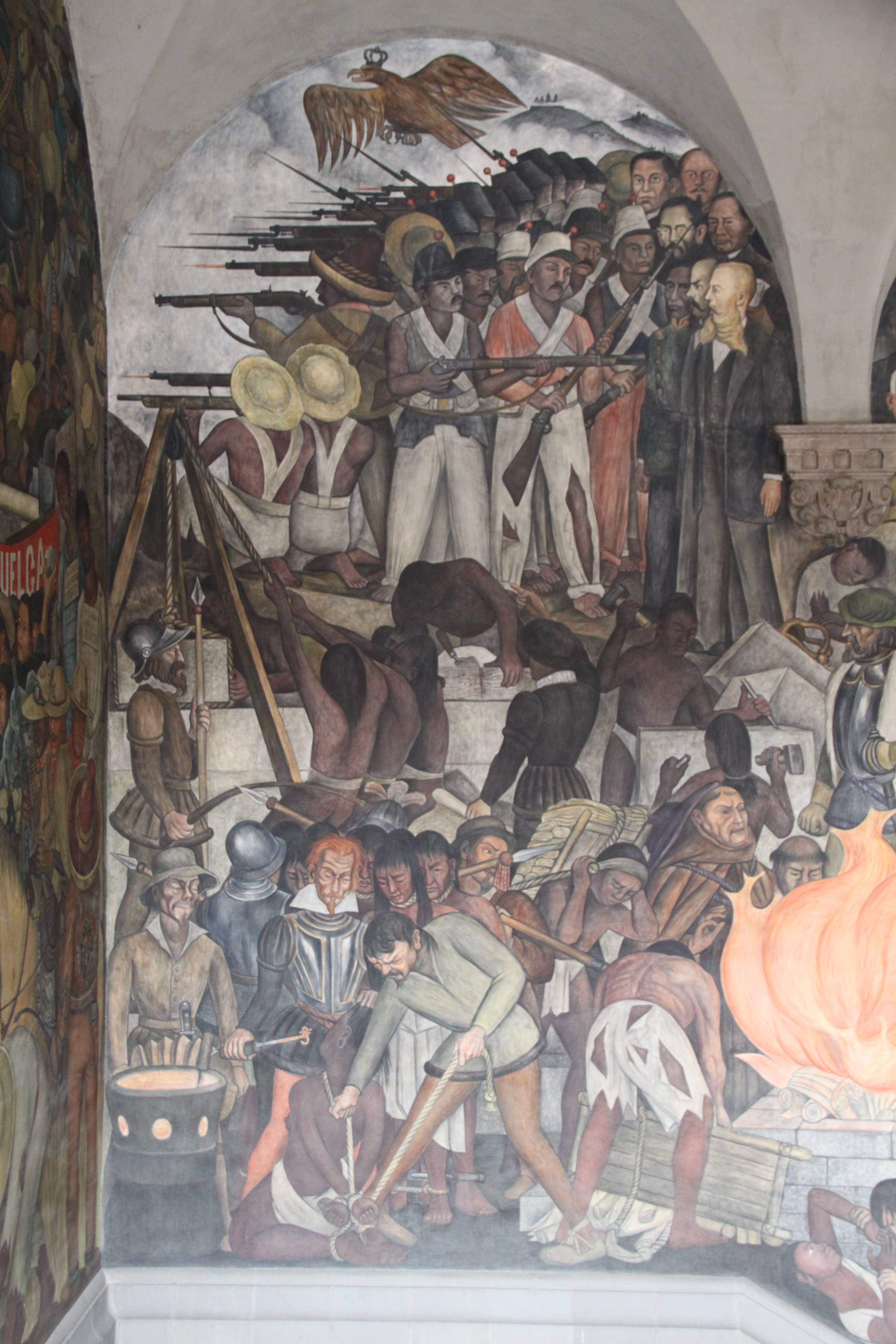
Quinto arco del muro central, referente a la intervención francesa, el segundo imperio y la esclavitud en la Nueva España.

En el quinto arco central, un águila coronada sobrevuela la escena de la Batalla de Puebla, observada por Benito Juárez, Ignacio Zaragoza, Miguel Negrete y Mariano Escobedo, y debajo de ellos la escena del fusilamiento de Maximiliano de Habsburgo, Miguel Miramón y Tomás Mejía. La parte inferior representa la esclavitud de los pueblos afrodescendientes en la Nueva España.

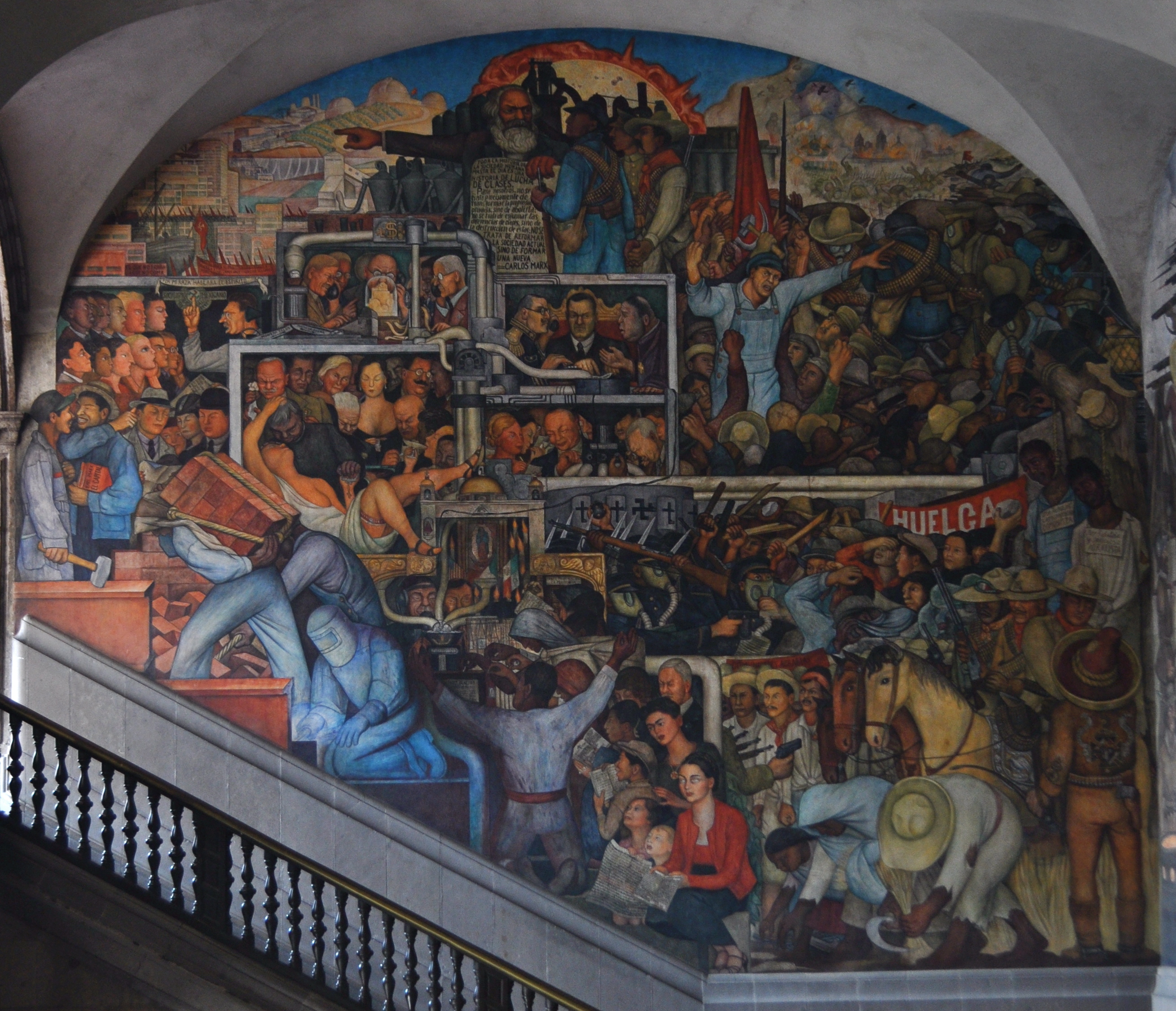
Muro del «México de hoy y mañana».

En el muro lateral izquierdo, el tercero y último, quedó reflejado el ideal comunista de Diego Rivera y sus aspiraciones políticas y sociales para el México del futuro, precisamente titulando «El mundo de hoy y de mañana» a la parte final de su obra. La imagen superior en el arco se divide en tres, a la izquierda una escena bélica donde aviones bombardean la Catedral Metropolitana de la Ciudad de México; en el centro un sol posa sobre una fábrica y ésta a la vez, sobre la imagen de Carlos Marx dirigiendo al proletariado mientras sostiene un pergamino con su discurso del libro «Manifiesto del Partido Comunista»; a la derecha una sociedad basada en el progreso científico y la justicia social. En la mitad derecha del arco un grupo de obreros y campesinos levantando una bandera roja, una hoz y un martillo (que se entrelazan para formar el símbolo comunista) se enfrentan a soldados enmascarados; al centro una composición de cuatro imágenes entrelazadas critican la estructura política, económica y social del capitalismo; en una la confabulación entre poder militar, político y religioso (representada por las figuras de Pablo González Garza, Plutarco Elías Calles y Luis N. Morones), en otra la superficialidad del consumismo y la degradación moral del capital (representado con las figuras de John D. Rockefeller, Harry Ford Sinclair, William Crapo Durant, J. P. Morgan Jr. y Andrew William Mellon), en otra la alianza de los medios con el poder y finalmente la supremacía del poder económico sobre el resto de los elementos. En la parte inferior se muestran representaciones de las luchas obreras y campesinas, el papel de maestros (representado en las figuras de Frida y Cristina Kahlo) y proletariado para construir una nueva sociedad, el avance del fascismo y referencias a la recién terminada Guerra Cristera.
En 1944 regresó a Palacio Nacional para realizar una serie de murales sobre paneles de concreto movibles, en los pasillos del segundo nivel en torno al «Patio Central»; sin perder la temática inicial, la historia de México, en estos se enfoca en los modos de producción, estructuras sociales, prácticas culturales y escenas cotidianas de los pueblos mesoamericanos 
El primero de ellos, «La Gran Tenochtitlan vista desde el Mercado de Tlatelolco», datado en 1945, presenta una panorámica del centro de la ciudad de Tenochtitlan, con los canales y el Templo Mayor como protagonistas, custodiados por el paisaje volcánico; sin embargo la imagen despliega al centro una escena típica del mercado de Tlatelolco; en la parte inferior, se muestran grabados sobre roca de las distintas actividades económicas mexicas.
El segundo mural, «La cultura Purépecha», establecida en los estados de Michoacán y parte de Jalisco, narra escenas de la industria textil. «La cultura Zapoteca», establecida principalmente en la región central de Oaxaca, es otro mural que representa la vida cotidiana caracterizada por actividades artesanales como el trabajo de la filigrana de oro para la creación de joyas.
La siguiente obra de Rivera se titula «La Cultura Totonaca», cultura situada al norte de Veracruz. En la parte central de este mural, se ve la ciudad de Tajín, en ella se practicaba el juego de pelota y la danza del volador. Seguido de este mural se encuentra «La producción de hule», pequeña obra que relata el uso que le daban a la savia del árbol del Tule, con la cual elaboraban las pelotas utilizadas en el juego ceremonial. «El Cultivo del maíz», la siguiente obra, se refiere a la importancia que este grano tenía para la gastronomía mesoamericana y que junto con el frijol, el chile y la calabaza se convirtieron en la base de la alimentación indígena.
En «La Cosecha del cacao» se expone este hermoso árbol cuyo fruto mezclado con agua produce el chocolate, bebida ceremonial reservada para los nobles y sacerdotes. «La Industria del Maguey y el Amate», muestra cómo esta planta fue aprovechada de diferentes maneras, por ejemplo de techumbre en la construcción de las casas, en la producción de bebidas embriagantes como: aguamiel, mezcal y pulque, esta última, una poderosa bebida chamánica. El último mural titulado «La llegada de Hernán Cortés al puerto de Veracruz», aborda con gran simbolismo el tema de la llegada de los barcos españoles a las costas de Veracruz y la Conquista de Tenochtitlan.
En 1951, el muralista Diego Rivera pausó su trabajo, pues aun tenía planes para el resto del complejo, no obstante murió al año siguiente. Los murales fueron restaurados durante el año 2009, con motivo de los festejos del Bicentenario de la Independencia Mexicana y posteriormente durante el gobierno de Andrés Manuel López Obrador.

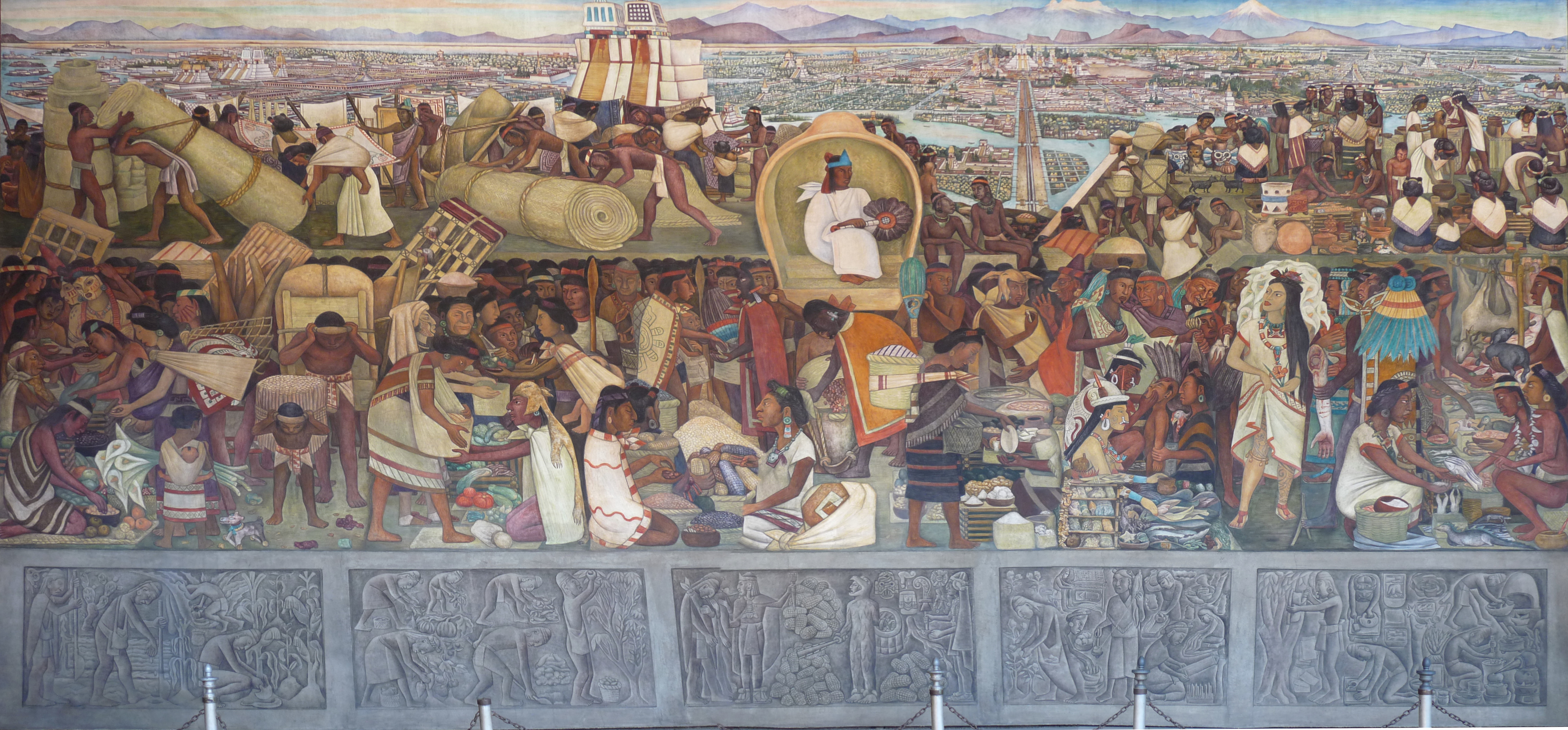
La Gran Tenochtitlan
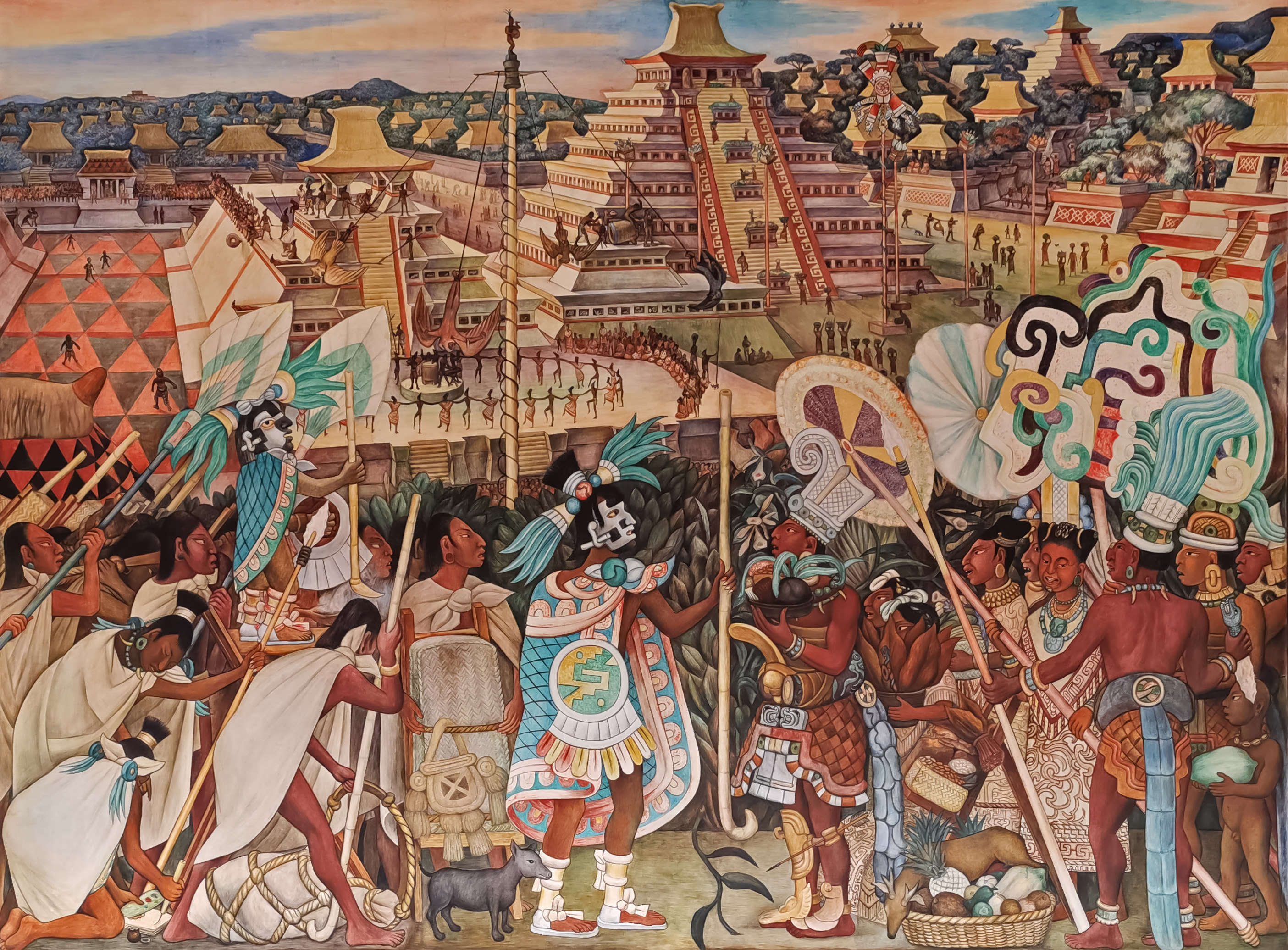
La cultura totonaca
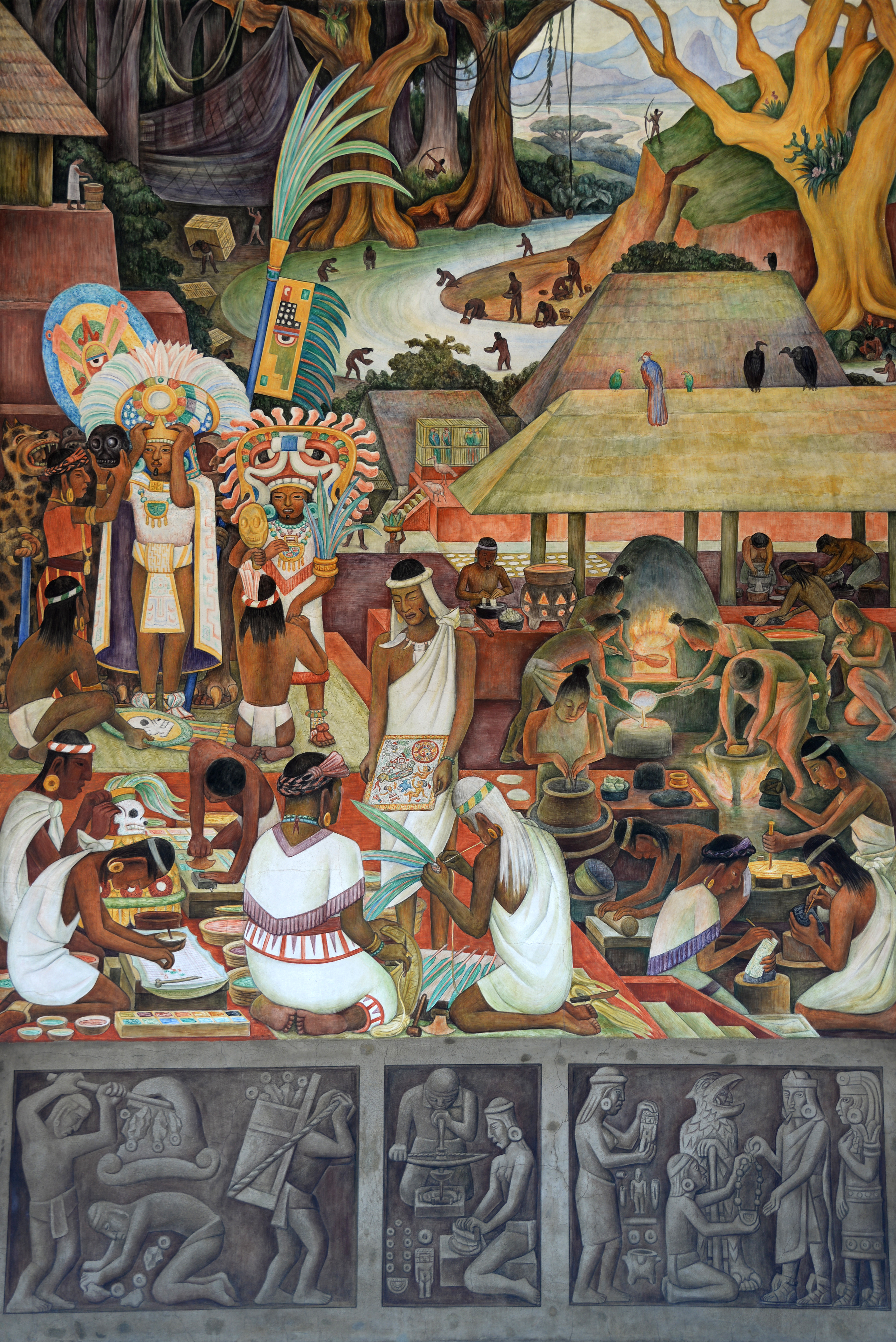
Cultura zapoteca
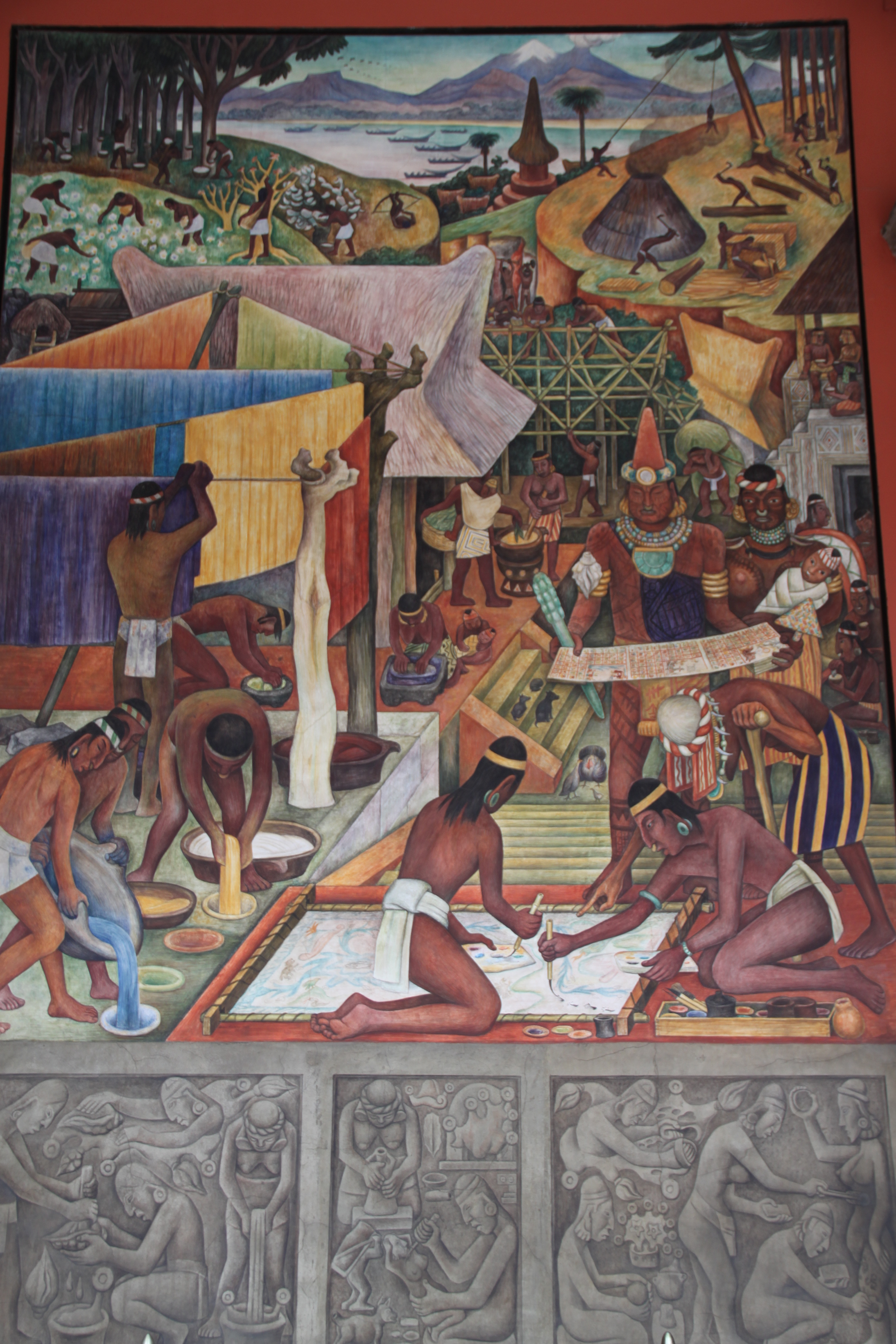
Las industrias del maguey y el amate
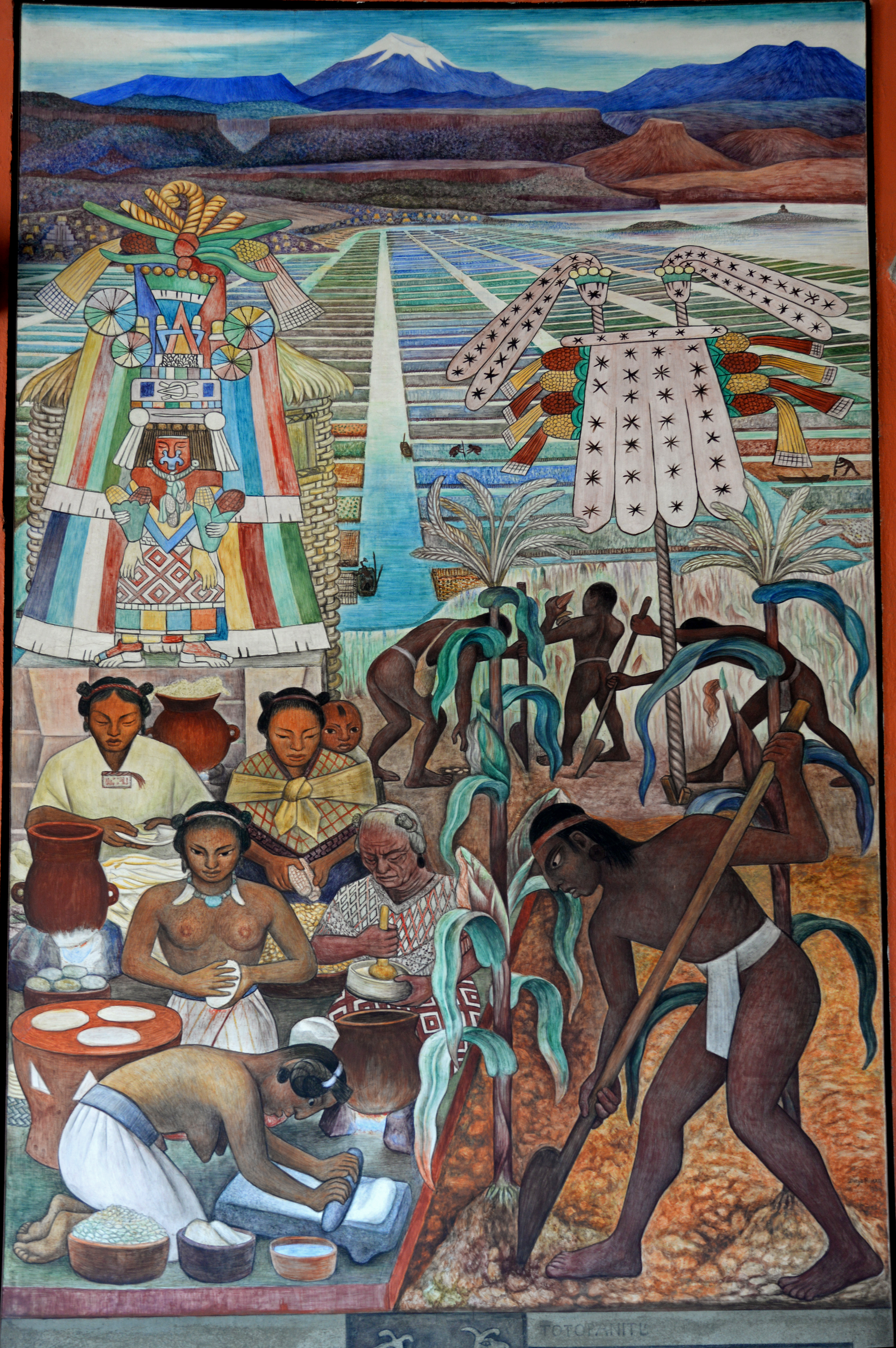
El cultivo de maíz
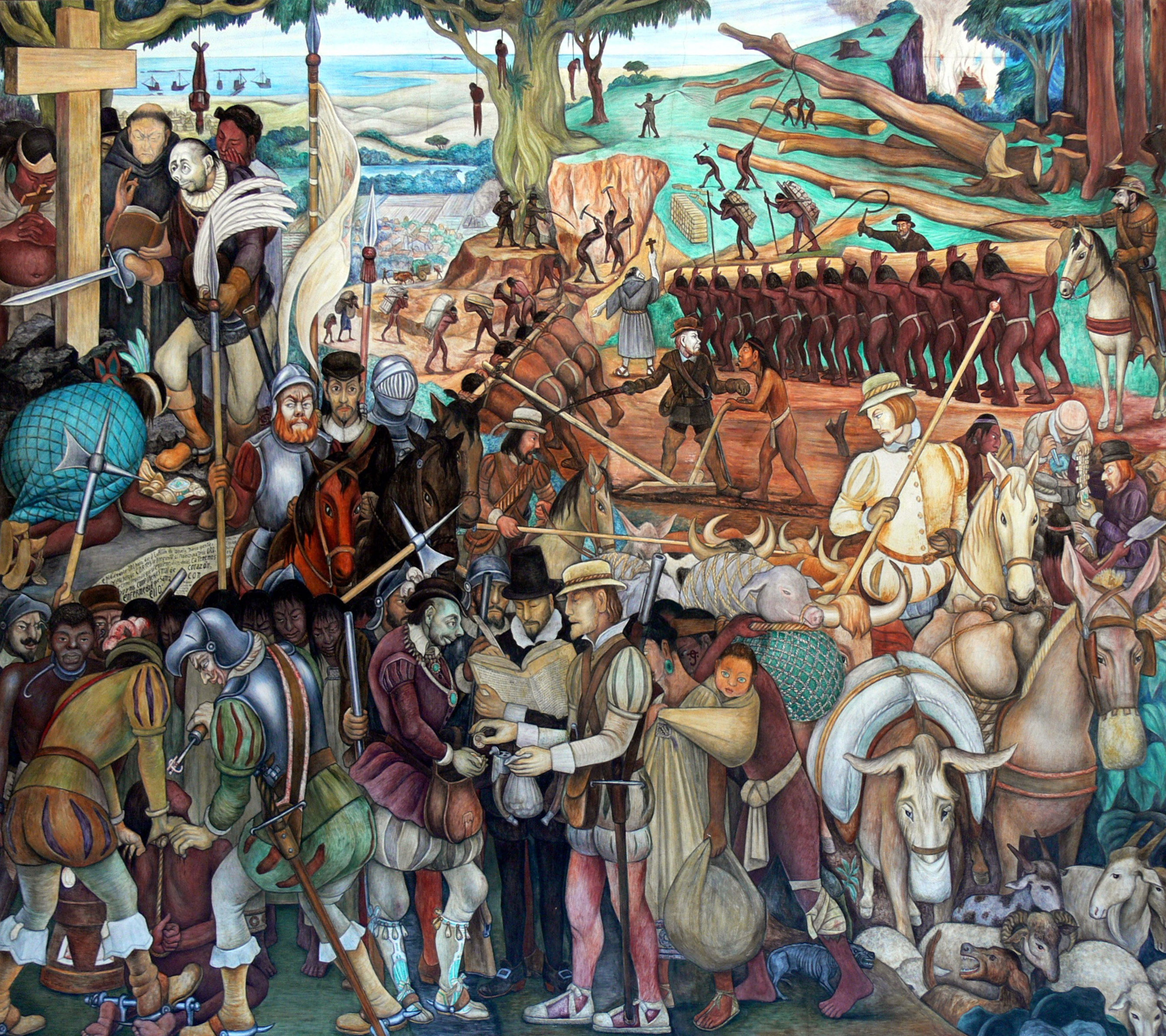
Llegada de Hernán Cortés a Veracruz